# アフガニスタン

アフガニスタン・イスラム首長国
د افغانستان اسلامي امارت （パシュトゥー語）
امارت اسلامی افغانستان （ダリー語）

国の標語：لا إله إلا الله، محمد رسول الله

（アラビア語:アッラーフの他に神はなし。ムハンマドはアッラーフの使徒である。）
国歌：دا د باتورانو کور（パシュトー語）
"英雄の家"

アフガニスタン・イスラム首長国（アフガニスタン・イスラムしゅちょうこく、パシュトー語: د افغانستان إسلامي امارت、ダリー語: امارت اسلامی افغانستان、英語: Islamic Emirate of Afghanistan）、通称アフガニスタン（ダリー語: افغانستان、パシュトー語: افغانستان、英語: Afghanistan）は、中央アジア・西アジアと南アジアの交差点に位置する山岳地帯の内陸国である。1978年から断続的に続くアフガニスタン紛争の結果、2021年8月15日以降はターリバーンによる暫定政権が築かれているが、諸経緯によって暫定政権が国際社会から政府承認を広く受けられずにいるため、国際連合における代表権を含めた「アフガニスタンの統一政府」の地位はターリバーンの首都制圧によって国内における勢力を喪失した「アフガニスタン・イスラム共和国」（アフガニスタン・イスラムきょうわこく）の政府が保持している（「#国際関係」で後述）。
東と南にパキスタン、西にイラン、北にトルクメニスタン、ウズベキスタン、タジキスタン、北東ではワハン回廊で中国と国境を接している。多民族国家で、周辺国と民族やイスラム教宗派でつながりが深いパシュトゥン人、ウズベク人、タジク人、ハザーラ人などが暮らす。国連による世界地理区分では南アジアに分類されているが、中東の東端と位置付けられることもある。首都は人口最大の都市のカーブル。面積は65万2000平方キロメートルで、北部と南西部に平野部がある山岳国となっている。

## 概要
アフガニスタンは多様かつ波乱な歴史を紡いで来た地域に建つ国家である。少なくとも5万年前には現在のアフガニスタン地帯に人間が住んでいた。9000年前に定住生活が始まり、紀元前3千年紀のインダス文明（ショルトゥガイ遺跡）、オクサス文明（ダシュリジ遺跡）、ヘルマンド文明（ムンディガク遺跡）へと徐々に進化していった。インド・アーリア人がバクトリア・マルギアナ地方を経てガンダーラに移住し、ゾロアスター教の古代宗教書『アヴェスター』に描かれている文化と密接な関係がある鉄器時代のヤズ1世文化（紀元前1500 - 1100年ごろ）が興った。「アリアナ」と呼ばれていたこの地域は、紀元前6世紀にアケメネス朝ペルシャ人の手に落ち、その東側のインダス川までの地域を征服した。アレキサンダー大王は前4世紀にこの地域に侵入し、カーブル渓谷での戦いの前にバクトリアでロクサネと結婚したが、アスパシオイ族やアサカン族の抵抗に遭ったという。グレコ・バクトリア王国はヘレニズム世界の東端となった。マウリヤ朝インド人による征服の後、この地域では何世紀にもわたって仏教とヒンドゥー教が栄えた。カピシとプルシャプラの双子の都を支配したクシャーナ朝のカニシカ1世は、大乗仏教が中国や中央アジアに広まる上で重要な役割を果たした。また、この地域からは、キダール、エフタル、アルコン、ネザーク、ズンビール、トルキ・シャヒスなど、様々な仏教王朝が生まれた。
サーサーン朝の支配下にあったヘラートとザランジには、7世紀半ばにムスリムがイスラム教をもたらし、9世紀から12世紀にかけて、サッファール朝、サマニー朝、ガズナ朝、ゴール朝の時代に本格的なイスラム化が進んだ。その後、クワーラズミアン朝、ハルジー朝、ティムール朝、ローディー朝、スール朝、ムガル帝国、サファヴィー朝などに支配された地域もある。現代のアフガニスタンの政治史は、1709年にアフガニスタン南部の独立を宣言したミルワイス・ホタックを始祖とするホータキー朝に始まる。1747年、アフマド・シャー・ドゥッラーニーがカンダハールに首都を置くドゥッラーニー帝国を建国した。1776年、ドゥラーニー帝国の首都はカーブルに移され、ペシャーワルが冬の首都となったが、1823年、ペシャーワルはシーク教徒に奪われた。19世紀後半、アフガニスタンは英露の「グレート・ゲーム」の緩衝国となった。1839年から1842年にかけての第一次アングロ・アフガン戦争では、英領インドから来たイギリス軍がアフガニスタンを制圧したが、その後、イギリス軍が大敗して撤退した。1878年から1881年に起こった第二次アングロ・アフガン戦争でもイギリス領インド帝国駐留のイギリス軍が、アフガニスタンに侵攻した後に駐留し、自立支配を認めるが外交権はイギリスに委ねる条件で撤退した。1919年の第三次アングロ・アフガン戦争の後、アフガニスタンは外国の影響から独立し、アマーヌッラー・ハーンの下で君主制となる。しかし、1973年にザーヒル・シャーが倒され、アフガニスタン共和国 (1973年-1978年)が樹立された。1978年、2度目のクーデターにより、アフガニスタンは初めて社会主義国家となった。1980年代には社会主義政権とそれを支援するソビエト連邦軍と、ムジャーヒディーンの反乱軍とのアフガニスタン紛争 (1978年-1989年)が勃発した。1996年までに、国の大部分がイスラム原理主義者のターリバーンに取り込まれ、全体主義的な政権によって支配された。2001年のアメリカ軍侵攻後にターリバーンは権力から排除されたが各地で勢力を温存。政府とターリバーンとの間で続いている戦争は、アフガニスタンの人権や女性の権利に関する問題をさらに悪化させた。一般市民の殺害、誘拐、拷問など、双方による多くの虐待が行われている。2021年ターリバーン攻勢前の政府はアメリカ合衆国の軍事・経済援助に大きく依存していることから、その従属国とも言われた。2021年8月15日、ターリバーンはアフガニスタン大統領府を占領、アシュラフ・ガニー大統領は国外へ亡命し、アフガニスタン・イスラム共和国政府は事実上崩壊した。
アフガニスタンの経済規模は世界第96位で、購買力平価による国内総生産（GDP）は729億ドルである。一人当たりのGDP（PPP）ではもっと低い。現今においてはテロリズム、貧困、子供の栄養失調、汚職が蔓延しているだけではなく、頻繁な政権の奪取が行われる。

## 国名
2021年までの正式国名はアフガニスタン・イスラム共和国（アフガニスタン・イスラムきょうわこく、ダリー語: جمهوری اسلامی افغانستان、パシュトー語: د افغانستان اسلامي جمهوريت、英語: Islamic Republic of Afghanistan）であったが、この国号を使用した政府は同年8月15日にターリバーンの攻勢によって事実上崩壊した。同年8月19日、ターリバーンのスポークスマン、ザビフラ・ムジャヒドはTwitterでアフガニスタン・イスラム首長国（アフガニスタン・イスラムしゅちょうこく、パシュトー語: د افغانستان إسلامي امارت、英語: Islamic Emirate of Afghanistan）が成立することを宣言した。
自称国名はافغانستان （Afghānistān ; アフガーニスターン）。ペルシア語・ダリー語で「アフガーン人の国（土地）」を意味する。アフガーン人とはパシュトゥーン人の別名であるが、実際にはパシュトゥーン人の割合は50%に満たず、数多くの民族が居住している多民族国家である。正式名称は1973年の王制打倒以来政体が変化するごとに新政権によって改められてきたが、ターリバーン政権崩壊後のロヤ・ジルガ（国民大会議）で定められた2004年憲法による正式名称はダリー語で、جمهوری اسلامی افغانستان （ラテン文字転写 : Jamhūrī-yi Islāmī-yi Afghānistān , 読み : ジァムフーリーイ・イスラーミーイ・アフガーニスターン）という。
通称アフガニスタン。漢字表記は阿富汗斯坦または亜富汗斯坦。

## 国旗
2024年8月15日現在のアフガニスタンの国旗は、1997年10月27日にターリバーン政府によって制定されたものである。2001年の米軍侵攻後に成立したカルザイ政権の時代に排除され、以後20年間にわたりアフガニスタン王国時代の3色旗が国旗として使用されたが、ターリバーンの政権復帰に伴いモノトーンの旗が国旗として使われるようになった。白地に黒文字で、大きくシャハーダが書かれている。

## 歴史

### 先史時代
紀元前10万年に旧石器時代だったと考えられており、紀元前7000年頃には新石器時代に移ったと見られている。また、少なくとも5万年前には現在のアフガニスタンには人類が住んでいたとされる。約9000年ほど前に定住生活が始まり、紀元前3千年紀のインダス文明（ショルトゥガイ遺跡）、オクサス文明（ダシュリジ遺跡）、ヘルマンド文明（ムンディガク遺跡）へと徐々に移り変わってきた。紀元前3000年から紀元前2000年にかけて四大文明が起こり、都市文化が生まれつつあり、その背景には農耕文化の発展があった。またアフガニスタンには、先史時代からイラン高原やメソポタミアの諸文化との繋がりがあり、またインダス文明とも広く交流があった。
紀元前2000年から紀元前1800年は青銅器時代で、ムンディガク遺跡、デー・モラシ・グンダイ遺跡が見つかっている。また、バクトリア地方から出土した数体の石製女性像が見つかっている。
紀元前12世紀、『リグ・ヴェーダ』によれば、十王戦争が勃発し、バルフからパンジャブへ侵攻した。インド・アーリア人がバクトリア・マルギアナ地方を経てガンダーラに移住し、ゾロアスター教の古代宗教書『アヴェスター』に描かれている文化と密接な関係がある鉄器時代のヤズ1世文化（紀元前1500〜1100年ごろ）が興った。「アリアナ」と呼ばれていたこの地域は、紀元前6世紀にアケメネス朝ペルシャ人の手に落ち、その東側のインダス川までの地域を征服した。アレキサンダー大王は前4世紀にこの地域に侵入し、カーブル渓谷での戦いの前にバクトリアでロクサネと結婚したが、アスパシオイ族やアサカン族の抵抗に遭ったという。グレコ・バクトリア王国はヘレニズム世界の東端となった。マウリヤ朝インド人による征服の後、この地域では何世紀にもわたって仏教とヒンドゥー教が栄えた。カピシとプルシャプラの双子の都を支配したクシャーナ朝のカニシカ1世は、大乗仏教が中国や中央アジアに広まる上で重要な役割を果たした。また、この地域からは、キダール、エフタル、アルコン、ネザーク、ズンビール、トルキ・シャヒスなど、様々な仏教王朝が生まれた。

### ペルシア・ギリシア・インド文化の時代
サーサーン朝の支配下にあったヘラートとザランジには、7世紀半ばにムスリムがイスラム教をもたらし、9世紀から12世紀にかけて、サッファール朝、サマニー朝、ガズナ朝、ゴール朝の時代に本格的なイスラム化が進んだ。その後、クワーラズミアン朝、ハルジー朝、ティムール朝、ローディー朝、スール朝、ムガル帝国、サファヴィー朝などに支配された地域もある。

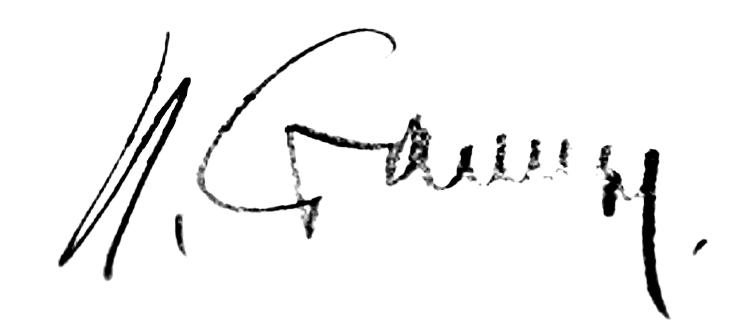
建国譚タイトル

#### ペルシアとアレクサンドロス大王の支配

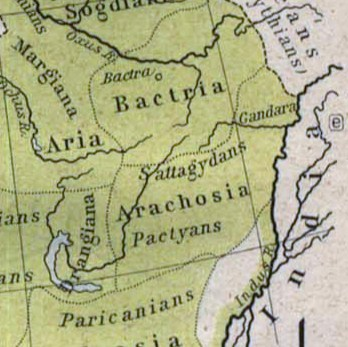
紀元前5世紀ごろ、アラコシアには古代民族Pactyansが住んでいた

紀元前6世紀、アケメネス朝ペルシャ帝国に編入され、アレイヴァ（ヘラート）、アラコシア（カンダハール、ラシュカルガー、クエッタ）、バクトリア（バルフ）、サッタギディア（ガズニー）、ガンダーラ（カーブル、ジャラーラーバード、ペシャーワル）の地方名で呼ばれた。カンダハールの旧市シャル・イ・コナの発掘によって、紀元前6世紀にはこの町が既にアフガニスタン南方の首邑になっていたことが明らかになった。
紀元前5世紀ごろ、アラコシアには古代民族Pactyansが住んでいたことがサンスクリットや古代ギリシャ語文献から知られている。
紀元前4世紀、アレクサンドロス3世（大王）はこの地を征服し、アレクサンドリアオクシアナ（Alexandria on the Oxus）と呼ばれる都市を建設した。

#### 南方のマウリア朝と北方のグレコ・バクトリア王国

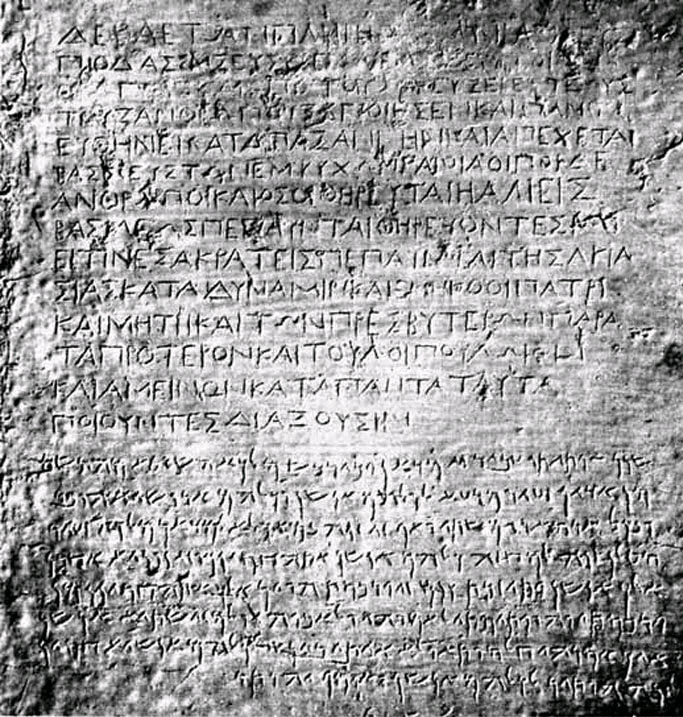
カンダハールで発見されたギリシャ語とアラム語で書かれたアショーカ王碑文（紀元前3世紀）

紀元前3世紀中ごろ、アフガニスタン北部からタジキスタン南部にかけてはギリシャ人の建てたグレコ・バクトリア王国が支配した。
紀元前130年ごろ、インド・グリーク朝のメナンドロス1世が死んで国が分裂すると、サカ族がガンダーラ地方でインド・スキタイ王国を興した。
紀元前2世紀後半、匈奴に追われた遊牧民の月氏が侵入し、グレコ・バクトリア王国は滅びた。
1世紀以降、先の大月氏の立てたクシャーナ朝がこの地に栄える。このころにはギリシア文化は影響力を失い、代わって南方のマウリヤ朝から流入したインド文化や仏教の影響が強く見られるようになる。4世紀ごろまでバクト商人がシルクロード交易を掌握する。
3世紀末、クシャーナ朝に代わりサーサーン朝の支配がこの地に及ぶ。
5世紀前半、エフタルが興り、現在のアフガニスタンとパキスタンの地を支配する。
6世紀後半、アルタイ方面から南下してきた突厥による支配を受ける。

### イスラーム化の進展

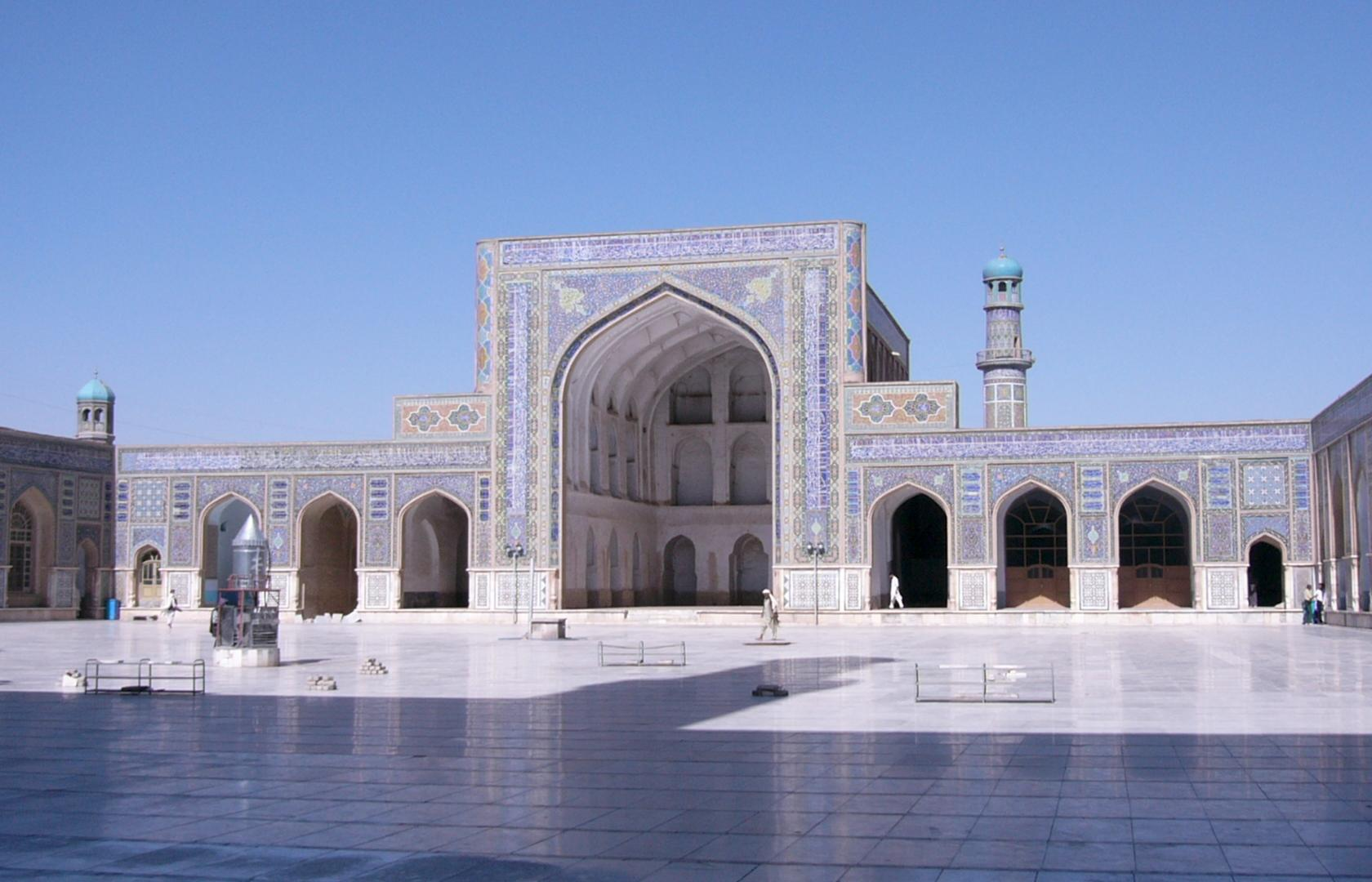
ゴール朝の時代に建てられたヘラートの大モスク

8世紀初頭、イスラム帝国アッバース朝のイスラム教徒軍がハザールとソグディアナに侵攻し（アラブ・ハザール戦争、トランスオクシアナ征服）、その支配下へ入る。751年のタラス河畔の戦いによりイスラム商人がシルクロード交易を掌握する。ゾロアスター教や仏教、ヒンズー教の影響は、イスラム教が伝わった後も10世紀ごろまで残存した。
9世紀中ごろ、再び土着イラン人によるターヒル朝、サッファール朝、サーマーン朝が興り統治する。
995年、マームーン朝のイスラム教徒軍が侵攻、アムダリヤ川右岸の古都キャトに栄えていた土着のゾロアスター教国家であるアフリーグ朝は滅亡した。
1017年、ガズナ朝がマームーン朝を滅ぼした。10世紀以降、このころからパシュトゥーン人の存在が確認され始める。
1117年、シャンサブ家がゴール朝を興し、シハーブッディーン・ムハンマドに仕えるクトゥブッディーン・アイバクは北インド征服事業を成功させ奴隷王朝を開いた。1215年にホラズム・シャー朝のアラーウッディーン・ムハンマドによってゴール朝は滅亡した。

### モンゴル帝国
モンゴルのホラズム・シャー朝征服のあと、アフガニスタンはモンゴル帝国およびチャガタイ・ハン国、タジク人のクルト朝の支配を受ける。

### ティムール朝
1370年ごろ、テュルク系のティムール朝による支配を受ける。1470年、ティムール朝が分裂しヘラート政権に移行。1507年、ウズベク族のシャイバーン朝のムハンマド・シャイバーニー・ハンの攻撃によってティムール朝は滅亡する。

### サファヴィー朝、ムガル朝、オスマン帝国の抗争

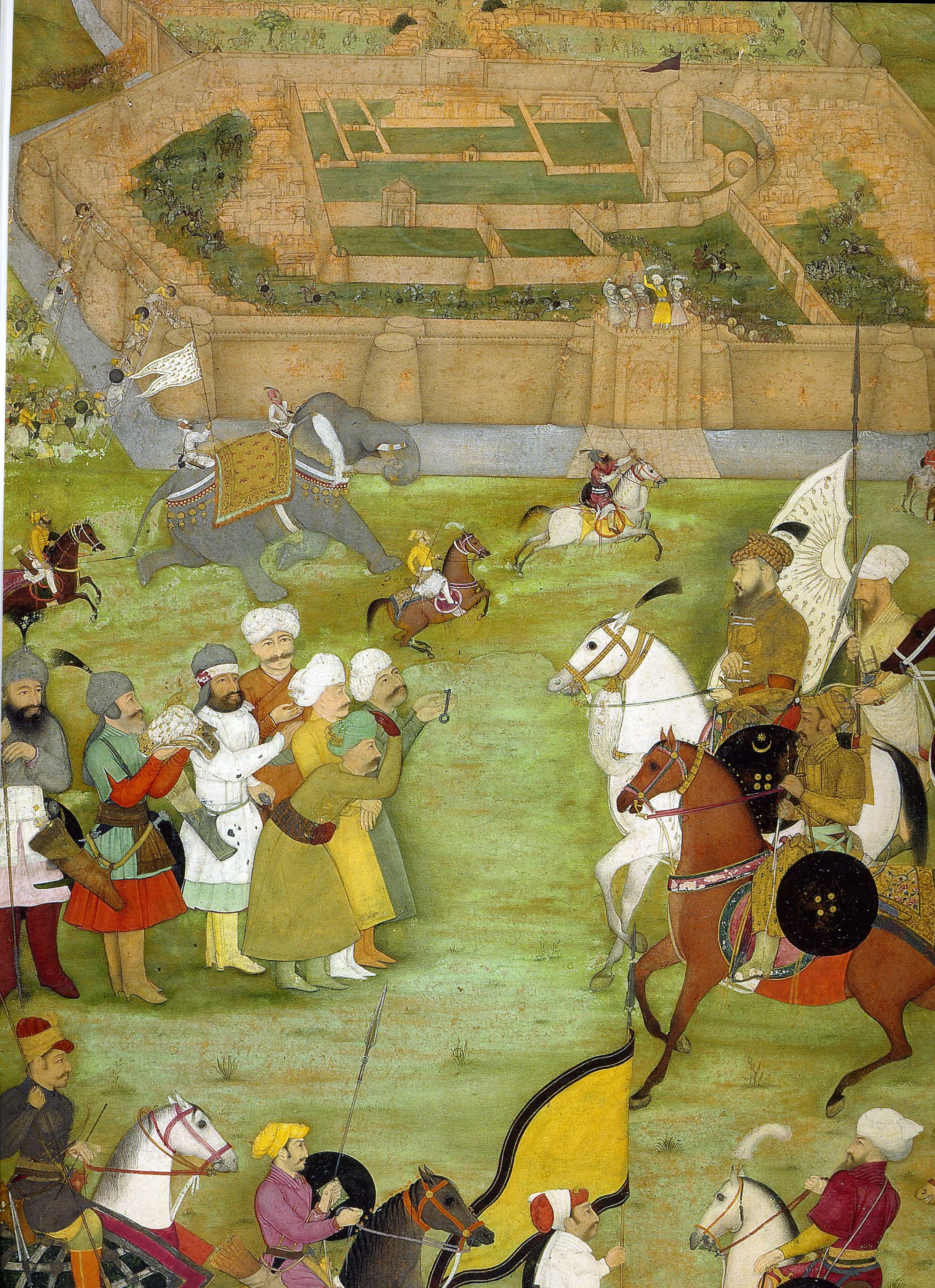
カンダハールを奪還するムガル帝国（1638年）

1510年、サファヴィー朝イランによって征服される。1526年、第一次パーニーパットの戦い。カーブルを拠点とするティムール朝の王子バーブルがインドにムガル朝を建設。
1540年、北インドのスール朝がカンダハール、カーブルを占拠。1545年、ムガル帝国がカンダハール、カーブルを占拠。1556年、第二次パーニーパットの戦いでスール朝のヘームーを破る。
1623年、サファヴィー朝がカンダハールを奪還。1638年、ムガル帝国がカンダハールを占拠。1649年、サファヴィー朝がカンダハールを奪還。

### アフガンの王家による統治の始まり

#### ホータキー朝
1709年、パシュトゥーン人ギルザーイー部族のミール・ワイス・ホータキーが反乱を起こし、カンダハールにホータキー朝を樹立した。
1719年、ホータキー族のミール・マフムードがサファヴィー朝のケルマーンに侵攻した。
1722年、ミール・マフムードがサファヴィー朝の首都イスファハーンを占拠（グルナーバードの戦い）。マフムードがサファヴィー朝を支配下に治める。
1725年、シャー位が、マフムードから、アシュラフに代わる。
1729年、アシュラフがアフシャール朝のナーディル・シャーに敗れ、ペルシアがアフガン支配下から脱した（ダームガーンの戦い）。
1736年、アフシャール朝が成立。サファヴィー朝が消滅した。
現代のアフガニスタンの政治史は、1709年にアフガニスタン南部の独立を宣言したミールワイス・ホータクを始祖とするホータキー朝に始まる。1747年、アフマド・シャー・ドゥッラーニーがカンダハールに首都を置くドゥッラーニー帝国を建国した。1776年、ドゥッラーニー帝国の首都はカーブルに移され、ペシャーワルが冬の首都となったが、1823年、ペシャーワルはシーク教徒に奪われた。

#### ドゥッラーニー朝

##### サドーザイ朝

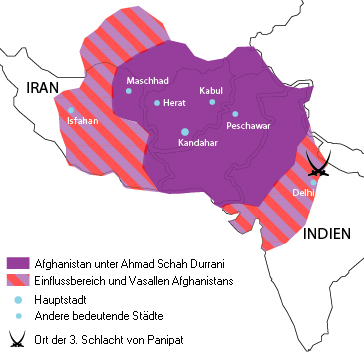
アフマド・シャー時代のドゥッラーニー朝の版図

1747年10月、パシュトゥーン人ドゥッラーニー部族連合のザドーザイ族長アフマド・シャー・ドゥッラーニーによるドゥッラーニー朝が成立した。
1757年、マラーターのインド北西部侵攻でパンジャーブが占領された。

##### バーラクザイ朝
1826年、ドゥッラーニー系部族の間で王家が交代し、バーラクザイ朝が成立。1834年に国名をアフガニスタン首長国とする。
1838年 - 1842年、第一次アフガン戦争でイギリスに勝利した。

#### イギリス保護国期

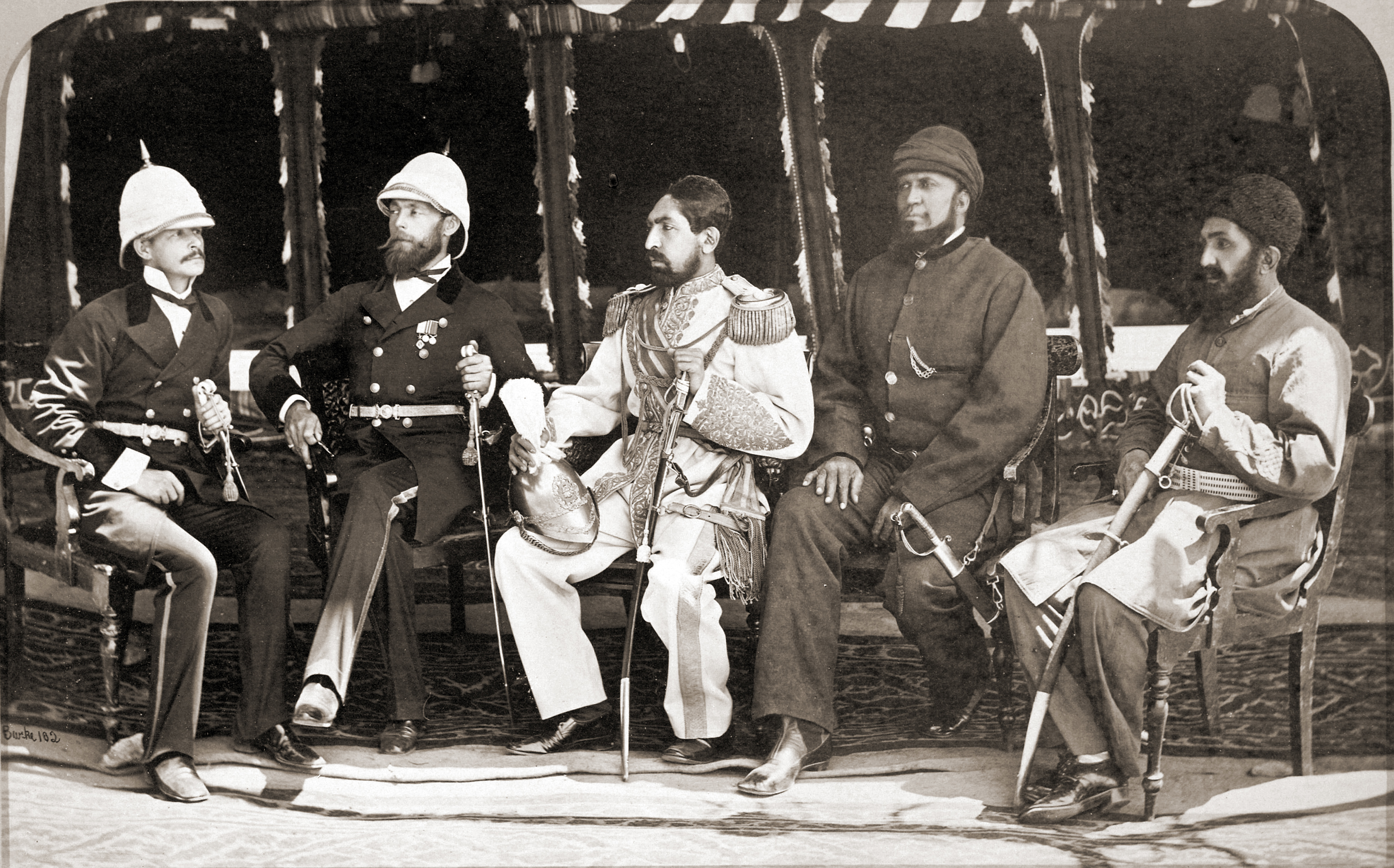
左からJenkyns、Cavagnari、ヤアクーブ・ハーン、Daoud Shah、Habibullah Moustafi（ガンダマク条約、1879年）

19世紀後半、アフガニスタンは英露の「グレート・ゲーム」の緩衝国となった。1839年から1842年にかけての第一次アングロ・アフガン戦争では、英領インドから来たイギリス軍がアフガニスタンを制圧したが、その後、イギリス軍が大敗して撤退した。1878年から1881年に起こった第二次アングロ・アフガン戦争でもイギリス領インド帝国駐留のイギリス軍が、アフガニスタンに侵攻した後に駐留し、自立支配を認めるが外交権はイギリスに委ねる条件で撤退した。
シール・アリー・ハーン在位時に起きた第二次アフガン戦争（1878年 - 1880年）のカンダハールの戦いでアフガニスタン首長国はイギリスに敗れ、ガンダマク条約でその保護国となった。英露はアフガニスタンを新たな緩衝国家として中央アジアで対峙した。
1885年、イギリスとロシア帝国との間でパンジェ紛争が起きる。イギリスは朝鮮半島沖の巨文島で巨文島事件を起こし、ロシアを牽制した。
1893年、パキスタンとの国境線デュアランド・ラインにアフガニスタン首長国とイギリスが合意。1895年、チトラール遠征。

#### アフガンの王家による再独立
1919年に第三次アフガン戦争に勝利したアマーヌッラー・ハーンはイギリスからの独立を達成し、独立した君主として即位した。1926年、国名をアフガニスタン王国とする。同年、オーレル・スタインがインダス川上流およびスワート川流域（デュアランド・ライン）を調査旅行した。アマーヌッラーは、トルコ共和国の新指導者ケマル・アタテュルクの世俗主義、民族主義、共和主義を柱とする改革に影響され、同様の改革を推進したが、宗教改革に反対する保守派の蜂起が相次いだ。
王妃ソラヤ・タルズィーは近代化のひとつとして家庭内での女性の地位向上を図ったが、アフガニスタンの歴史上初めて登場した女性の統治者に対して、保守派の激しい反対があった。
タジク人の指導者ハビーブッラー・カラカーニーは、イギリスから資金と武器の支援を受けてカーブルを占領し、アマーヌッラー政権を打倒した（アマーヌッラー・ハーンの改革と内戦）。
1929年、バーラクザイ王家の分家筋にあたるムハンマド・ナーディル・シャーが混乱を収めて、国王（アミール）に就任。
1931年に制定した新憲法の第一条でスンナ派ハナフィー学派を国教に定めた。この条文が国内少数派のシーア派に対する反ハザーラ人政策の法的根拠となったことで恨みを買い、1933年11月8日に暗殺された。同日、息子のザーヒル・シャーが即位した。

#### 第二次世界大戦
1939年9月に開戦した第二次世界大戦では、1941年10月にイギリスとソビエト連邦両国はアフガニスタン政府に対して、ナチス・ドイツとイタリアなど枢軸国の外交官や民間人の国外退去を要求した。
これに対しアフガニスタン政府は、枢軸国のみならず交戦中の全ての国の外交官以外の民間人に国外退去を命じた。1941年12月に日本が枢軸国として参戦した後もそれは変わらなかった。
このように、ザーヒル・シャー国王の統治下で、英領インドとソ連、中華民国に挟まれた中央アジアにおける緩衝国家として、日本やドイツ、イタリアや満洲国などからなる枢軸国、イギリスやアメリカ、ソ連と中華民国などからなる連合国の、どちらにもつかない中立国として1945年9月の終戦まで機能していた。

### 冷戦

#### パシュトゥーニスタン独立運動

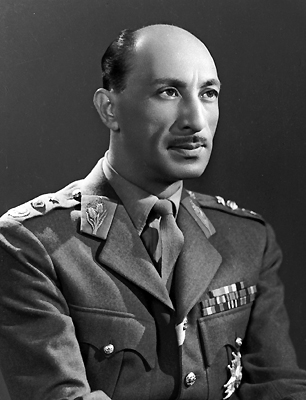
ザーヒル・シャー（1963年）

1947年にイギリスのインド統治が終了すると、バルチスタン地方は「もともとインドの一部ではない」ためインドやパキスタンには参加しなかった。イギリスやパキスタンもカラート藩王国の独立を認めたうえで、パキスタンとは特別の関係を結ぶことを模索し、1952年にバルチスタン藩王国連合として独立させた。
しかし、その後のパキスタンからの軍事的圧迫（バルチスタン紛争）に抗すことができず藩王は併合条約に調印し、パキスタンに軍事併合された。その後もしばらく内政自治は続いていたが権限は大幅に縮小され、1955年には藩王国自体が名目上も消滅させられ、バローチスターン州とされた。
パキスタンがバルチスタンのみならずアフガニスタンも併合しようとしたため、国王ザーヒル・シャーは逆にパキスタン領（連邦直轄部族地域、ワズィーリスターン）内のパシュトゥーン人を支援して「パシュトゥーニスタン独立運動」を起こし牽制した。
ザーヒル・シャーは、1960年代には立憲君主制を導入して民主化路線を推進し、日本やイギリス、ソ連などからの資本の導入や輸入品の導入を推進した。

#### 王政廃止と社会主義政権の樹立

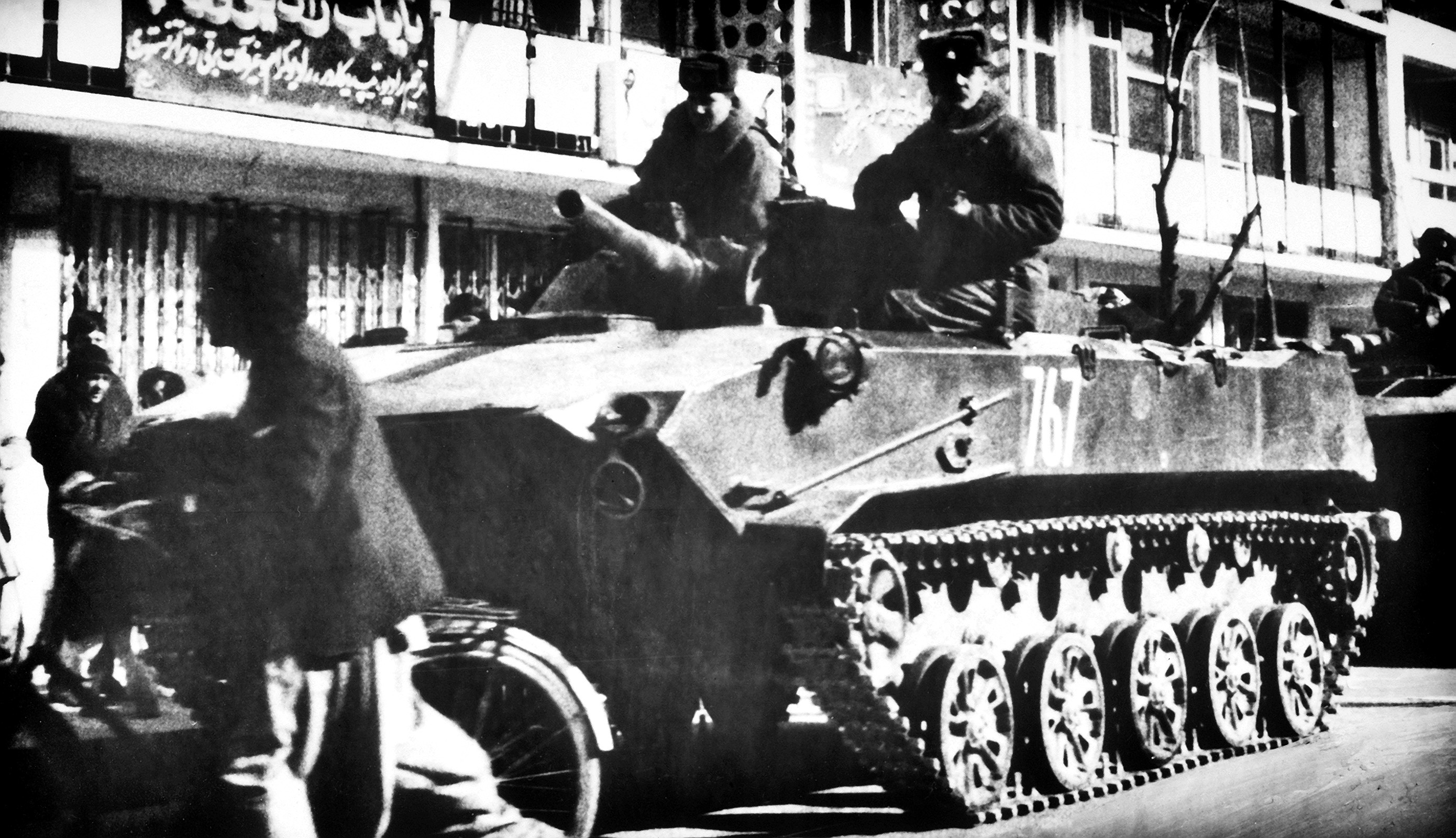
首都カーブルに展開するソ連の空挺兵

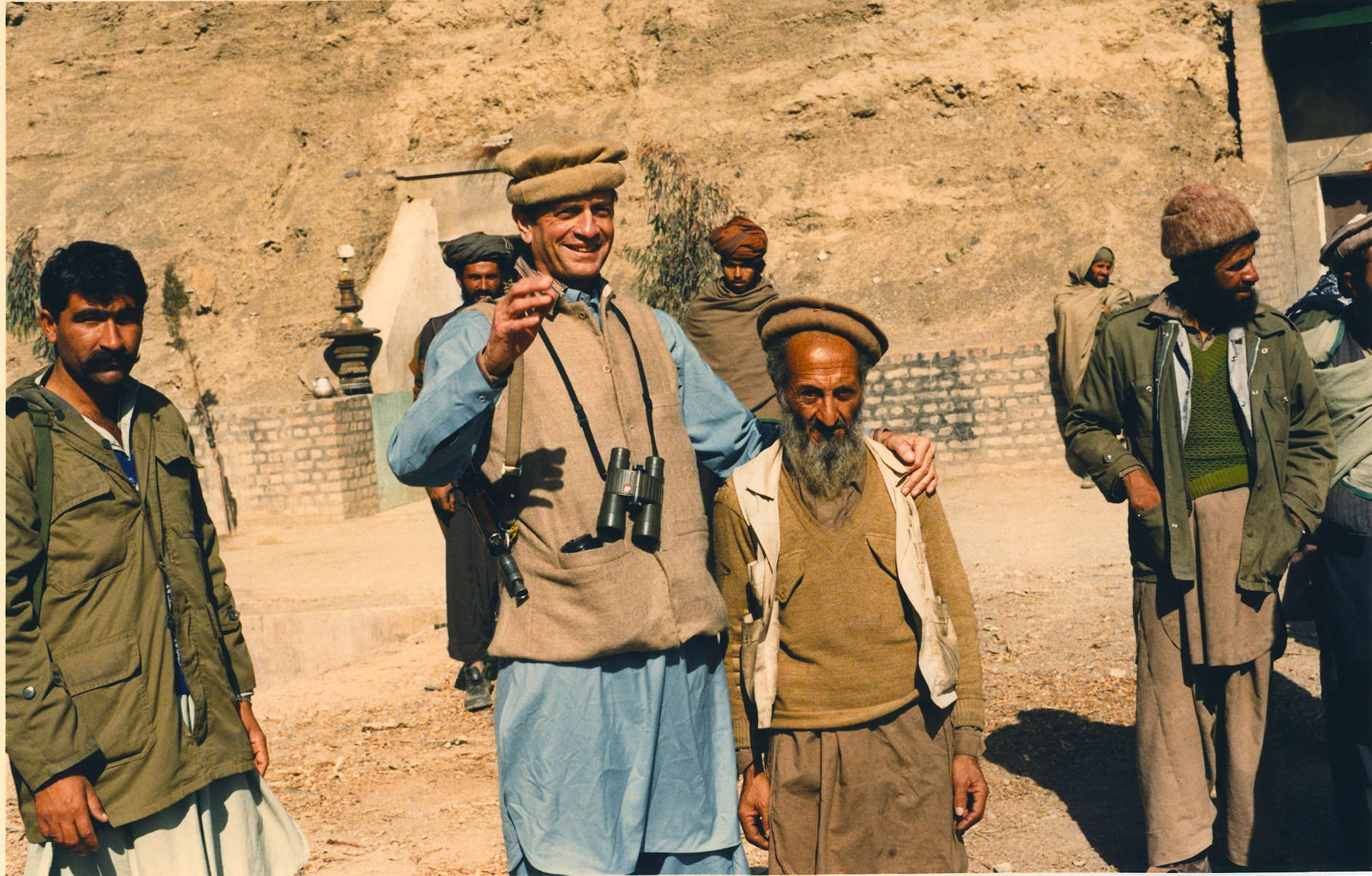
チャールズ・ウィルソンとムジャーヒディーン

1973年のクーデターでアフガニスタンは共和制となり、1978年、2度目のクーデターにより初めて社会主義国家となった。1980年代には社会主義政権とそれを支援するソビエト連邦軍と、ムジャーヒディーンの反乱軍とのアフガニスタン紛争 (1978年-1989年)が勃発した。
1973年、ザーヒル・シャーがイタリアでの病気療養のため、国を離れていた隙を狙い、旧バーラクザイ王族のムハンマド・ダーウードがクーデターを起こし王政を廃止、共和制を宣言して大統領に就任、アフガニスタン共和国を建国した。ダーウードはアフガン社会の近代化と軍事近代化を目指し、ソ連に接近してイスラム主義者たちを弾圧した。このときパキスタンに脱出したヘクマティヤールはヒズベ・イスラーミー（ヘクマティヤール派）を結成し、イスラム主義のラッバーニーらはジャマーアテ・イスラーミー（イスラム協会、ラッバーニー派）を結成した。
1978年4月、アフガニスタン人民民主党（PDPA）主導による軍事クーデター「四月革命」が発生し、ダーウードおよび一族が処刑される。人民民主党による社会主義政権が樹立され、国名をアフガニスタン民主共和国に変更、ヌール・ムハンマド・タラキーが初代革命評議会議長兼大統領兼首相に就任し世俗化を推し進めた。これに対し、全土でイスラム主義のムジャーヒディーンが蜂起、アフガニスタン紛争 (1978年-1989年)が始まる。アメリカ合衆国は反共を名目としたサイクロン作戦によりムジャーヒディーンを資金援助して後押しした。政情が不安定化する中、1979年2月に隣国でイラン革命が勃発した。
1979年2月14日、カーブルで、ダブス米大使が誘拐・殺害される事件が発生した。3月には西部のヘラートで、イスラム主義ゲリラ・地域住民・政府軍からの脱走兵と、政府軍・ソ連軍顧問、との間で激しい戦闘が起きた。カーブルのアフガニスタン政府に対する、イスラム勢力や地方住民の反発は激化していった。
広範な勢力を取り込んだ「連合政府」を樹立させアフガニスタン政府の基盤を強化することが急務であると考えたソ連指導部は、9月9日、タラキーに対して、軍事援助の増額と引き換えに、個人的野心で行動するハフィーズッラー・アミーンの排除を要求したが、アミーンが対抗手段を準備している事を知るタラキーは逡巡した。9月13日夜、プザノフ大使などカーブルのソ連側現地責任者たちは、タラキーとアミーンとの会談を要求した。この会談でソ連側はアミーンの政治姿勢を強く非難したが、タラキーはアミーンを解任しなかった。そこで、翌日タラキーの公邸で、ソ連側立ち合いの下、両者は再度会談を行うことになった。アミーンが解任されなかったことを知ったタラキー派のPDPA上級幹部数名はソ連大使館に逃亡した。タラキー自身もソ連側に助けを求めた。9月14日午後、会談のためタラキーの公邸に入ろうとしたアミーンに、大統領の護衛が発砲した。アミーンの補佐官は射殺されたが、アミーンは無傷で難を逃れ暗殺は失敗した。アミーンは、自分に忠実な軍の部隊を動員し、PDPAのリーダーに就任しタラキーを追放した。10月9日、タラキーは獄中で処刑された。

#### ソ連軍によるアフガニスタン侵攻
1979年10月上旬のアミーンによるタラキー前大統領処刑が、ソ連指導部を軍事介入に向かわせた。介入に積極的であったのは、ブレジネフの後継を意識していたアンドロポフKGB議長とウスチノフ国防相であった。10月27日にアミーンがアメリカ大使館職員と会談したことも、ソ連側のアミーンへの疑念を増大させた。12月12日モスクワでの政治局会議で、軍事介入が正式に承認された。
ソ連＝アフガニスタン国境およびアフガニスタン領内でのソ連軍の増強に対し、12月15日アメリカ国務長官ヴァンスは、駐モスクワ大使に、グロムイコ外相と即時面会しソ連軍増強への説明を求めるように指示した。また、ヴァンスは、一方的な軍増強は、1972年5月の米ソサミットで合意された、米ソ両国は友好関係を尊重するという原則に反する、と抗議した。ソ連側はアメリカの抗議をはねつけた。
1979年12月25日午後3時、ソ連はアフガニスタンへの軍事侵攻作戦を開始した。12月27日夕刻、KGB特殊部隊がアミーンの官邸を攻撃し、アミーンを処刑、バブラク・カールマル副議長を革命評議会議長兼大統領兼首相に擁立した。　以後、ソ連軍および政府軍とこれに抵抗するムジャーヒディーンとの戦闘がさらに激化する。
1982年、国連総会において、外国軍の撤退を要求する国連決議（37/37）が採択される。
1987年、ムハンマド・ナジーブッラーが大統領に就任。国名をアフガニスタン共和国に戻す。
1988年、「アフガニスタンに関係する事態の調停のための相互関係に関する協定」が締結。ソ連軍の撤退と国際連合アフガニスタン・パキスタン仲介ミッション設置が決定される。
1989年、ソ連軍撤退完了。各国から参加したムジャーヒディーンの多くも引き上げた。しかし、戦後も国内のムジャーヒディーン各派は人民民主党政府打倒を目指して武装闘争を続けた。

### ソ連軍の撤退後、ターリバーン政権の統治

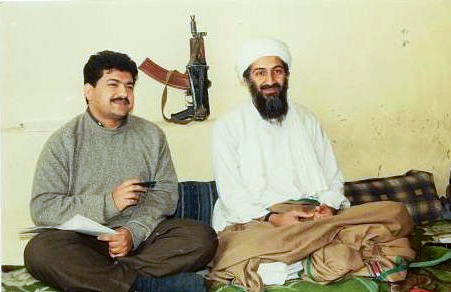
カーブルでインタビューを受けるビン・ラーディン（1997年）

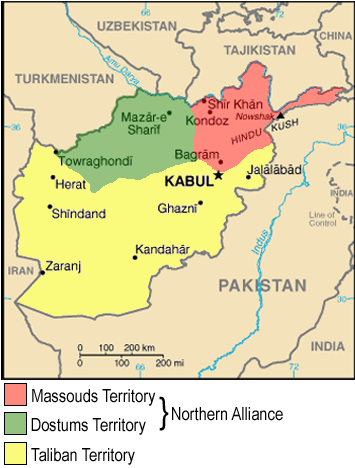
1996年時点のアフガニスタン、赤と緑の北部同盟、黄色がターリバーンの支配地域

1996年までに、国の大部分がイスラム原理主義勢力のターリバーンに取り込まれ、全体主義的な政権によって支配された。1989年、ソ連軍撤退後の国内支配をめぐってアフガニスタン紛争 (1989年-2001年)が始まる。2月にアフガニスタン国内のムジャーヒディーン各派はシブガトゥッラー・ムジャッディディーを暫定国家元首に指名、ジャラーラーバードの戦いでナジーブッラーが率いる人民民主党政府と戦うも敗北する。
1992年、ナジーブッラー政権崩壊。ムジャーヒディーンのジャマーアテ・イスラーミー（イスラム協会、ラッバーニー派）主導によるアフガニスタン・イスラム国が成立。
1993年、イスラム協会のブルハーヌッディーン・ラッバーニー指導評議会議長が大統領に就任。
1994年、内戦が全土に広がる。ターリバーン、パキスタンの北西辺境州（旧北西辺境州がパキスタン領となったもの）から勢力を拡大。
1996年、ターリバーンがカーブルを占領し、アフガニスタン・イスラム首長国（第一次ターリバーン政権）の成立を宣言する。アフガニスタン・イスラム国政府とムジャーヒディーンの一部が反ターリバーンで一致、北部同盟（マスード派とドスタム派）となる。同年、米国の指示によりスーダン政府はウサーマ・ビン＝ラーディンの国外追放を実行、ビン＝ラーディンの率いるアル・カーイダがアフガニスタン国内に入り、ターリバーンと接近する。
1997年、第一次マザーリシャリーフの戦いでターリバーンが敗北。
1998年、第二次マザーリシャリーフの戦いでターリバーンが勝利。ドスタム派を駆逐してアフガン全土の9割を掌握するが、イラン領事館員殺害事件が発生。イランとターリバーンの双方が国境付近に兵を集結させ、一触即発の危機を招いたが、ラフダル・ブラヒミ国連特使の仲介により危機が回避された。また、ケニアとタンザニアで起きたアメリカ大使館爆破事件に伴うアル・カーイダ引き渡し要求をターリバーンが拒否したため、アメリカとの関係が緊張化する。
1999年、ターリバーン支配地域に対する経済制裁を定めた国際連合安全保障理事会決議1267が採択される。
2000年、ターリバーン支配地域に対する追加経済制裁を定めた国際連合安全保障理事会決議1333が採択される。
2001年3月2日、ターリバーンがバーミヤンの石仏を爆破する。9月10日、北部同盟のアフマド・シャー・マスード司令官が、自称アルジェリア人ジャーナリスト2名による自爆テロで死亡した。9月16日、マスードの遺体が故郷パンジシールで埋葬された。ターリバーン情報省が全土要塞化を宣言し、徹底抗戦姿勢を示す。9月25日、サウジアラビアがターリバーンとの断交を決定。9月26日、閉鎖されたままのアメリカ大使館が、カーブル市民によって襲撃される。

### アフガニスタン紛争

#### 多国籍軍による攻撃と暫定政権の樹立

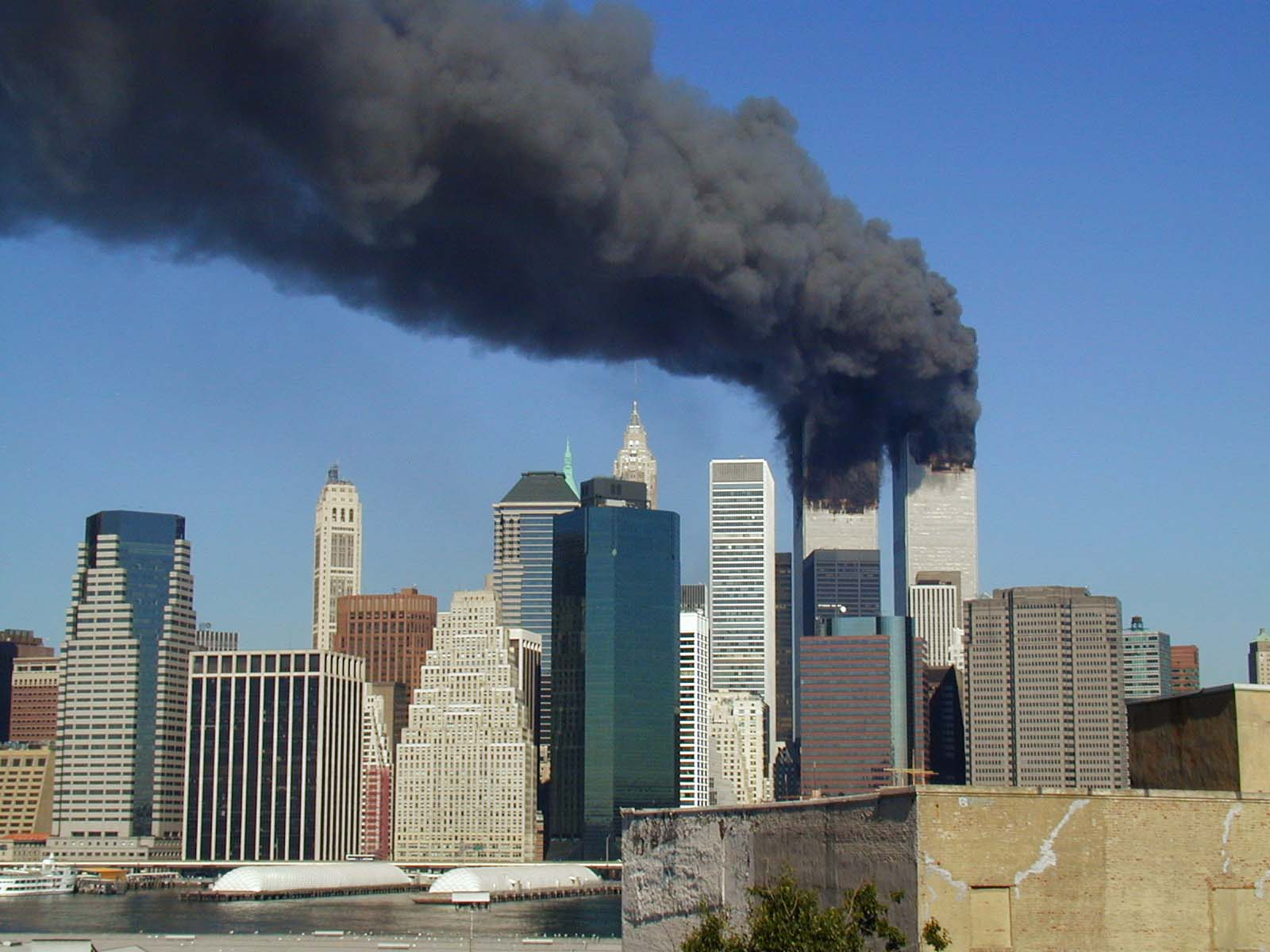
アメリカ同時多発テロ事件（2001年9月11日）

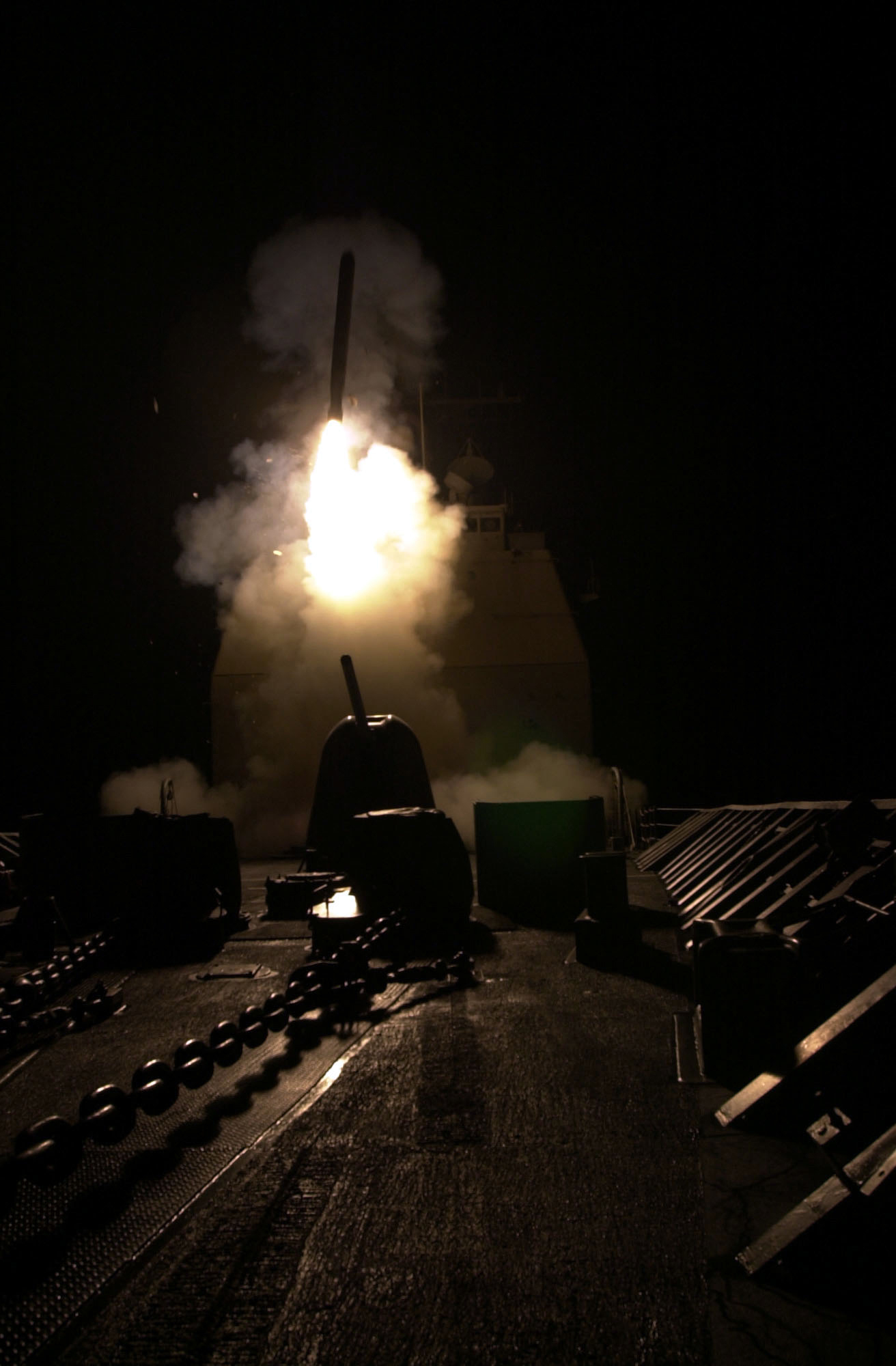
アフガニスタンに向けて発射されるミサイル

2001年のアメリカ軍侵攻後にターリバーンは権力から排除されたが各地で勢力を温存。政府とターリバーンとの間で続いた戦争は、アフガニスタンの人権や女性の権利に関する問題をさらに悪化させ、一般市民の殺害、誘拐、拷問など、双方による多くの虐待が行われた。
2001年10月2日、アメリカ同時多発テロ事件を受けて北大西洋条約機構（NATO）がアルカーイダを匿うターリバーン政権に対して自衛権の発動を宣言。10月7日、アメリカ軍が不朽の自由作戦の名の下で空爆を開始、イギリスも参加。北部同盟も地上における攻撃を開始。これよりアフガニスタン紛争 (2001年-2021年)が開始される。11月13日、北部同盟は、無血入城でカーブルを奪還した。年末にターリバーン政権崩壊。11月22日、パキスタン政府がターリバーンとの断交を決定し、駐イスラマバードアフガニスタン大使館を閉鎖した。11月27日、空爆が続くなか、国連は新政権樹立に向けた会議をドイツのボン郊外で開催した。会議には北部同盟、国王支持派のローマ・グループ、キプロス・グループ、そしてペシャーワルからのグループが参加した。11月29日、行政府に相当する暫定行政機構の設立案について合意した。12月5日、暫定行政機構人事で各派間の確執があったが、国連の調整で、議長にパシュトゥーン人のハーミド・カルザイを据え、暫定政権協定の調印が実現した（ボン合意）。アフガニスタン主要4勢力、暫定政権発足とその後の和平プロセスで合意。国際連合安全保障理事会決議1386にもとづき国際治安支援部隊（ISAF）創設、カーブルの治安維持にあたる。また国際連合安全保障理事会決議1401により、国連アフガニスタン支援ミッション（UNAMA）がスタート。アフガニスタン暫定行政機構が成立し、ハーミド・カルザイが議長となる。

#### 新共和国成立

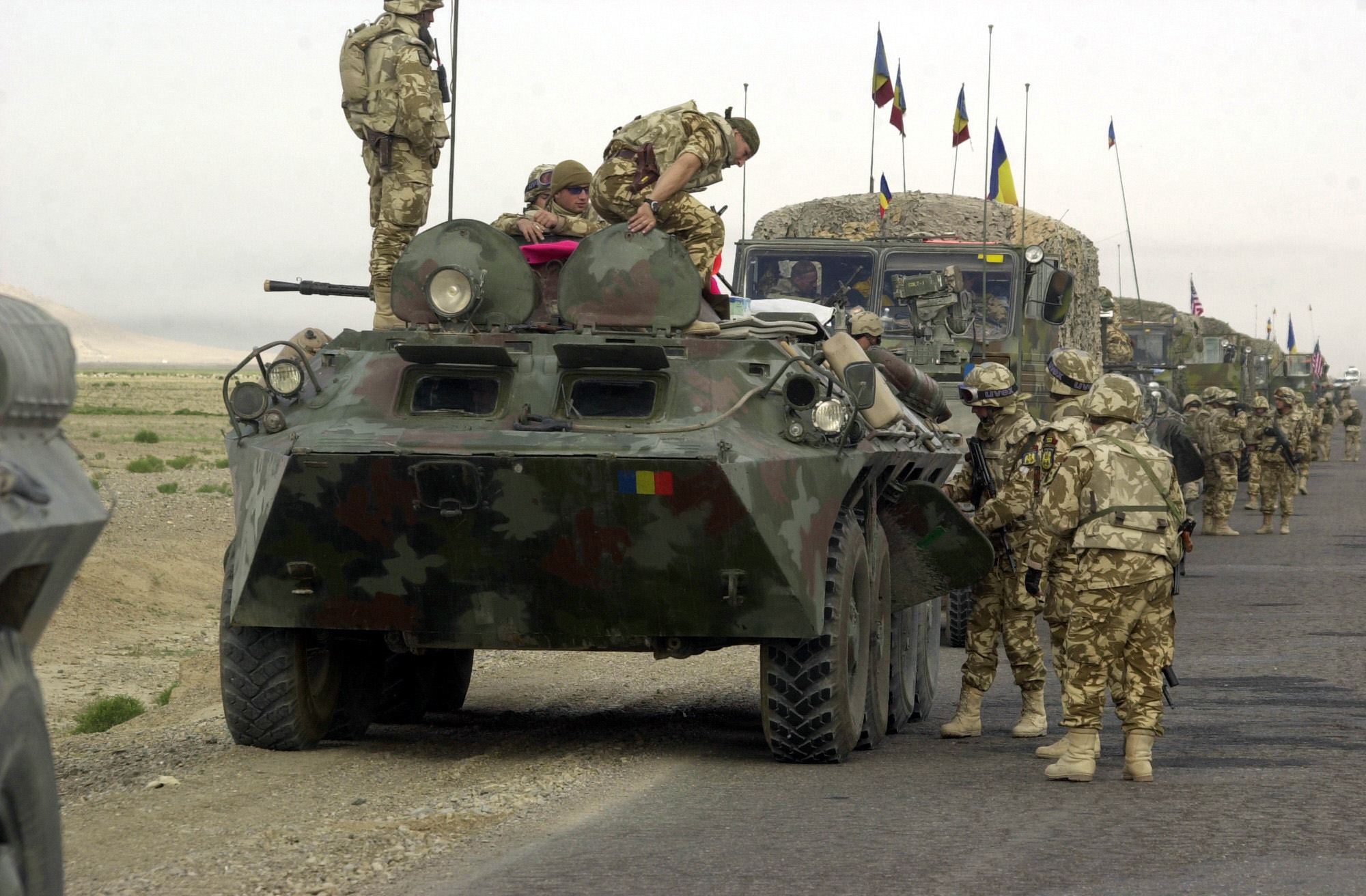
移動する有志連合の部隊（ルーマニア軍、2003年）

2001年12月22日、カーブルで暫定政権発足の記念式典が挙行された。約3000人が出席し、ラバニ大統領からカルザイ暫定行政機構議長に政権が委譲される形で執り行われ、カルザイが暫定政権の首相となった。カルザイは国民に平和と法をもたらすことを誓い、言論と信教の自由、女性の権利の尊重、教育の復興、テロとの戦いなど13項目の施政方針を発表した。暫定政権の閣僚は29名で構成され、うち北部同盟が19ポスト、元国王支持派が8ポスト、ペシャワル派が2ポスト占めた。
2002年1月21日、日本の東京でアフガニスタン復興支援会議が開催された。約60か国と22の国際機関の代表が出席した。これに先立ちNGO59団体による会議も開かれた。日本は2年で5億ドル、アメリカは1年で2億9600万ドル、サウジアラビアは3年で2億2000万ドル、欧州連合は1年で5億ドル、ドイツは5年で3億5000万ドル、イギリスは5年で3億7200万ドルの拠出を決定し、世界銀行とアジア開発銀行はそれぞれ2年半で5億ドルの拠出を決定した。また周辺各国は、イランが1年で1億2000ドル、パキスタンは5年で1億ドル、インドも1年で1億ドルの支援を発表した。各国の支援総額は30億ドルを超えた。さらに支援は、行政能力の向上や教育、保健衛生、インフラ、経済システム、農業および地方開発、地雷撤去などの作業を実施し、定期的に復興運営会議をカーブルで開催することなどを決定した。2月14日、アブドゥール・ラフマン航空観光大臣がカーブル国際空港で自国民に撲殺される。6月10日 - 6月19日、緊急ロヤ・ジルガ（国民大会議）が開催され、1500人以上の代表が参加した。6月13日、国家元首（大統領）を決める選挙が緊急ロヤ・ジルガで行われ、ハーミド・カルザイが圧倒的多数の票を獲得し当選した。6月15日、今後2年間の国名を「アフガニスタン・イスラム暫定政府」に決定する。 6月19日、新暫定政府主要14閣僚と最高裁判所長官の名簿を公表。副大統領にファヒーム国防相・アブドゥッラー外相・アシュラフ・アリー財務相（カルザイ顧問兼任）らが兼任。ザーヒル・シャーの閉会宣言でロヤ・ジルガは閉会した。7月1日、米軍が南部ウルズガン州で誤爆。市民48人死亡、117人が負傷する。

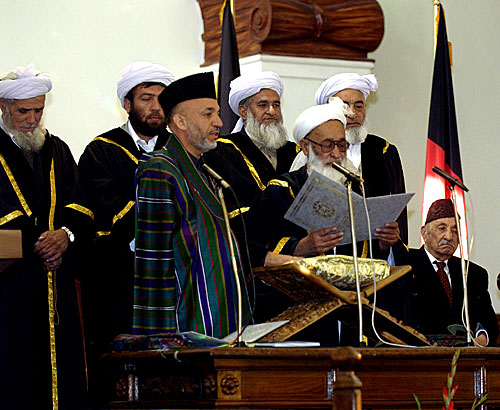
カルザイ大統領の就任式（2004年）右奥に着席しているのはザーヒル・シャー元国王

2004年1月、新憲法が発布された。10月9日、第一回の大統領選挙が行われ、12月7日にハミード・カルザイが大統領に就任した。同年3月、パキスタンでワジリスタン紛争が勃発した。
2005年9月、下院議員選挙や州議会選挙が行われ、国家統治機構の整備が完了した。12月、国会が開会した。
2006年、南部・南東部・東部を中心にターリバーンの攻撃が増加した。7月、国際治安支援部隊（ISAF）が国内全土に展開した。
2007年、前年に引き続きターリバーンの攻撃が増加した。
2008年、治安が著しく悪化し、南部や東部だけでなく首都カーブルの近隣でもターリバーンの攻撃が行われた。8月にはアフガニスタン日本人拉致事件が起きた。
2009年8月、第二回の大統領選挙が実施された。カルザイが過半数の票を得るが、国連の調査で不正が発見される。2位のアブドラ前外相が決選投票をボイコットしたため、11月に行われた決選投票でカルザイの再選が決定した。一方、ターリバーンは「比較的安定していた地域の不安定化を招き、市民の犠牲を顧みない、より洗練され、かつ複合的な攻撃を増加させて」おり、即席爆発装置（IED）による攻撃が急増した。同年、アメリカ合衆国のバラク・オバマ大統領は3回の増派を行った（1万7000人、4000人、1万3000人）。アメリカ合衆国の駐留軍の総数は6万8000人に達し、その中から国際治安支援部隊（ISAF）に1万人以上が追加派遣された。

#### 第二回大統領選挙後
2010年1月、カルザイ政権の外務・内務・国防・財務の4主要閣僚が確定した。同年、国際治安支援部隊（ISAF）は4万5000人以上が増員され、49か国・約13万人に達した。国際治安支援部隊（ISAF）は積極的に作戦行動を行ったので、戦争は更に激しくなり国際治安支援部隊（ISAF）や民間人の死傷者が急増した。6月、アメリカ合衆国の駐留軍司令官のスタンリー・マクリスタルが政権批判により解任された。7月、国際治安支援部隊（ISAF）からアフガニスタン政府への治安権限の移譲が始まった。9月18日、第二回の下院議会選挙が実施された。同年、カルザイ大統領がターリバーンとの和平を目指す高等和平評議会を発足させた。2010年の経済成長率は22.5％に達した。
2011年5月2日、アメリカ軍がパキスタンでビン=ラーディンを殺害した（ウサーマ・ビン・ラーディンの殺害）。同年、アメリカ合衆国の駐留軍は約10万人に達したが、年内に1万人、2012年夏までに3万3000人の兵員を削減すると発表した。
2012年7月、日本国政府は「アフガニスタンに関する東京会合」を開催し、アフガニスタン政府が統治を改善し開発戦略を自発的に実施する代わりに、国際社会がアフガニスタンに対して2015年まで160億ドルを超える支援を行うことを約束した。12月、依然として約10万人の国際治安支援部隊（ISAF）がアフガニスタンに展開していた。一方、同年のアフガニスタンの腐敗認識指数は167か国中の最下位だった。
2013年6月、国際治安支援部隊（ISAF）からアフガニスタン政府への治安権限の移譲の対象が全国に拡大した。
2014年4月、第三回の大統領選挙が実施され、9月29日にアシュラフ・ガニーがアフガニスタン第二代大統領に就任した。これはアフガニスタン史上初の民主的な政権交代だった。ただし、この選挙には不正疑惑があり、最終的に解明されることはなく、米国の仲介により、候補両者が「挙国一致政府」に合意してガニー政権が発足した。大統領選挙の決選投票で敗れたアブドラ・アブドラ元外相も首相格の行政長官に就任し、ガニー大統領と政治権力を分け合う国家統一政府（NUG）が発足した。12月、国際治安支援部隊（ISAF）が終了した。多国籍軍はアフガニスタン安全保障協定（BSA）やNATO・アフガニスタン地位協定（SOFA）によりアフガニスタンに残留するが確固たる支援任務に移行し、治安はアフガニスタン治安部隊（ANSF）が独力で維持することになった。
アメリカ支配下のアフガニスタンでは、農村部に逃げ込んだターリバーン戦闘員を見つけ出すため、「夜襲作戦」と呼ばれる"ターリバーン狩り"が行われた。深夜、突然襲来して家をしらみつぶしに回り、返事のない家のドアは爆弾を使って押し破った。氷点下の寒さの中、大人の男性たちは全員、着の身着のまま一軒の民家の中庭に集められ、尋問されたという。当初米軍が単独で行っていたが、2006年ごろからアフガン政府軍との共同作戦となり、数千回実施された。作戦はターリバーン封じ込めに効果を上げる一方、民間人の犠牲者を多く出し、物議を醸した。あまりの不評にカルザイ大統領は「夜襲作戦をやめない限り、外国部隊の駐留延長を認めない」と主張して禁止したが、ガニー次期大統領が復活を決めた。

#### 第三回大統領選挙後
2015年1月、イスラム国が「ホラサン州」（ISIL-K）の設置を宣言し、アフガニスタンで活動を始めた。7月、ターリバーンとアフガニスタン政府の和解協議が開催されたが、ターリバーンの指導者ムハンマド・オマルの死亡が公表され中断した。国家統一政府は大統領選挙から1年が経過しても全閣僚を任命できず、国防相の就任を議会に否決され、国内の治安に責任を持てないでいた。2015年9月28日、ターリバーンはアフガニスタン第5の都市クンドゥーズを一時的に占領した（クンドゥーズの戦い）。衝撃を受けたアメリカ合衆国大統領バラク・オバマはアメリカ軍（9800人）の完全撤退を断念した。また選挙制度改革の遅れにより予定されていた下院議員選挙は実施できず、GDP成長率も1.3％に鈍化した。
2016年1月11日、アフガニスタンとパキスタン、中国、アメリカがターリバーンとの和平を目指す4か国調整グループ（QCG）を設立したが、ターリバーンは和平交渉を拒否した。国家統一政府ではガニー大統領とアブドラ行政長官との関係が悪化し、閣僚7人が弾劾された。9月、ヘクマティアル派との和解合意が成立した。
2017年5月、カーブルのドイツ大使館の近くで大規模テロが発生し、300人以上が死傷した。8月、アメリカ合衆国大統領ドナルド・トランプは『対アフガニスタン・南アジア戦略』を発表し、状況の悪化を防ぐために増派（約4000人）を決定した。10月、アフガニスタン政府の支配地域は407郡中231郡（57％）にすぎないことが判明した。政府とターリバーンは122郡（30％）の支配を争っており、ターリバーンが54郡（13％）を支配していることが分かった。ターリバーンの支配地域は2015年11月から2017年8月の間に倍増しており、紛争地域も1.4倍増加した。ウルズガーン州（7郡中5郡）やクンドゥーズ州（7郡中5郡）、ヘルマンド州（14郡中9郡）の大半はターリバーンに支配されていた。11月、北大西洋条約機構（NATO）は確固たる支援任務（約1万3000人）に対して3000人の増派を決定した。
2018年6月、ターリバーンとの間で史上初めての3日間の一時停戦が実現した。8月、ターリバーンの猛攻によりガズニー州の州都が陥落寸前になった。10月、第三回の下院議員選挙が実施された。
2019年1月の時点で、ターリバーンがアフガニスタンの郡の12％を掌握・勢力圏内に入れている。ターリバーンの勢力が拡大しつつあるという見解も示された。8月、アメリカ合衆国とターリバーンとの間で8回目の和平協議が行われた（アフガニスタン和平プロセス）。9月、第四回の大統領選挙が実施された。12月4日にはナンガルハル州ジャララバードで同地を拠点に灌漑事業を展開していたペシャワール会代表の中村哲が殺害された。
2020年2月28日、トランプ米大統領は、駐留米軍を撤退させることでターリバーンと合意した（ドーハ合意）。合意の内容は、米国は14カ月以内にアフガニスタンからすべての連合軍を撤退させ、アフガニスタン治安部隊に対するすべての軍事・請負支援を終了し、アフガニスタンの内政干渉をやめること。また、アフガニスタン政府は5000人のターリバーン戦闘員の解放と経済制裁を緩和すること。一方、その条件としてターリバーンは、米軍や連合軍への攻撃をやめ、アルカーイダやその他のテロ組織がアフガニスタンの領土を使って米国の安全を脅かすことを許さず、アフガニスタン政府との交渉を行うというものであった。

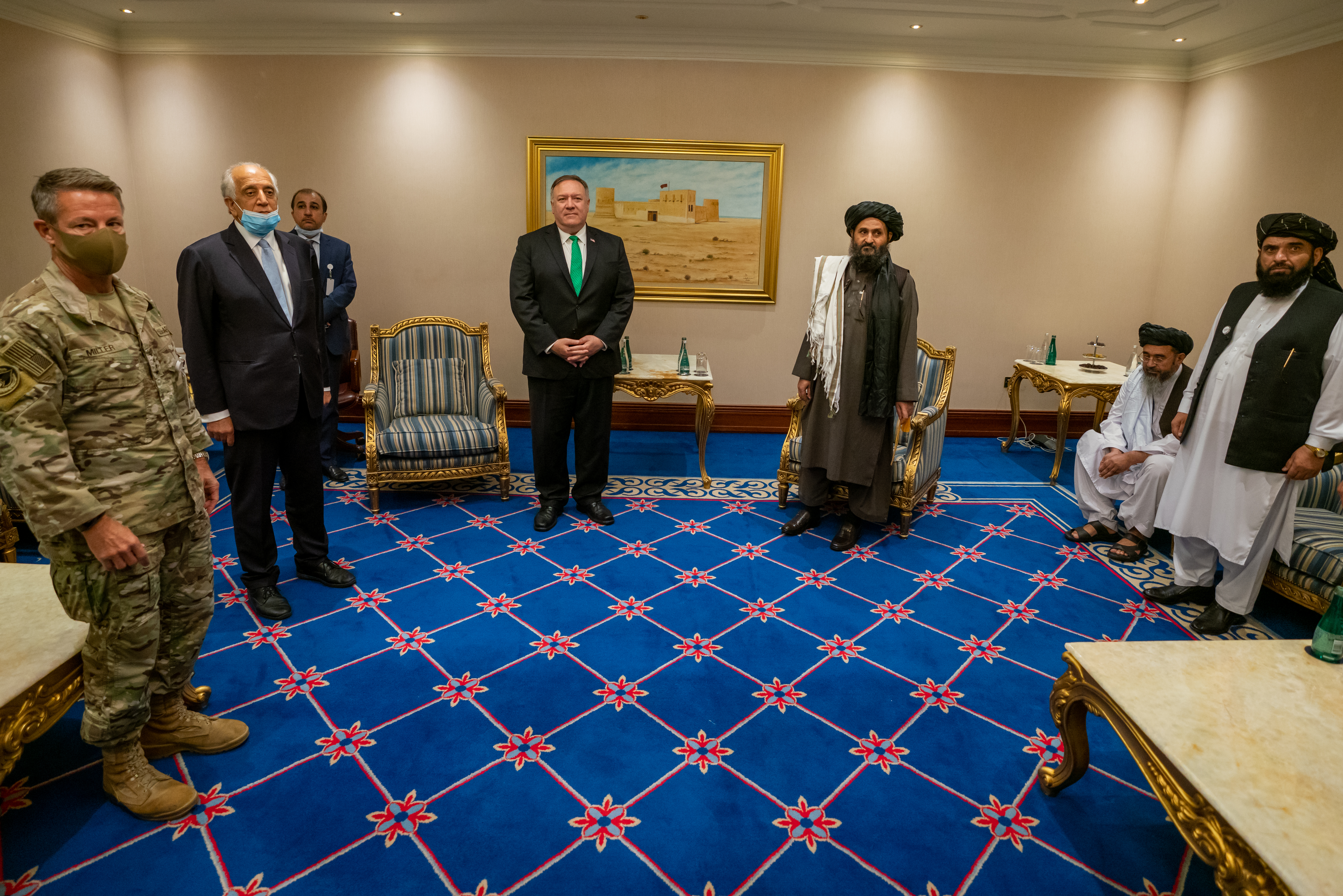
ポンペオ米国務長官とアブドゥル・ガニ・バラダルの会談　2020年9月12日

2020年5月17日、昨年の大統領選挙で次点だったアブドラ・アブドラとアシュラフ・ガニー大統領で政治権力を分け合うことで合意文書に署名。
2021年4月、アメリカ合衆国大統領ジョー・バイデンは、2021年9月11日までに駐留米軍を完全撤退させると発表した。

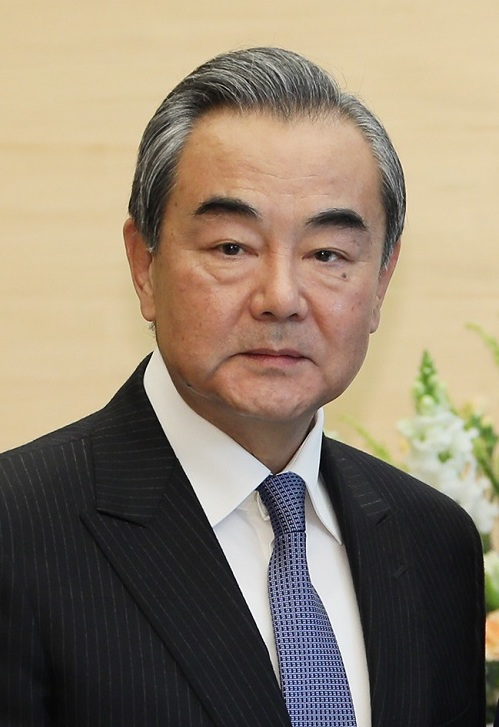
ターリバーンと会談した中国外相の王毅

2021年7月にはターリバーンの代表団が訪中し、中華人民共和国外交部長（外相）の王毅と会談し、アブドゥル・ガニ・バラダルは「中国はアフガン人民が信頼できる友人だ」と述べた。
2021年ターリバーン攻勢前の政府はアメリカ合衆国の軍事・経済援助に大きく依存していることから、その従属国とも言われていた。

### ターリバーンの再掌握

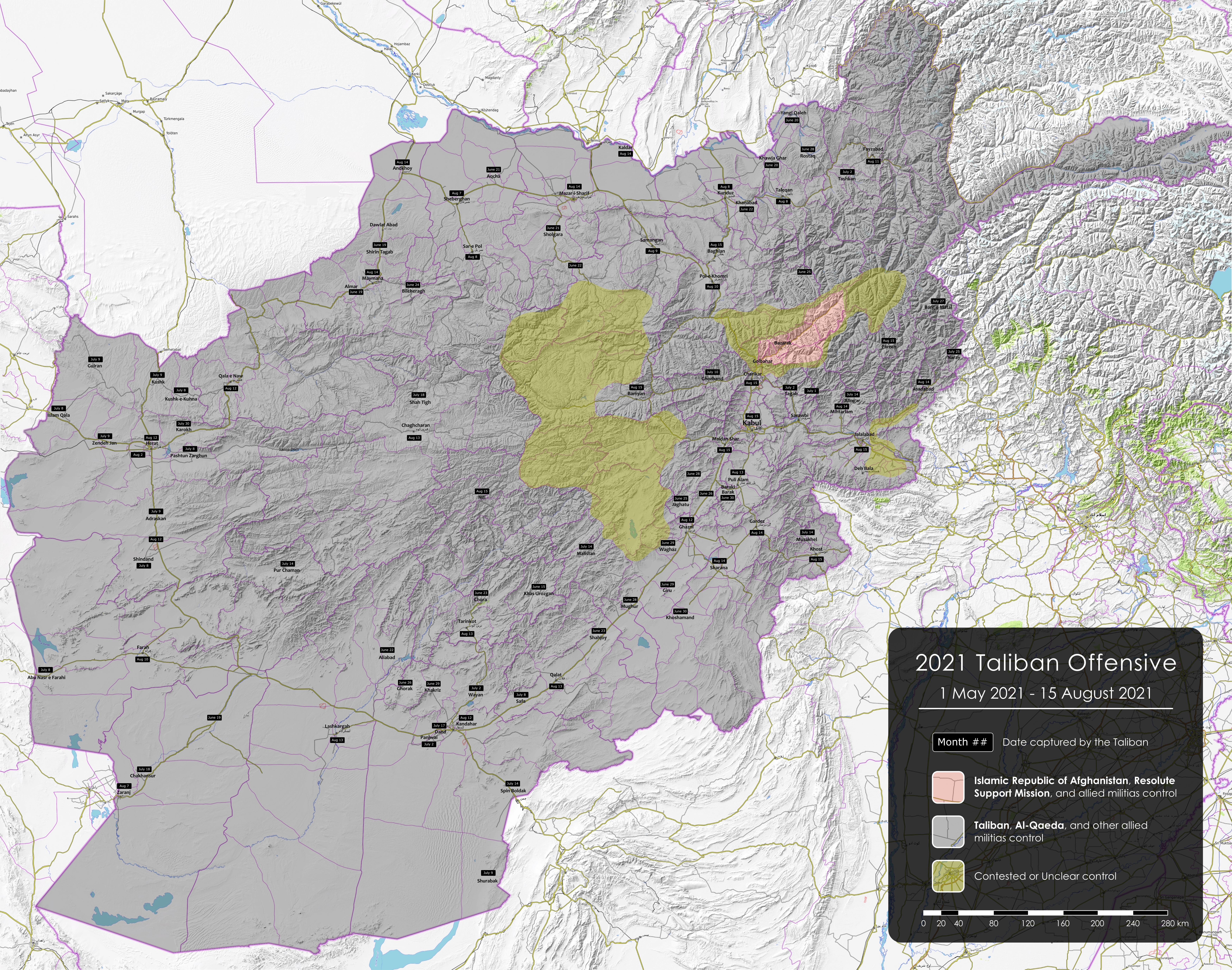
黒色がターリバーンの勢力図

アメリカ合衆国がアフガニスタンからの撤退を進める中、ターリバーンは5月から本格的に主要都市を次々と制圧していった。もっとも、以前から公的機関の周辺以外は既にターリバーンが支配しており、戦いの趨勢は決まっていたという見方もある。虐殺を指摘される夜襲作戦で連合軍は市民から反感を買っており、アフガニスタン政府は腐敗で機能せず、迅速に統治するターリバーンは受け入れられていたという。
2021年8月15日には首都カーブルに迫り、全土を支配下に置いたと宣言した。約20年間続いた民主政権側もアブドゥル・サタール・ミルザクワル内務相代行が権力の移行を進めると表明した。同日、アシュラフ・ガニー大統領がタジキスタンに向けて出国したと報じられたが、タジキスタンは「ガニ氏を乗せた飛行機はタジキスタン領空に入っておらず、領土内に着陸もしていない」とし、ガニーの入国を否定した。

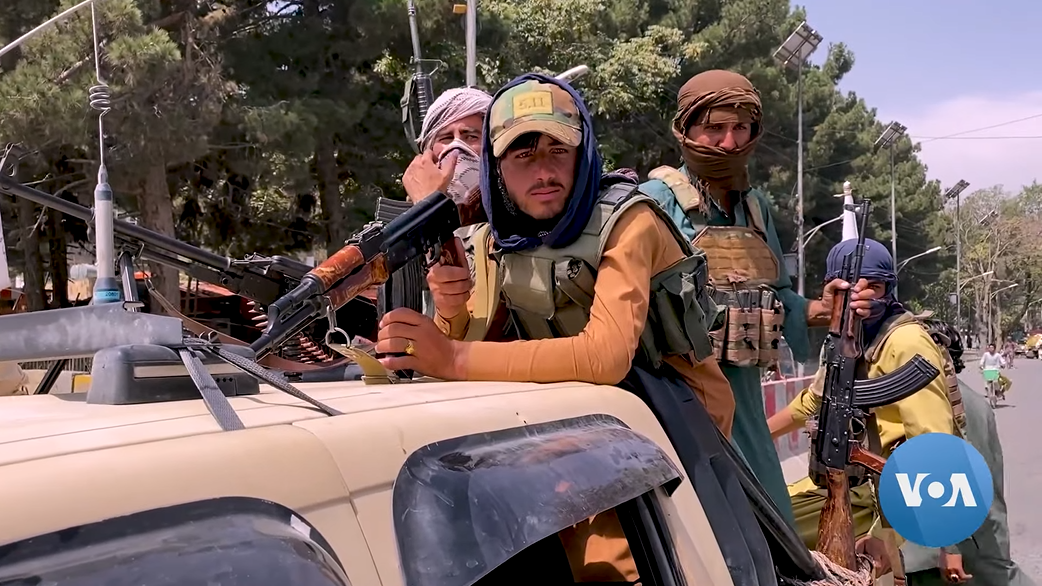
カーブルでのターリバーン戦闘員　2021年8月17日

8月17日にターリバーンはアフガニスタン政府に「平和的降伏」を求め、政権移譲に向けた交渉を始めており、ビデオ声明を通じて勝利宣言した。また同日、対ターリバーン戦を呼び掛けていたヘラートの軍閥の指導者イスマーイール・ハーンが一時的に拘束された。一方で、第一副大統領のアムルッラー・サーレハが憲法上の規定により、暫定大統領に就任すると発表した。サーレハはターリバーンの勢力が及ばないパンジシール州に滞在しているとされ、同州のパンジシール渓谷を拠点としていたマスード将軍の息子アフマド・マスードと共に抵抗運動を呼び掛けていると報道があったが、9月7日、ターリバーンは反勢力の最後の拠点を制圧したと宣言した。なお反ターリバーン組織は「まだ戦いは続いている」との声明を発表している（民族抵抗戦線を参照）。
アフガニスタン中央銀行の保有資産の多くは欧米の銀行で資産凍結されており、8月時点の現金残高は「ほぼゼロ」の状態で、国家予算の８割が米国など海外からの支援であった。こうしたターリバーンへの経済制裁は、極端なイスラム治政を敷くターリバーンに対し、国際社会との親和を促すという名目がある。トランプ政権で高官だった研究員は、米国は友好国と協調しながら資産凍結しなければならないとし、加えて、打撃を受けている同国の一般市民に対しては継続した人道支援が必要とした。8月31日、アメリカ軍はアフガニスタンから完全に撤退した。

#### ターリバーン復権下の統治
2021年9月7日、ターリバーンはアフガニスタン・イスラム首長国の暫定政権（第二次ターリバーン政権）における主要閣僚を発表。政権トップにはハッサン・アフンド、副首相にはアブドゥル・ガニ・バラダル、内相にはスィーラジュッディーン・ハッカーニ、国防相にはヤクーブが就任。あわせて勧善懲悪省の復活というターリバーン色の強い政治姿勢も明らかにした。閣僚の多くはパシュトゥーン人であり、女性の起用は無かった。翌9月8日には大臣らが各省庁で就任演説を行う予定であったが、情報・文化省の例では職員約850人のうち20人ほどしか出勤せず、ターリバーンが政府として機能するには、なお時間を要することが示唆された。また、2021年9月21日に始まった国際連合の総会には、ガニ政権が任命したグラム・イサクザイ国連大使が代表として職務を続けた。
前述の米国やIMF、国連による経済制裁により、国民の生活は困窮し、国連は人口の半数以上である約2500万人が貧困の状況にあるとした。薬物汚染も問題となった。人権問題を建前にした経済制裁が、人道危機の原因となる矛盾に批判が高まったことで、米国が人道支援を例外とし、国連も同様の決議を採択した。2022年6月には、1000人以上の死者を出したアフガニスタン東部地震が発生した。
2025年7月3日、ロシアは世界で初めてターリバーン政権を正式に承認した。

## 政治

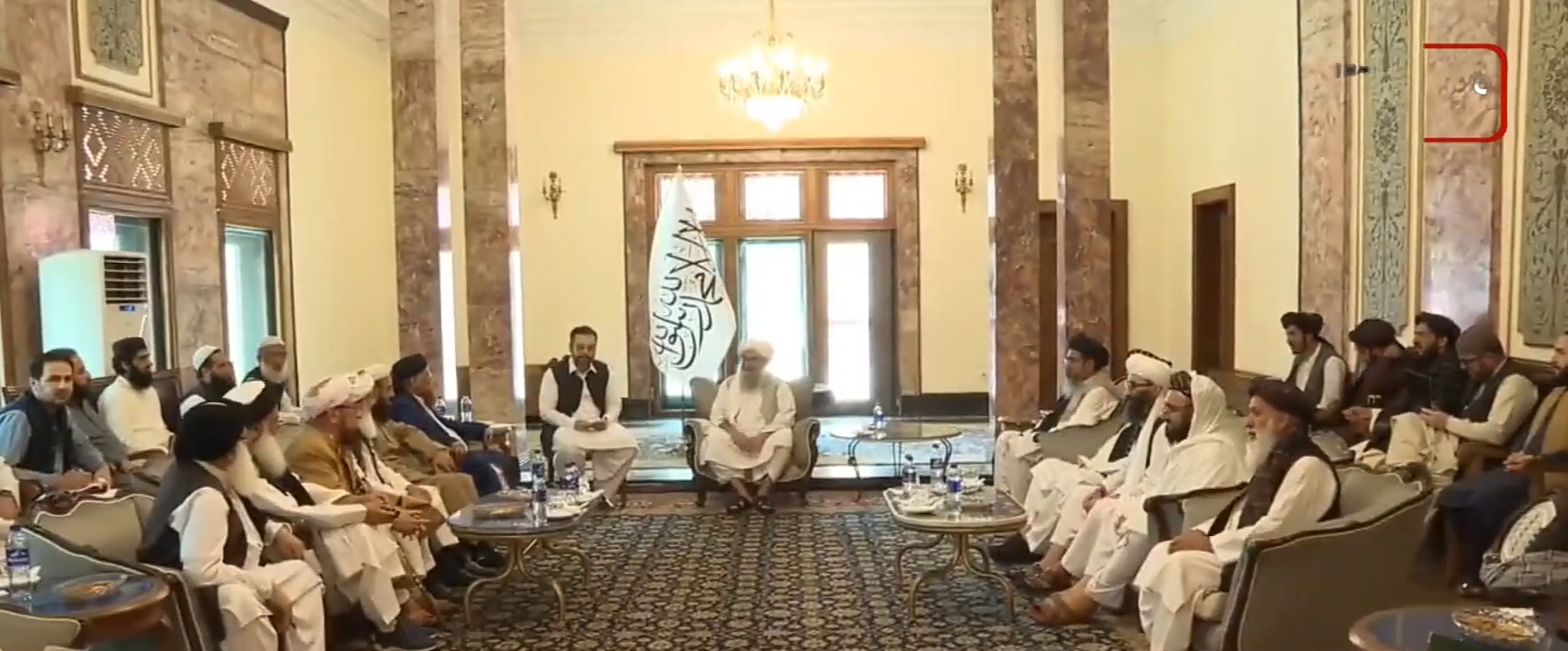
アルグ内部で元パキスタン最高裁判事と会談するハッサン・アフンド首相代行

アフガニスタンは政教一致体制をとるイスラム国家であり、ハナフィー法学とデーオバンド派の思想に基づいて解釈されるイスラム教を国の根幹としている。ムスリムの最高司令官であるアミール・アル＝ムウミニーンのもと、マドラサ出身のムッラーによって国家が運営されている。政府の要職はターリバーンが独占している。

### アミール・アル＝ムウミニーン
アミール・アル＝ムウミニーンはシューラの合意で選出され、終身制である。アミール・アル＝ムウミニーンはハナフィー法学に従って、イスラム教の解釈やアフガニスタンの統治に関して最終的な決定を下す。アミール・アル＝ムウミニーンが下した「イスラム的に正当な決定」は絶対であり、閣僚や政府職員、ターリバーンのメンバーが抗命する事は認められていない。

### 憲法
ターリバーンの復権にともない、米軍侵攻後の2004年に制定された共和国憲法は廃止された。ターリバーンによると、2004年の憲法では、誰もクルアーン、スンナ、ハナフィ法学に従って導き出された文言を引用できない欠陥があった。一時はザーヒル・シャー王在位中1964年に制定された憲法を暫定的に施行すると言われていたが、取り消された。一連の憲法問題に関して、ハイバトゥラー・アクンザダは「全ての決定はイスラム教のシャリーアに基づいて行われるべきだ」と述べたとされる。2023年現在、ターリバーンは憲法制定に向けた取り組みを行っている。

### 行政

#### 中央政府
内閣及び、各省庁の副大臣はアミール・アル＝ムウミニーンから任命されている。

#### 地方政治
州知事と州副知事は共にアミール・アル＝ムウミニーンから任命されている。市長や郡知事、警察署長はアミール・アル・ムウミニーンの命令によって選出されている。

#### 公務員と政府職員の給与
2021年末時点で、アミール・アル＝ムウミニーンは22万8750アフガニ、首相は19万8250アフガニ、その他大臣は13万7250アフガニ、州知事は9万1500アフガニ、一級役人は2万5200から3万500アフガニ、二級役人2600から1万6600アフガニ。

### 司法

#### 司法制度
主要とされている5種類の裁判所で構成されている。
- 最高裁判所（英語版）
- 上訴裁判所
- 一次裁判所
- 少年裁判所
- 商事裁判所

裁判は通常、一次段階と控訴段階で3人の主要な裁判官によって処理されている。

#### 法律
アフガニスタンではシャリーアが施行されている。シャリーア施行の厳格さは地域によって差があり、例えばバーミヤンのようなシーア派住民が多数を占める地域については取り締まりが緩い。

### 腐敗問題
2021年には腐敗認識指数いわゆる世界汚職国家ランキングで、180か国中174位だった。米国国際開発庁は2009年にアフガニスタンの汚職について「蔓延し、定着し、組織的になり、規模と影響力において前例のないものになっている」と評価した。2012 年の国連調査によると、アフガニスタン人の約半数が、税関職員、裁判官、検察官に賄賂を支払ったと報告し、調査回答者の半数弱が、土地登記官および州の役人に賄賂を支払ったと報告した。近年では反汚職を掲げるターリバーンの厳格な統治により、縁故主義や賄賂の要求、公金横領、司法腐敗の減少が見込まれており、2022年には180ヶ国中150位と順位を上げた。

### 政治史
1919年にアマーヌッラー・ハーン国王が第3次アングロ・アフガン戦争後に王位に就き、イギリスの影響力は終わった。ザーヒル・シャー国王が海外渡航中にムハンマド・ダーウド・ハーンが奪取したがハーンは後に暗殺され共産主義のアフガニスタン人民民主党（PDPA）が政権を取った。ムハンマド・ナジーブッラー政権時に安定を見せた。
2005年に国民議会が選出され、その後も2010年に選出された。選挙で選ばれた中には、元ムジャーヒディーン、イスラム原理主義者や改革派、共産主義者など、そして数人のターリバーンが含まれたが、選出された議員の内、憲法で保障された数を3%上回った約28%が女性で、これはアフガニスタンが立法府における女性参政権の面で主要な国であることを意味していた。2004年にはハーミド・カルザイが、2014年にはアシュラフ・ガニがアフガニスタン大統領に選出された。アブドラ・アブドラがアフガニスタンの最高経営責任者（CEO）に就任。2021年のターリバーンの攻勢時ガニ大統領は逃亡。ハッサン・アフンドはアフガニスタンの復活したイスラム首長国の臨時首相となり、9月7日には閣僚31人の名簿を発表した。

## 国際関係
2025年7月時点で、アフガニスタン・イスラム首長国（以下「首長国」と表記）を政府承認している国はロシアの1か国のみで、国際連合の「アフガニスタン代表」権は従来の「アフガニスタン・イスラム共和国」（以下「共和国」と表記）が継続して保持している。また、アフガニスタンは共和国時代にイスラム協力機構、南アジア地域協力連合、77ヶ国グループ、経済協力機構、非同盟運動へ加盟していたが、これら国際機関においても首長国は正統性のある政府とは認められていない。ただし、アフガニスタンにおける国連の活動は首長国暫定政府発足後も継続されており、国連アフガニスタン支援ミッション（UNAMA）や国連難民高等弁務官事務所（UNHCR）、国際連合世界食糧計画（WFP）、国際連合児童基金（UNICEF）、国際連合教育科学文化機関（UNESCO）等の組織がアフガニスタンで活動を続けている。
なお、国際社会におけるターリバーンと「アフガニスタン代表」を巡る問題は、ムジャーヒディーンの軍閥同士が激しい内戦を繰り広げていた1990年代後半にも一度発生している。1996年のカーブル制圧後、アフガニスタンにはターリバーンによる首長国政府（第一次ターリバーン政権）と北部同盟による従前のアフガニスタン・イスラム国政府が並立していた。この時は、ターリバーンが国際連合安全保障理事会からの要請に応えなかったため、国際連合は首長国を「アフガニスタンの正統な政府」として認めず、国連における「アフガニスタン代表」の地位は北部同盟が維持した。この状況は、アメリカ軍の介入でアフガニスタンの紛争が新たな段階に移行し、2001年のカーブル陥落によって首長国政府が崩壊するまで続いた。

### 首長国の政府承認を巡る動き
共和国政府崩壊後の2021年8月19日、国際連合事務総長のアントニオ・グテーレスは、首長国政府の政府承認はターリバーンが「性差や民族を超えた包摂的な政府」を樹立するための交渉材料であるとし、アフガニスタンの人権状況が改善されるまで国際社会が結束するように呼びかけた。日本国政府もこの動きに同調しており、外務省のホームページはアフガニスタンを「アフガニスタン・イスラム共和国」のままとしている他、駐日アフガニスタン大使館の大使もアフガニスタン・イスラム共和国政府から派遣されたシャイダ・モハマド・アブダリが引き続き駐留している。
そのため首長国がアフガニスタンを掌握した後もしばらくの間は正式に政府承認した国は現れなかったが、2023年3月3日時点でパキスタンや中国、ロシア、イランなど11か国が首長国政府の指名した外交官を受け入れ、アフガニスタン大使館・総領事館の運営を担当させる等、実質的にアフガニスタンを代表する政治勢力として扱っている。特に中国は、首長国政府成立後に世界で初めてとなる新たな駐アフガニスタン大使を2023年9月13日に任命し、信任状をタリバーン指導部に奉呈している。他国は未だ政府承認の前提や信任状の奉呈を必要としない臨時代理大使を駐カーブル大使館に派遣しているため、外交関係を有することを前提とした特命全権大使の派遣は、中国政府が首長国を事実上政府として承認したともいえ異例の対応と見られている。
中国以外の国々も首長国の政府承認問題を放置している訳ではなく、2023年12月29日には人道状況の悪化を理由に国連安保理が首長国政府の国際社会復帰に向けた決議を採択し、2024年6月30日には初めてターリバーンが参加する国連主催の会議が開かれている。だが、女性の権利を巡る国際社会とターリバーンの溝は依然として深く、2024年9月末時点でも問題は解決していない。
2025年7月3日、ロシアの駐アフガニスタン大使はアミール・ハーン・ムッタキー外相と会談し、ロシアが首長国を正式承認したと伝えた。

### ターリバーン政権成立後
2025年6月9日、アメリカ合衆国は安全上の理由から、アフガニスタン国民の入国を事実上禁止した。

## 軍事

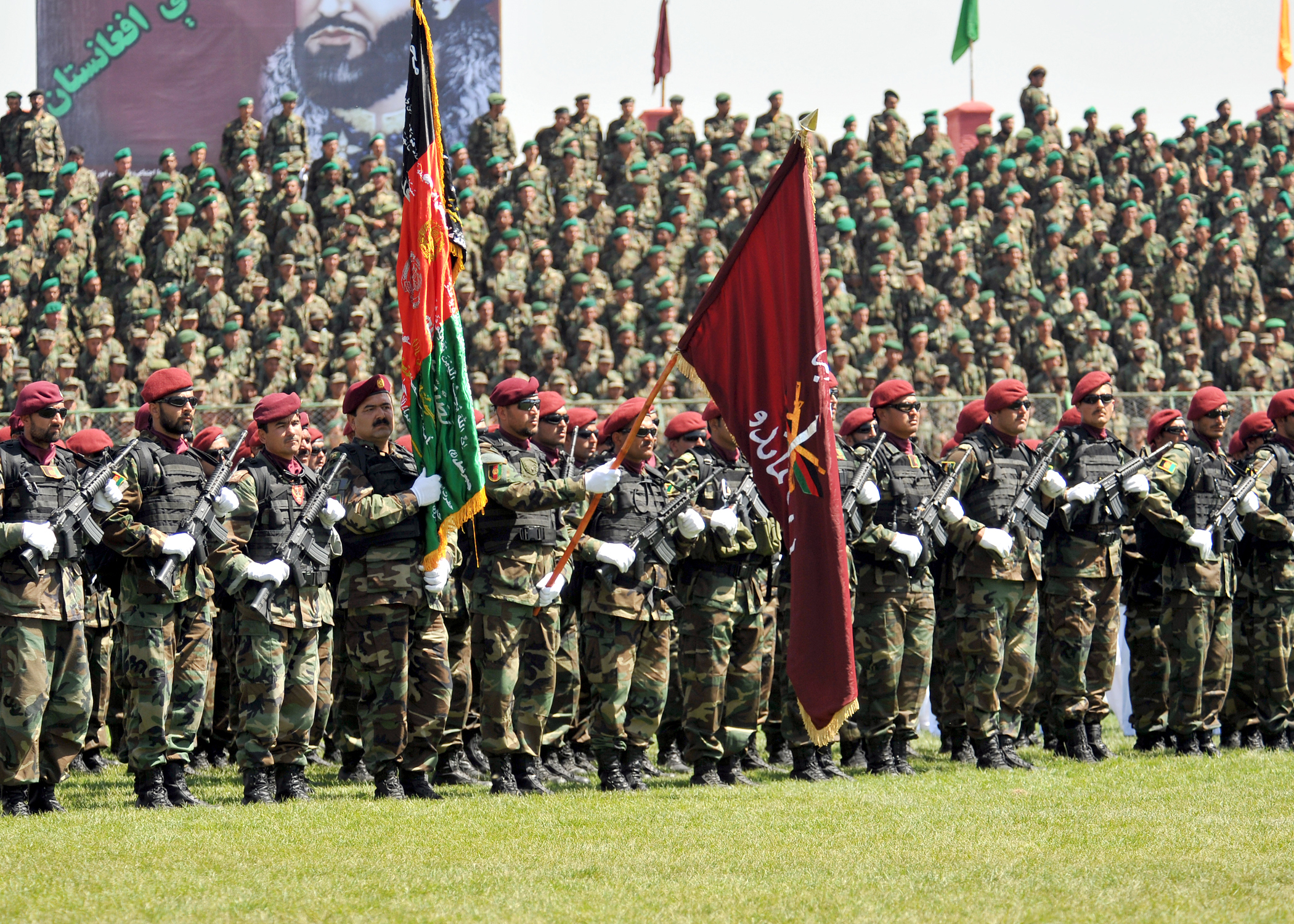
アフガニスタン国軍

起源は18世紀初頭のホータキー朝やドゥッラーニー帝国の軍隊であるとされる。1880年代のアブドゥッラフマーン・ハーン統治時代に近代的な軍隊が創設された。第一次・第二次世界大戦では中立を保ったが1978年に始まったアフガニスタン紛争で弱体化し、ソ連軍の撤退後はムジャーヒディーンによって分割され、その後のターリバーン政権下では徴兵制度が採用された。2001年にアメリカなど多国籍軍のアフガニスタン侵攻が始まると、ターリバーン政権の国軍は消滅したかに思われた。アメリカは20年間で830億ドル以上を投じて、民主政府の国軍再建を支援したが、ターリバーンの攻勢に伴い崩壊した。
アフガニスタン・イスラム首長国の兵力はターリバーン時代からの兵士が主力となっている。

### 情報機関
現在のアフガニスタンにおける情報機関は情報総局（GDI）である。
かつては国家安全保障局（NDS）と呼ばれる機関が安全保障などを総轄していたが、2021年にターリバーンが政権を奪取して現地政界に返り咲いたことにより、NDSは解散させられGDIが設立。後にGDIが正式な後継機関となり、現在へと至っている。

## 地理

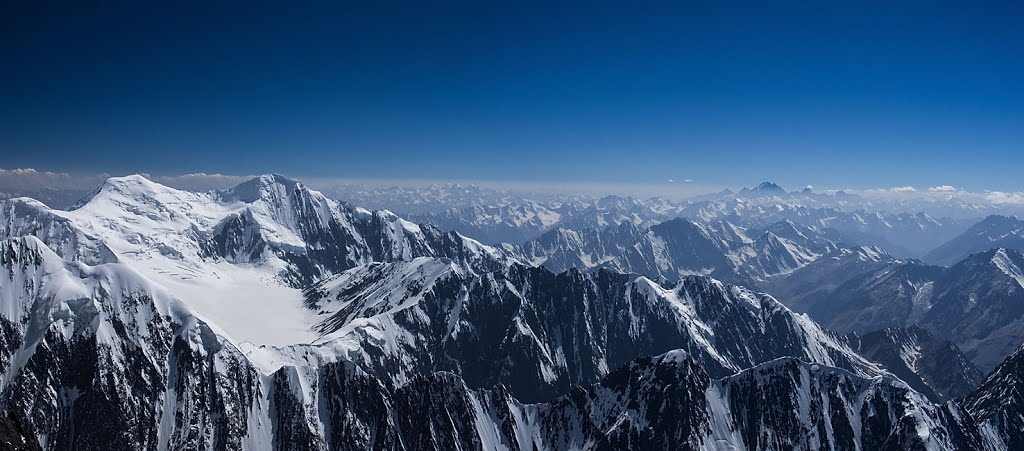
ヒンドゥークシュ山脈にある最高峰、ノシャック

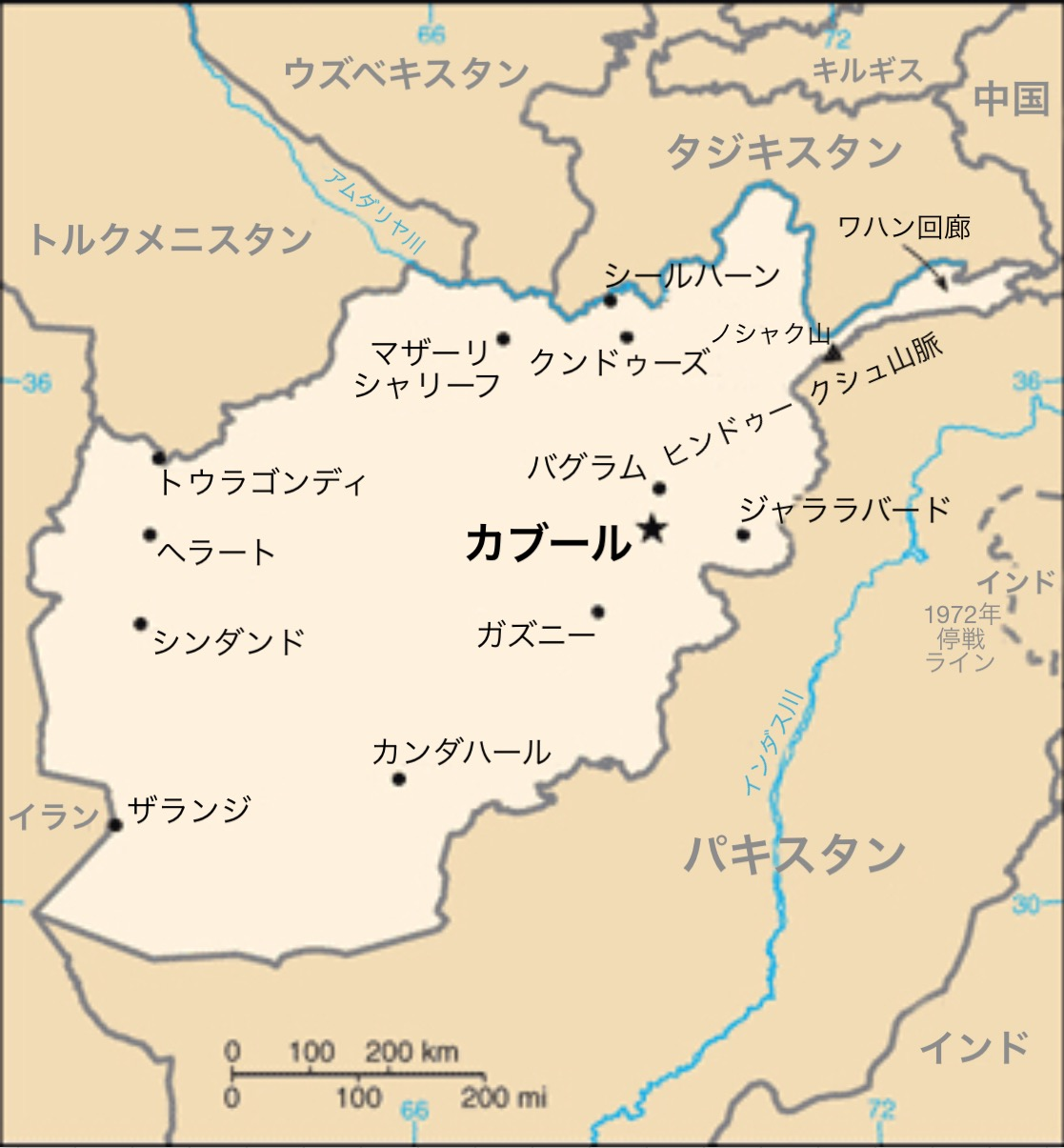
アフガニスタンの地図

アフガニスタンにおけるケッペンの気候分布図

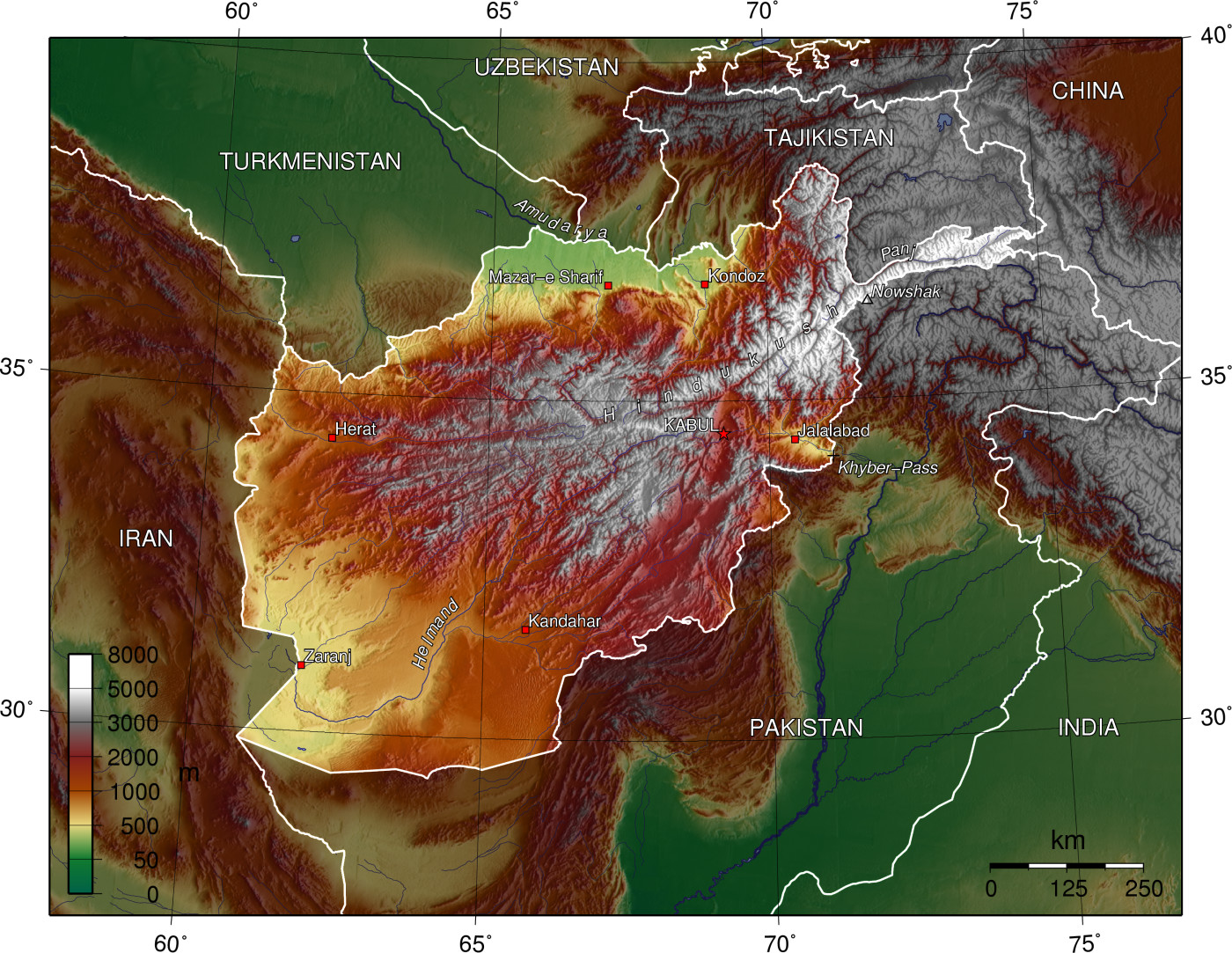
アフガニスタン国土の高度分布図
灰色に写っている部分は高度3,000メートルを越えており、白が強くなるほど高度が上がる。この部分がほぼヒンドゥークシュ山脈に相当する

もともとの国土はパキスタン北部まで広がっていたが、平野部はイギリスにより引きちぎられ、現在は山岳地帯が大部分を占めている。北部や南西部にはわずかに平野部がある。最も標高の高い地点は、海抜7485メートルのノシャック山である。国土の大半は乾燥しており、真水の入手できる場所は限られているが、水系は、アム・ダリア水系、ハリ・ルー水系、ヘルマンド・アルガンダ水系の四つに大別できる。ヒンドゥー・クシュの中心山系から国土を潤す三つの川が流れていて、一つは東流してインダス川に合流するカーブル川、もう一つは南流してハムーン沼沢地に消えるヘルマンド・アルカンダブ川、さらにもう一つは西流してカラクム砂漠に消えるハリ・ルード川（Hari Rud River）である。

### 気候
気候は大陸性で、乾燥気候かつ夏乾冬雨となっている。内陸国である事と標高が高いために緯度の割に一部低地地域を除く全土に渡って寒さが非常に厳しく南西部と北部のトルクメニスタン国境部が砂漠気候、中部はステップ気候と亜寒帯気候、一部が地中海性気候となっており、北東部には高山ツンドラ気候も広がり、ワハーン回廊では1月の平均気温は氷点下15度以下に達する。
年間降水量は少なく冬季に集中するために雪が多くなる地域も多い。東部のヌーリスターン州のみモンスーンの影響を受けて夏季にも降水量が多くなる。山岳部では降雪も多くなり積雪は数メートルに達することも珍しくなく、しばしば雪崩が発生する。夏は暑く過去最高気温は2009年8月にファラーで観測された49.9度。一方、冬は寒くシャラックで1964年1月に氷点下52.2度の記録があるなど、氷点下40度以下の冷え込みとなることもある。また地震が頻繁に発生している。
年平均降水量は、国の南西部で75ミリ、マザーリシャリーフで213ミリ、東部のカズニーで213ミリ、サラング峠の上方で1150ミリである。主要都市は首都カーブルのほか、西部のヘラート、東部のジャラーラーバード、北部のマザーリシャリーフ、クンドゥーズ、南部のカンダハールなどである。
| 平年値 （月単位） | 平年値 （月単位） | 西部           | 西部         | 南部         | 南部           | 北部           | 北部           | 中央高地       | 中央高地         | 中央高地         | 中部             | 中部             |
| 平年値 （月単位） | 平年値 （月単位） | ヘラート       | ファラー     | カンダハール | ラシュカルガー | マザリシャリフ | シェベルガーン | チャグチャラン | バーミアン       | パンジャブ       | カーブル         | チャリカル       |
| ----------------- | ----------------- | -------------- | ------------ | ------------ | -------------- | -------------- | -------------- | -------------- | ---------------- | ---------------- | ---------------- | ---------------- |
| 気候区分          | 気候区分          | BSk            | BWh          | BWh          | BWh            | BSk            | BSk            | Dsb            | BSk              | Dsb              | BSk              | BSk              |
| 平均 気温 （℃）   | 最暖月            | 28.1 (8月)     | 35.1 (7月)   | 33 (7月)     | 35.1 (7月)     | 31.4 (7月)     | 32.7 (7月)     | 19.3 (7月)     | 16.4 (7月)       | 15.2 (7月)       | 25.6 (7月)       | 25.7 (7月)       |
| 平均 気温 （℃）   | 最寒月            | 3.7 (1月)      | 7.8 (1月)    | 6.4 (1月)    | 8 (1月)        | 4.4 (1月)      | 4.3 (1月)      | −9.4 (1月)     | −10.2 (1月)      | −14.8 (1月)      | −2.9 (1月)       | −3 (1月)         |
| 降水量 (mm)       | 最多月            | 68 (3月)       | 3 (1-3月)    | 60 (2月)     | 35 (2月)       | 49 (3月)       | 7 (3月)        | 40 (3月        | 62 (5月)         | 8 (2-3月)        | 82 (4月)         | 73 (3月)         |
| 降水量 (mm)       | 最少月            | 0 (6-9月)      | 0 (5-9月)    | 0 (8-9月)    | 0 (7-9月)      | 0 (6-9月)      | 0 (6-9月       | 0 (9月)        | 4 (8月)          | 0 (8-9月)        | 4 (8月)          | 1 (8月)          |
| 平年値 （月単位） | 平年値 （月単位） | 東部           | 東部         | 東部         | 南東部         | 南東部         | 北東部         | 北東部         | バダフシャーン州 | バダフシャーン州 | バダフシャーン州 | バダフシャーン州 |
| 平年値 （月単位） | 平年値 （月単位） | ジャララバード | アサダバード | デュアブ     | ガズニー       | ガルデーズ     | クンドゥーズ   | ワルサージュ   | ファイザバド     | フワハーン       | イシュカシム     | ワハーン         |
| 気候区分          | 気候区分          | BWh            | Csa          | Dsb          | Dsa            | Dsa            | BSk            | Dsa            | Dsa              | Dsa              | Dsb              | BSk              |
| 平均 気温 （℃）   | 最暖月            | 31.6 (6月)     | 23.1 (7月)   | 20.3 (7月)   | 22.8 (7月)     | 22.3 (7月)     | 33.3 (7月)     | 15.6 (7月)     | 21.3 (7月)       | 22.5 (7月)       | 9.8 (8月)        | 9.4 (8月)        |
| 平均 気温 （℃）   | 最寒月            | 9.6 (1月)      | 0.8 (1月)    | −6.9 (1月)   | −6.4 (1月)     | −4 (1月)       | 3.8 (1月)      | −10.6 (1月)    | −6.7 (1月)       | −3 (1月)         | −16.1 (1月)      | −22.5 (1月)      |
| 降水量 (mm)       | 最多月            | 47 (2月)       | 156 (7月)    | 145 (3月)    | 54 (2月)       | 73 (3月)       | 80 (3月)       | 124 (5月)      | 111 (4月)        | 172 (5月)        | 75 (3月)         | 79 (3月)         |
| 降水量 (mm)       | 最少月            | 0 (6月)        | 27 (10月)    | 34 (9月)     | 3 (9月)        | 12 (9月)       | 0 (8月)        | 15 (9月)       | 4 (8月)          | 19 (9月)         | 20 (8月)         | 22 (8月)         |

### 環境
アフガニスタンの環境問題は過去数十年の政治的混乱より以前からある。 森林は何世紀にもわたって放牧と農業によって枯渇されてきたが、現在は人口の44％以上が牧畜、農業に依拠し、環境保護は人々の経済的福祉においても重要である。 2007年に、世界保健機関は同国を環境ハザードによる死亡者数で、アフリカ諸国を除いた中で最も低いとの報告書を発表している。

#### 生態系

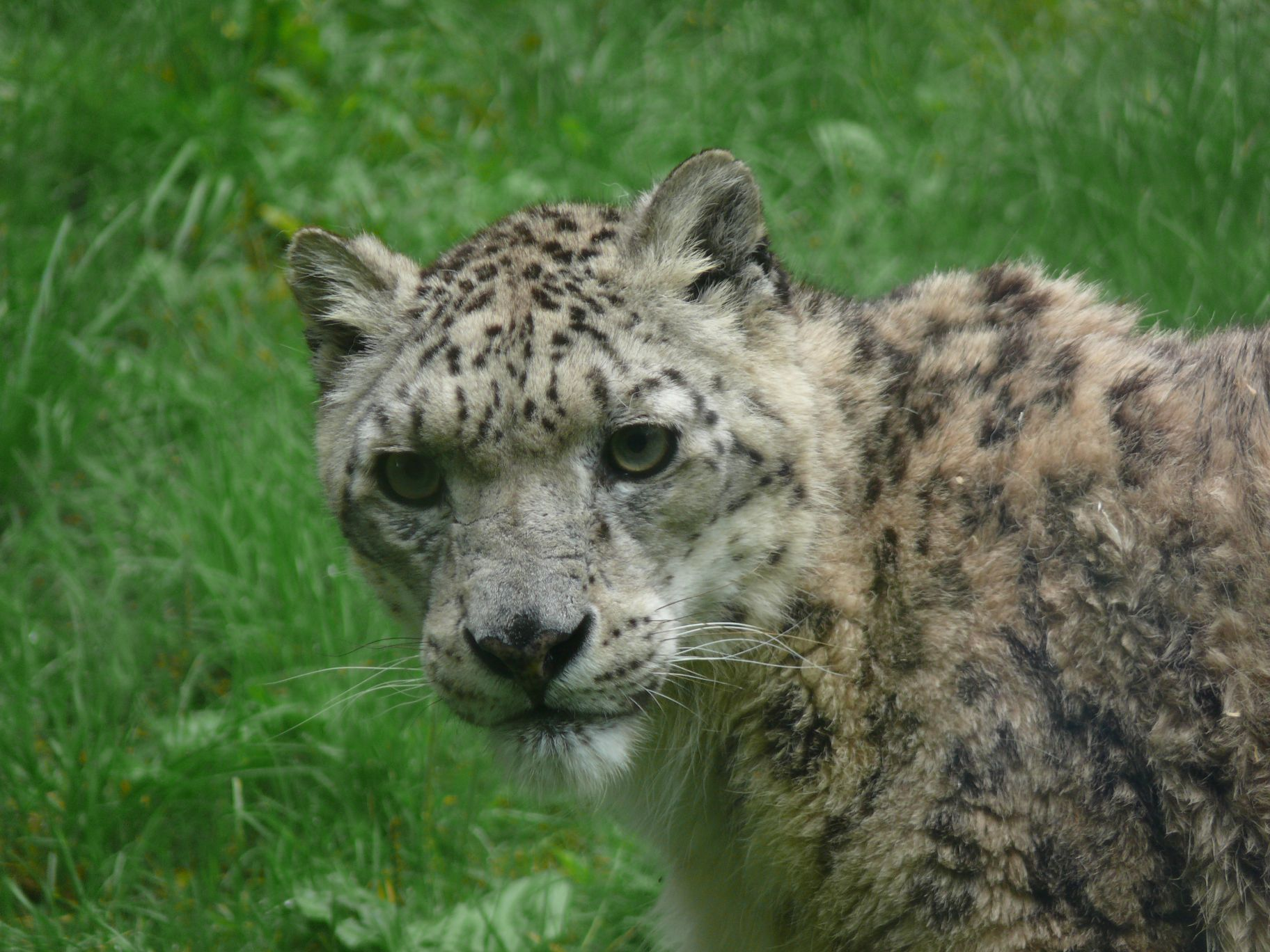
ユキヒョウはアフガニスタン・イスラム国の国獣であった

多種多様な生物の生息が確認されているが、国際自然保護連合（IUCN）の報告によれば、同国内に存在する大型哺乳類の多くは絶滅危機に瀕しているとされている。アフガニスタン全土に数種類の哺乳類が生息する。高山ツンドラ地域にはユキヒョウ、シベリアトラ、ヒグマが生息する。北東部のワハン回廊地域にはマルコポーロヒツジ（アルガリの亜種）が見られる。キツネ、オオカミ、カワウソ、シカ、ヒツジ、オオヤマネコ、その他の大型猫が東部の山林地域に生息している。半砂漠の北部の平野では、様々な鳥や、ハリネズミ、ホリネズミ、ジャッカルやシマハイエナなどの大型肉食動物も生息する。
ガゼル、イノシシ、ジャッカルは南部と西部の草原に生息し、マングースとチーターは半砂漠の南部に生息する。 マーモットとエイベックスも高山地帯におり、キジはアフガニスタンの一部に生息している。 足が速く長毛のアフガン・ハウンドも知られている。
固有動物種には、アフガンモモンガ（Afghan flying squirrel）、アフガンスノーフィンチ、en:Paradactylodon(または「パグマン山のサラマンダー」Paradactylodon)、アフガンヒョウヤモリ（Afghan leopard gecko）、スティグメラ・カシイ（蛾の一種Stigmella kasyi）、ヴルカニエラ・カブレンシス（蛾の一種Vulcaniella kabulensis）、ウィーレリア・パルビフロレルス（蛾の一種Wheeleria parviflorellus）などがある。固有植物種にはアイリス・アフガニカ（Iris afghanica）が含まれる。アフガニスタンは比較的乾燥した気候ではあるが多種多様な鳥が生息し、推定460種のうち235種が繁殖している。
森林地域にはマツ、トウヒ、モミ、カラマツなど、草原地帯には広葉樹、低草、多年生植物、低木が植生する。いくつかの地域は保護地域に指定され、バンデアミール国立公園、ワハン国立公園、ヌリスタン国立公園の3つの国立公園がある。アフガニスタンの2018年度の森林景観保全指数は8.85/10で、172か国中15位である。

## 地方行政区分
アフガニスタンは34の州（velāyat）で構成されている。

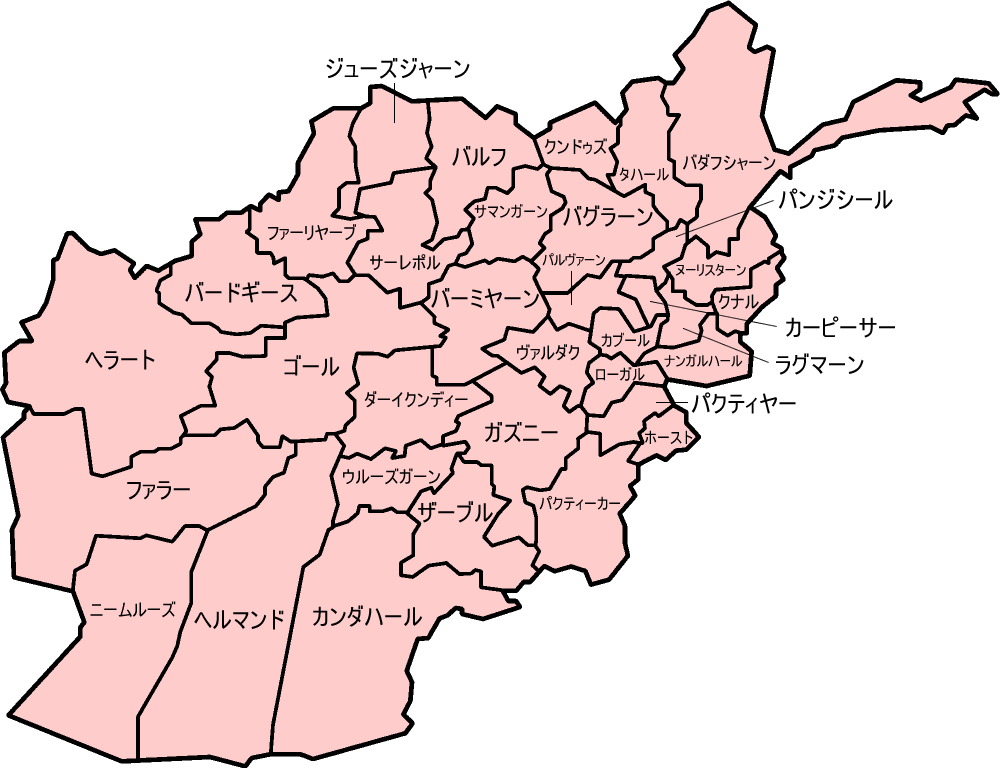

1. バダフシャーン州（Badakhshān）
2. バードギース州（Badghīs）
3. バグラーン州（Baghlān）
4. バルフ州（Balkh）
5. バーミヤーン州（Bāmiyān）
6. ダーイクンディー州（Dāykondī）
7. ファラー州（Farāh）
8. ファーリヤーブ州（Fāryāb）
9. ガズニー州（Ghaznī）
10. ゴール州（Ghowr）
11. ヘルマンド州（Helmand）
12. ヘラート州（Herāt）
13. ジョウズジャーン州（Jowzjān）
14. カーブル州（Kābul）
15. カンダハール州（Kandahār）
16. カーピーサー州（Kāpīsā）
17. ホースト州（Khowst）
18. クナル州（Konar）
19. クンドゥーズ州（Kondoz）
20. ラグマーン州（Laghmān）
21. ローガル州（Lowgar）
22. ナンガルハール州（Nangarhār）
23. ニームルーズ州（Nīmrūz）
24. ヌーリスターン州（Nūrestān）
25. ウルーズガーン州（Orūzgān）
26. パクティヤー州（Paktiyā）
27. パクティーカー州（Paktīkā）
28. パンジシール州（Panjshīr）
29. パルヴァーン州（Parvān）
30. サマンガーン州（Samangān）
31. サーレポル州（Sār-e Pol）
32. タハール州（Takhār）
33. ヴァルダク州（Vardak）
34. ザーブル州（Zābol）

## 経済

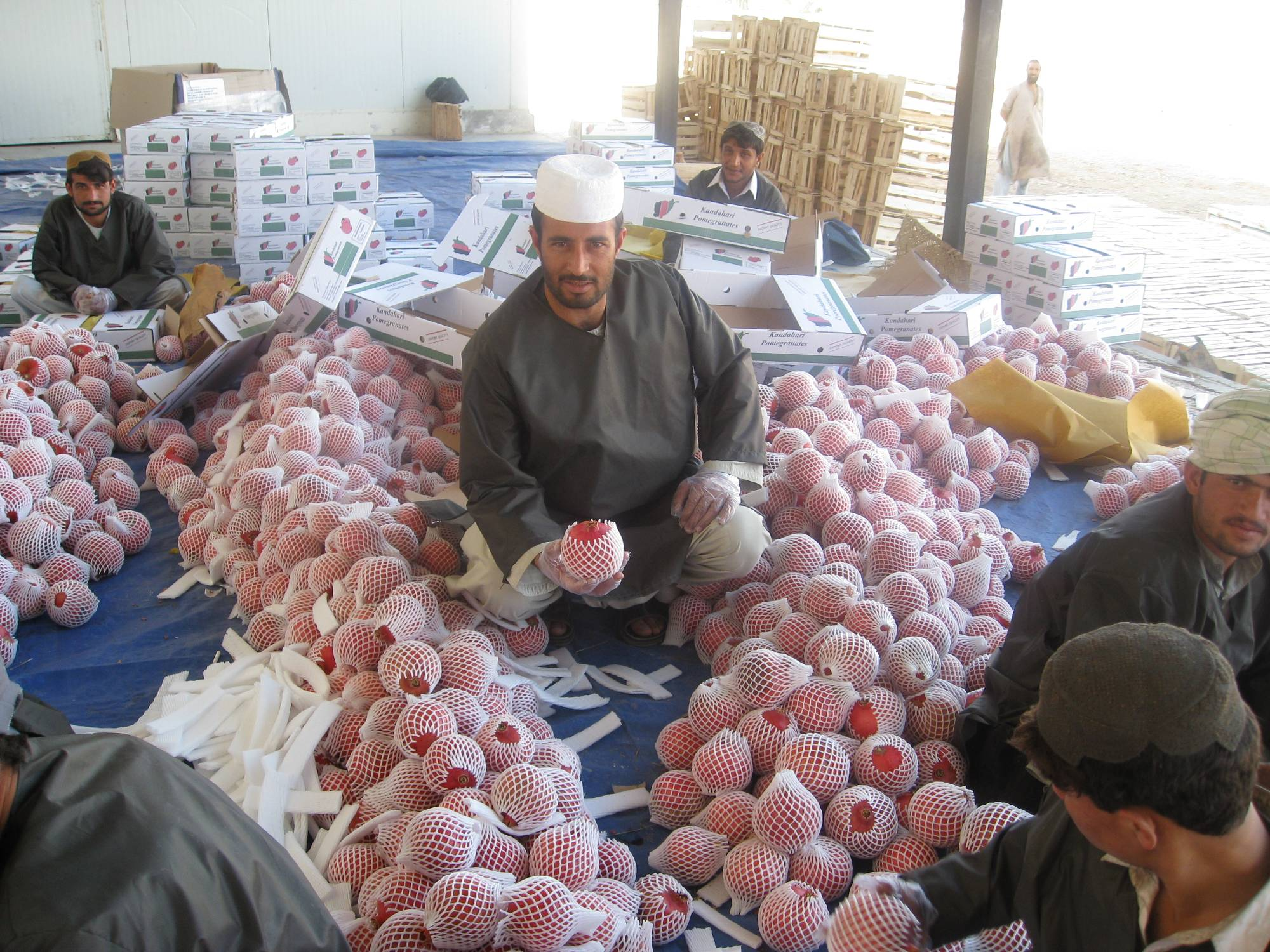
名産であるザクロを加工する労働者

色と面積で示したアフガニスタンの輸出品目（2019年時点）

後発開発途上国の一つで、農業と牧畜への依存度が高い。農業と牧畜は同国において伝統的産業であり、2004年の推計では就業人口の65.6％が農業に従事している。その上で天然資源に乏しい点から、世界で最も貧しい国の一つに数え上げられている。
王政崩壊以降の断続的な紛争による社会・政治的な混乱、インフラの破壊、慢性的な旱魃により経済は壊滅状態となっている。また同じ理由から、大半の国民に充分な食料、衣料、住居、医療が提供できない状態が続いている。2004年10月のユニセフの報告によると、幼児の死亡原因の多くは非衛生的な水の飲料使用による慢性的な下痢であるとされ、死亡率は25.7%と高く、国内の医療・衛生状態はきわめて悪い。さらに、ターリバーンに対する経済制裁でまともな経済活動が難しい中での外貨取得手段として麻薬栽培がなされ、薬物汚染も問題となっている。
国民の3分の2は1日2ドル以下で生活しており、国際通貨基金（IMF）の統計によると、2013年時点のアフガニスタンの国内総生産（GDP）は207億ドルである。1人あたりのGDPでは679ドルとなるが、この数値は世界平均の10%未満であり、アジアの中でもっとも低い。世界銀行の発表する一人当たりGNIに至っては2021年で390ドルで、2021年のデータの得られた国ではアジア最下位にして唯一の低所得国（1085ドル以下）のみならず世界的にも最下位から2番目である。失業率も高く、ネパール、レソトなどと同じように40%を超える。
2002年1月に東京で開催された「復興支援国会議」で支援計画が提出され、世界銀行の監督下に45億ドルの資金が集められた。復興の主要対象は、教育、医療、下水施設、行政機関、農業、道路、エネルギー、通信と多岐に渡っている。
2015年12月17日、ケニアの首都ナイロビで開催された第10回世界貿易機関（WTO）閣僚会議で、アフガニスタン第一副首相モハマド・カーン（当時）が議定書に署名し、アフガニスタンの加盟が正式に承認された。
2019年時点ではアフガニスタンのGDPは192.9億ドルで世界第96位である。
上述の通り、2021年から実権を握るターリバーン政権に対して、国連や米国などから資金凍結されたことで、深刻な食糧不足が発生している。国際連合世界食糧計画によれば、経済的影響、世界的なパンデミック、気候変動など様々な要因が合わさって、人口の半分以上が貧困以下の状態で生活を送っており、食料不安が増加している。これは、紛争と不安によってコミュニティ全体が生計の機会から断たれているためである。2280万人が深刻な食糧不安に陥っており、その中には紛争によって避難を余儀なくされた数十万人も含まれる。現今においてはテロリズム、貧困、子供の栄養失調、薬物中毒、汚職が蔓延している。
一方、国内には額にして1兆ドルから3兆ドルにのぼる地下資源が埋蔵されていると言われ、アフガンの現況も合わせ、「金鉱の上に横たわる貧者」とも表現される。埋蔵物は、石油や天然ガス、石炭のエネルギー資源から、鉄鉱石や銅、あるいはリチウムなどのレアメタルまで幅広い。外国の注目度も高く、米国によるアフガニスタン紛争の真の目的は鉱脈ではないかという説も囁かれる。中国には既に国内最大のメス・アイナク銅山の採掘権を与えている。紛争の影響でこれまでは未開であったが、今後の開発が期待される。

### 国際支援
2021年8月15日以前、アフガニスタンのGDPのうち40%は国際援助によるものだった。ターリバーンの政権復帰により、欧米諸国はアフガニスタンへの対外援助を止め、国際通貨基金や世界銀行も送金を止めたため、2022年現在、アフガニスタン経済は困窮状態にある。ただし、2021年12月の国連において、人道支援を目的とする現地への資金提供は制裁決議の違反にはあたらないとする決議が採択された。また、ターリバーンは、これまで外国からの援助に依存していたアフガニスタン経済を自立させるチャンスとも捉えている。アブドゥル・サラム・ハナフィ副首相代理は経済における自給自足の達成を長期的な目標として語った。アフガニスタンは20年ぶりに外国からの支援金に頼らない国家予算を作成した。

### 原油
2012年10月22日、中国石油天然気集団がアムダリヤ川流域の鉱区で、本格的な原油生産を初めて開始した。

### 天然ガス
同国での天然ガス生産はないが、トルクメニスタン南部の巨大ガス田から同国とパキスタンを経由してインド西部へ通じるTAPIガスパイプラインが2015年に建設着手された。同国に通過料が落ちるほか、一定量のガス輸入が見込まれる。

### 鉱業

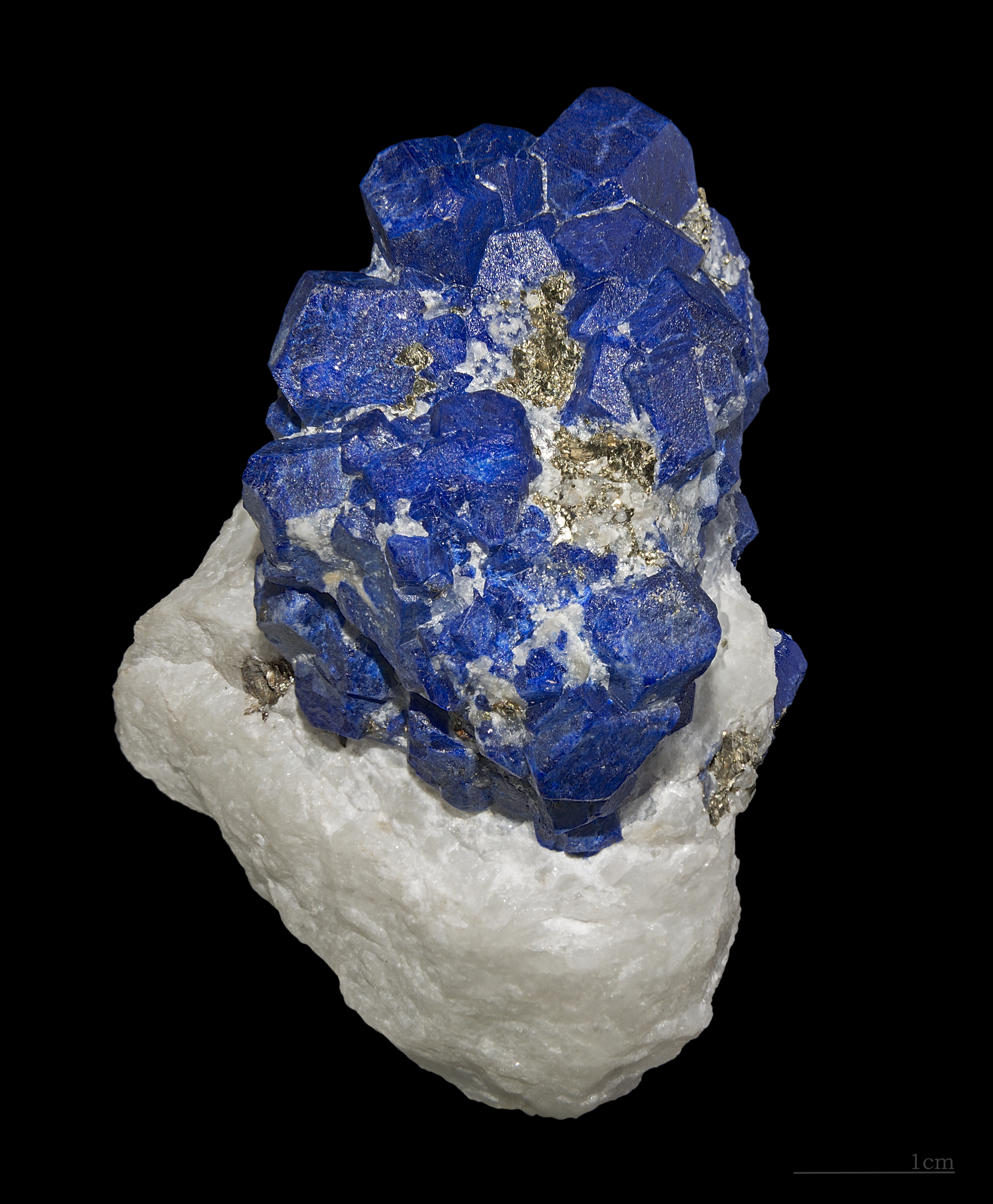
サリ・サング鉱山（バダフシャーン州クラン・ワ・ムンジャン県）から採れるラピスラズリは世界で最も良質なことで知られる。

古くからアフガニスタンには世界最大規模の各種金属、希少金属、貴金属、宝石を含有する豊富な鉱脈が数多く存在することが知られている。インフラの整備や権益の開発が進めば資源企業に莫大な富をもたらすと考えられている。
最も歴史のあるのは紀元前から採掘が続いた青色の宝石ラピスラズリである。首都カーブルの東南東190キロ、ヒンドゥークシュ山脈山中のサリ・サング鉱山（Sar-i Sang）が主力。産出量は数トン程度。そのほか、北東部のコクチャ川の渓谷に位置するサリ・サング近郊の鉱床、アフガニスタンとパキスタンの国境沿い、クエッタの西のチャガイ山からも産出する。
有機鉱物資源では北部の天然ガス（4300兆ジュール、2003年）が主力で、石炭（3万5000トン）も採掘されている。金属鉱物資源ではクロム（6364トン）がある。このほか岩塩（1万3000トン）も採取されている。
アイナック銅鉱山（Aynak Copper）は1970年代初めに発見され、1978年に旧ソ連が中央鉱区と西部鉱区の地質探査を終えている。総資源量は鉱石量7億500万トン、平均銅品位1.56%、銅含有金属量1100万トンの超大型の銅鉱床である。そのほかには、カーブルの南のローガル渓谷、ヘラートのやや南西のいくつかの地点、カンダハールの北のアルガンダー川沿い、パンジシール渓谷のアンダラーブ近郊に銅鉱床が存在している。
金はカンダハールの北東のムクル近郊、バタフシャーンのいくつかの川で発見されている。鉄鉱石の大規模な鉱床はカーブルの西のハージガク峠の近くで見られる。

### 農業

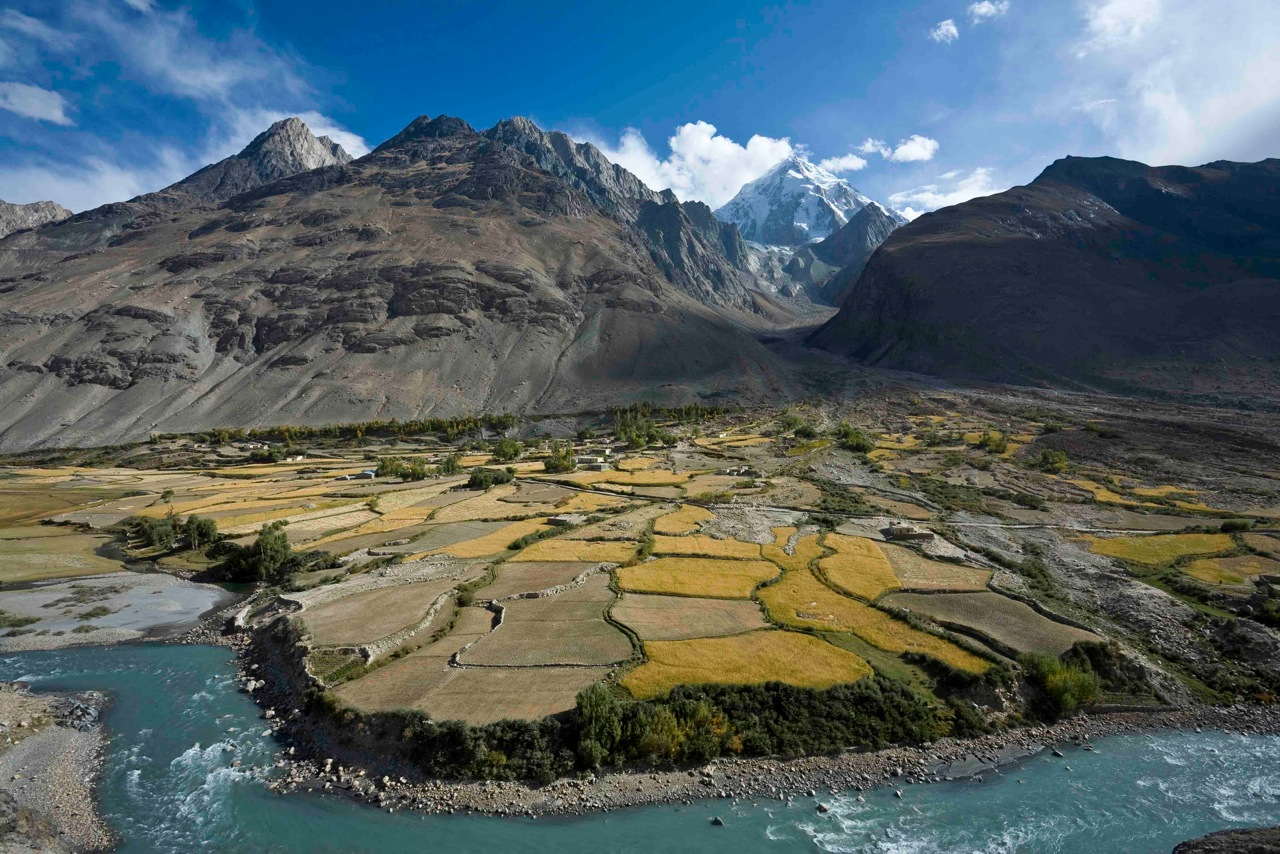
アフガニスタン北部のワハーン回廊における耕作地

上述の通り、農業は伝統的に主要産業として扱われている。乾燥地帯に属している為に、人工灌漑を必要とし、農地面積は灌漑用水量によって規制されている。灌漑方法としては大部分が河川の水を引くものとなっているが、西アジアに広く見られる「カナート」または「カーレーズ」とよばれる人工地下水路によって地下水を地表に導く方法も存在する。土地保有の特色としては自作農が多く、大土地所有は発達していない。
主な生産物は小麦と穀類とザクロだが、北部と西部の州はピスタチオ栽培、東部の州は松の実、中部の州はアーモンドとクルミが主体となっている。他にはジャガイモ、レモン、オレンジ、オリーブ、ピーナッツ、バナナが栽培されている。輸出品は果物とナッツ類が多い。
農業は伝統的にアフガニスタン経済の主柱であり 、2018年現在では労働力の約40%が従事している 。ザクロ、ブドウ、アプリコット、メロンなど、他にも新鮮かつ乾燥した果物を生産することでも知られている。世界最大のアヘン生産国としても知られ、経済の16%以上がアヘンの栽培と販売に由来する。また大麻の最大生産国の一国でもある。
最も高価な香辛料のサフランはヘラート州で栽培されている。近年はサフランの生産が増加傾向にあり、当局と農家はケシ栽培からの入れ替えを試みている。2012年から2019年の間、アフガニスタン産のサフランは国際味覚審査機構によって連続して世界最高位とされた。2019年に生産量は過去最高（1万9469kgのサフラン）を記録、国内では1kgあたり、634ドルから1147ドルで販売されている。

#### 麻薬

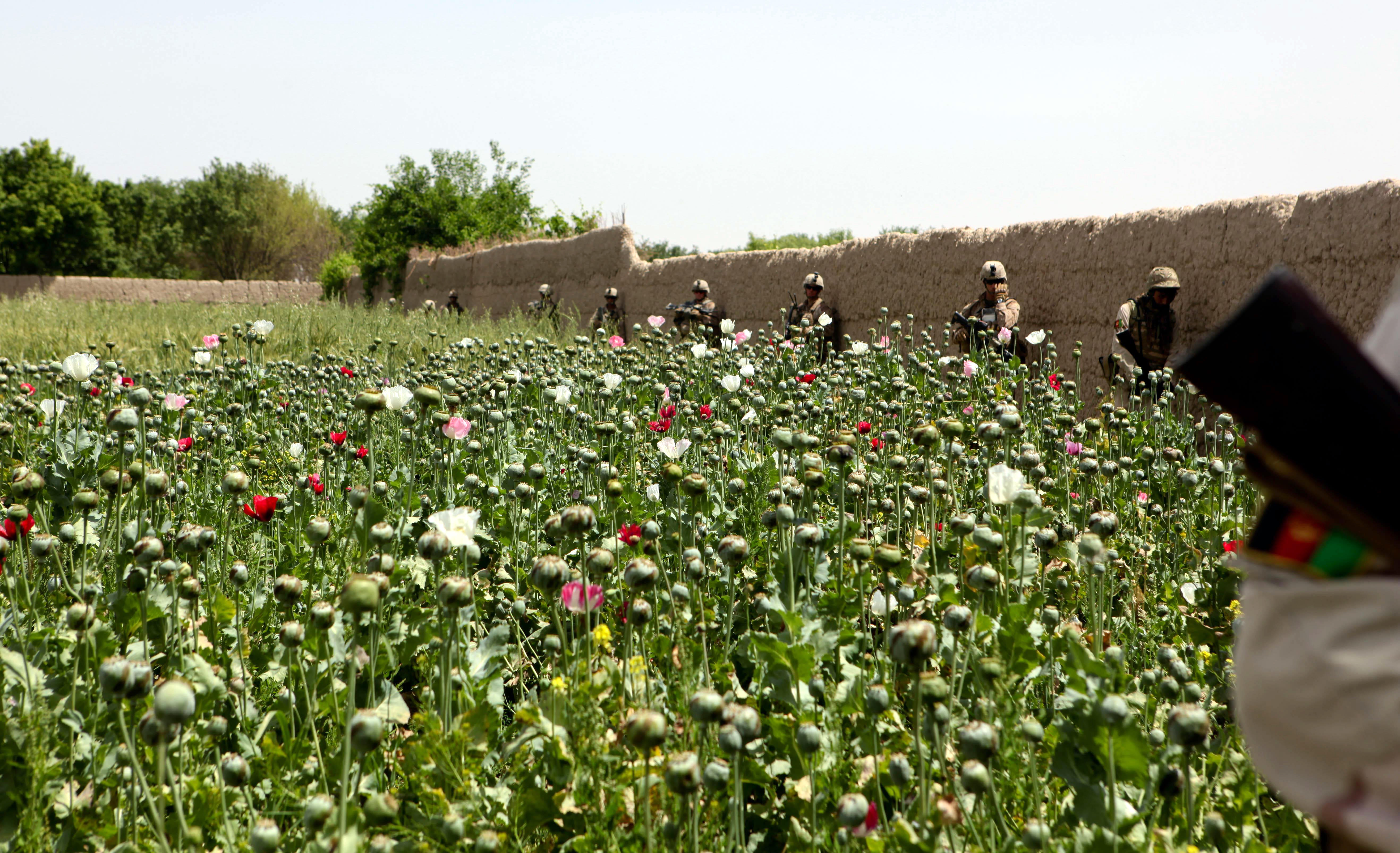
アフガニスタン南部ヘルマンド州のケシ畑

アフガニスタンは「黄金の三日月地帯」に属し、古代メソポタミア文明以来、旱魃地域では医薬品の抗がん剤やモルヒネ（鎮痛剤）「植物性アルカロイド」、麻薬のアヘンやヘロインなどの原料となるケシの栽培が伝統的に盛んで、ヘロインの全世界流通量の90%以上をアフガン産が占めるなど世界一の麻薬密造国である。また、国内の麻薬依存者の数も深刻であり、2005年から2010年にかけての依存者数は最大150万人にも達したとされる。政府は麻薬対策省を設けて撲滅にあたっているものの、予算や人員の不足、麻薬に代わる産業の育成などの問題もあり、未だに解決を見ない。
国際連合薬物犯罪事務所の年次報告書によれば、2018年時点でアフガニスタン南部のターリバーン支配地を中心に推定26万3000ヘクタールの面積でケシの栽培が行われている。
2013年ごろからはケシの栽培に使用する地下水の汲み上げにソーラーパネルによる太陽光電力と電動式ポンプが使われ始め、2020年の時点でも普及が進んでいる。これらは中長期的に見た場合、軽油で稼動させるポンプより安価で利益を増やしやすいため、ケシ農業の新規参入者と生産量の増加要因になると同時に、この分野の低炭素化が進んでいる。
2022年4月3日、ターリバーンのアーホンドザーダ最高指導者が全土でのケシ栽培を禁ずる方針を打ち出した。

### エネルギー

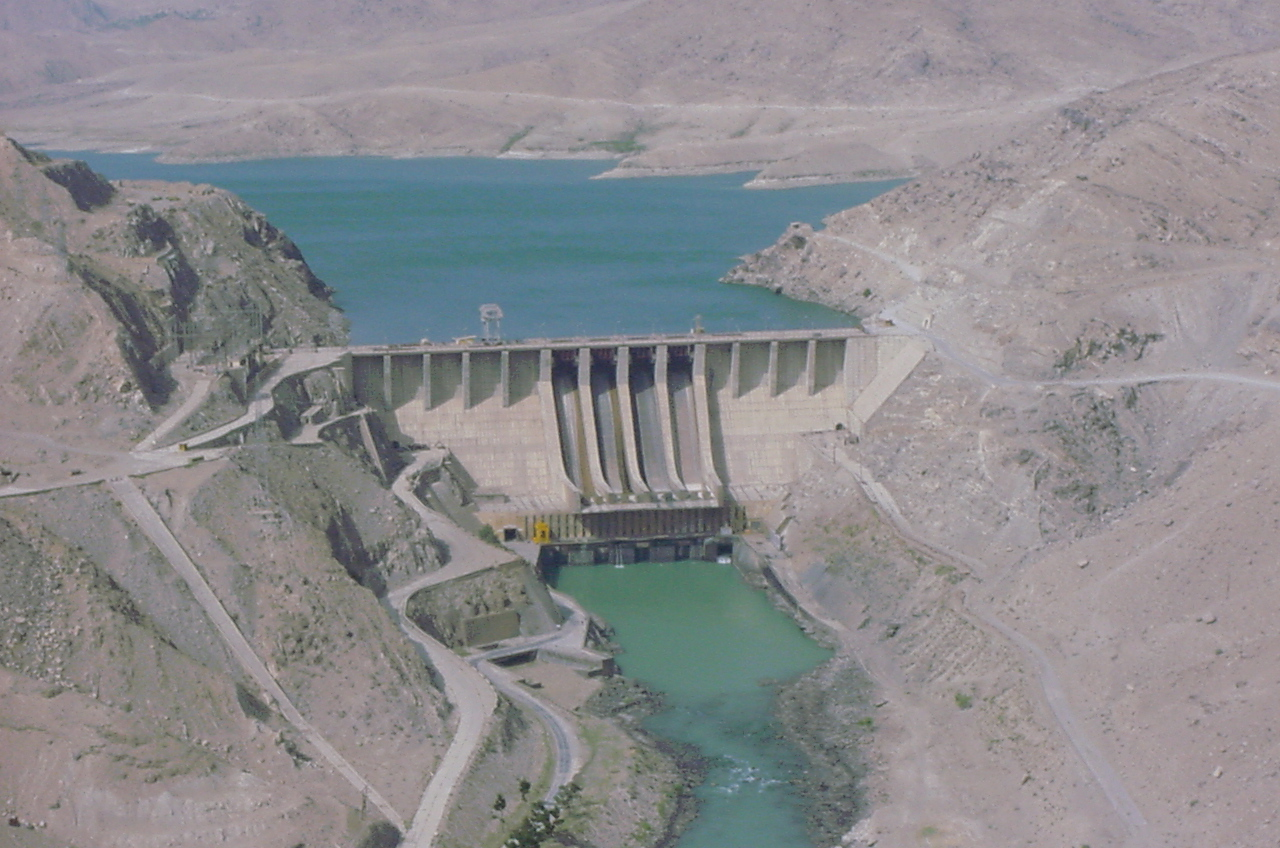
ソ連の支援を受けて建設されたカーブル州のナグル・ダム

世界銀行によれば電力供給率は2008年の28%から2018年では98%に上昇している。2016年現在、1400メガワットの電力を生産しているが、依然としてイランと中央アジア諸国から送電線を介して電力の大部分を輸入している。水力発電が大部分を占め、川の水量に依る。しかし必ずしも信頼性のあるインフラではなくカーブルを含む都市でも停電が起こる。2018年より、太陽光、バイオマス、風力などの発電所が建設されている。現在開発中の計画としてはキルギスタンとタジキスタンから送電するCASA-1000プロジェクトがあり、トルクメニスタン、アフガニスタン、パキスタン、インド（TAPI）のガスパイプラインがある。電力はダ・アフガニスタン・ブレシュナ・シェルカット（Da Afghanistan Breshna Sherkat，アフガニスタン電力会社、略称DABS）によって管理されている。
主要なダムは、カジャキダム、ダーラダム、サルデバンドダムなど。

### 観光
1960年代はヒッピーの聖地として多くの外国人観光客で賑わい、ネパール、インド、パキスタンからアフガニスタンを通りイラン、そしてトルコから欧州へと抜けるヒッピー・トレイルとなっていた。1977年が観光のピークと言われ、その後の政情不安や長期的な紛争の結果として観光客はまばらとなっている。それでも、2016年には年間2万人の外国人観光客が渡航したと言われている。国内には雄大な視線を誇り風光明媚な場所も多く、特にバンデ・アミール国立公園と世界遺産のバーミヤン渓谷の文化的景観と古代遺跡群のあるバーミヤン周辺や標高3000ｍ - 7000ｍにある高原のワハーン回廊を訪れる外国人観光客がいる。

## 交通

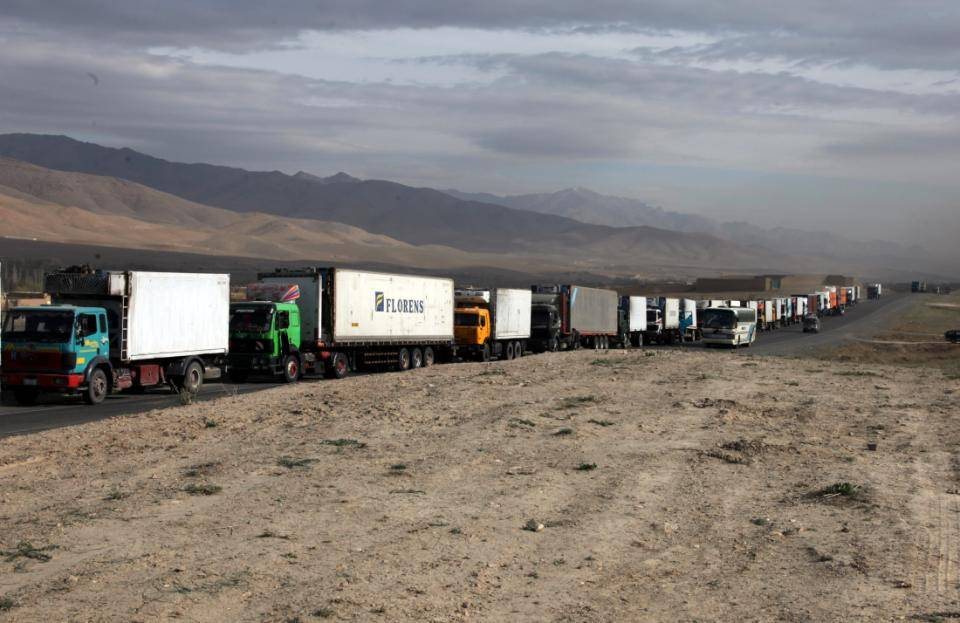
首都カーブルと南部のカンダハールを結ぶ幹線道路

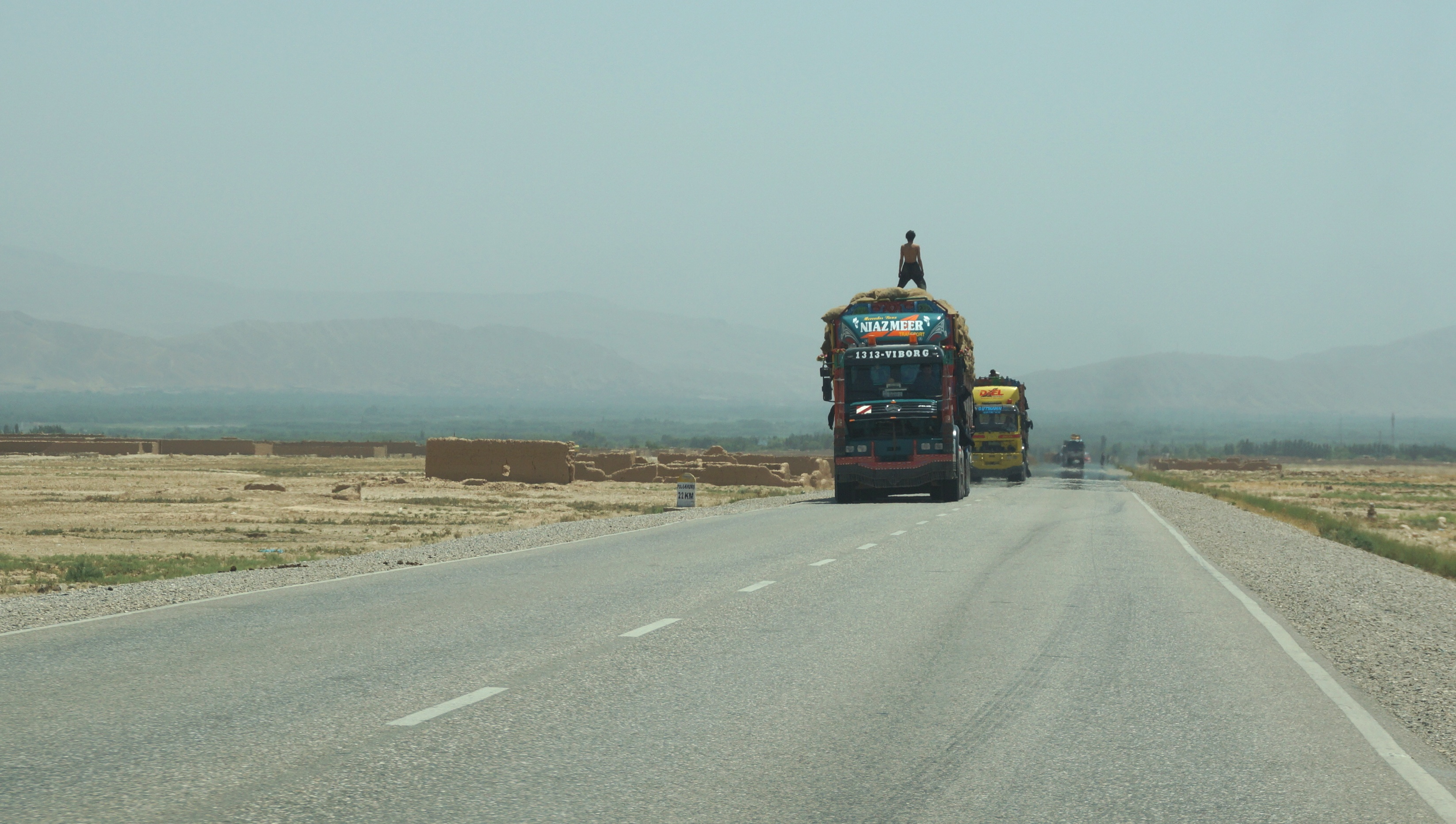
アフガニスタン国内の道路を通行するトラック（2012年撮影）

交通やインフラストラクチャーも度重なる戦乱により破壊され、または整備が行われていなかったために現在も復興が行われている。なお、多くの先進諸国でみられるような高速道路網はないものの、主要都市間は舗装された幹線道路によって結ばれており、長距離バスによる移動が行われている。
かつては国際列車カイバル鉄道（カーブル〜パキスタン国ペシャーワル間）があったが、戦乱で荒廃し不通となっている。アフガン公共事業庁の監督のもと、ウズベキスタン国境の貨物駅Hayratanからマザーリシャリーフまでの鉄道建設が進み、2011年8月20 - 21日に開業した。また、首都カーブルには1992年当時トロリーバスが存在したが、現在は存在しない。
なお、諸外国との交通は上記の長距離バスによって行われているほか、カーブル国際空港をハブとした国営航空会社のアリアナ・アフガン航空や、そのほかに乗り入れる外国航空会社の定期便で結ばれている。

## 国民

### 民族
| 民族構成（アフガニスタン） | 民族構成（アフガニスタン） | 民族構成（アフガニスタン） | 民族構成（アフガニスタン） | 民族構成（アフガニスタン） |
| -------------------------- | -------------------------- | -------------------------- | -------------------------- | -------------------------- |
|                            |                            |                            |                            |                            |
| パシュトゥーン人           | パシュトゥーン人           |                            | 42%                        | 42%                        |
| タジク人                   | タジク人                   |                            | 27%                        | 27%                        |
| ハザーラ人                 | ハザーラ人                 |                            | 9%                         | 9%                         |
| ウズベク人                 | ウズベク人                 |                            | 9%                         | 9%                         |
| アイマーク人               | アイマーク人               |                            | 4%                         | 4%                         |
| トルクメン人               | トルクメン人               |                            | 3%                         | 3%                         |
| バローチ人                 | バローチ人                 |                            | 2%                         | 2%                         |
| その他                     | その他                     |                            | 4%                         | 4%                         |

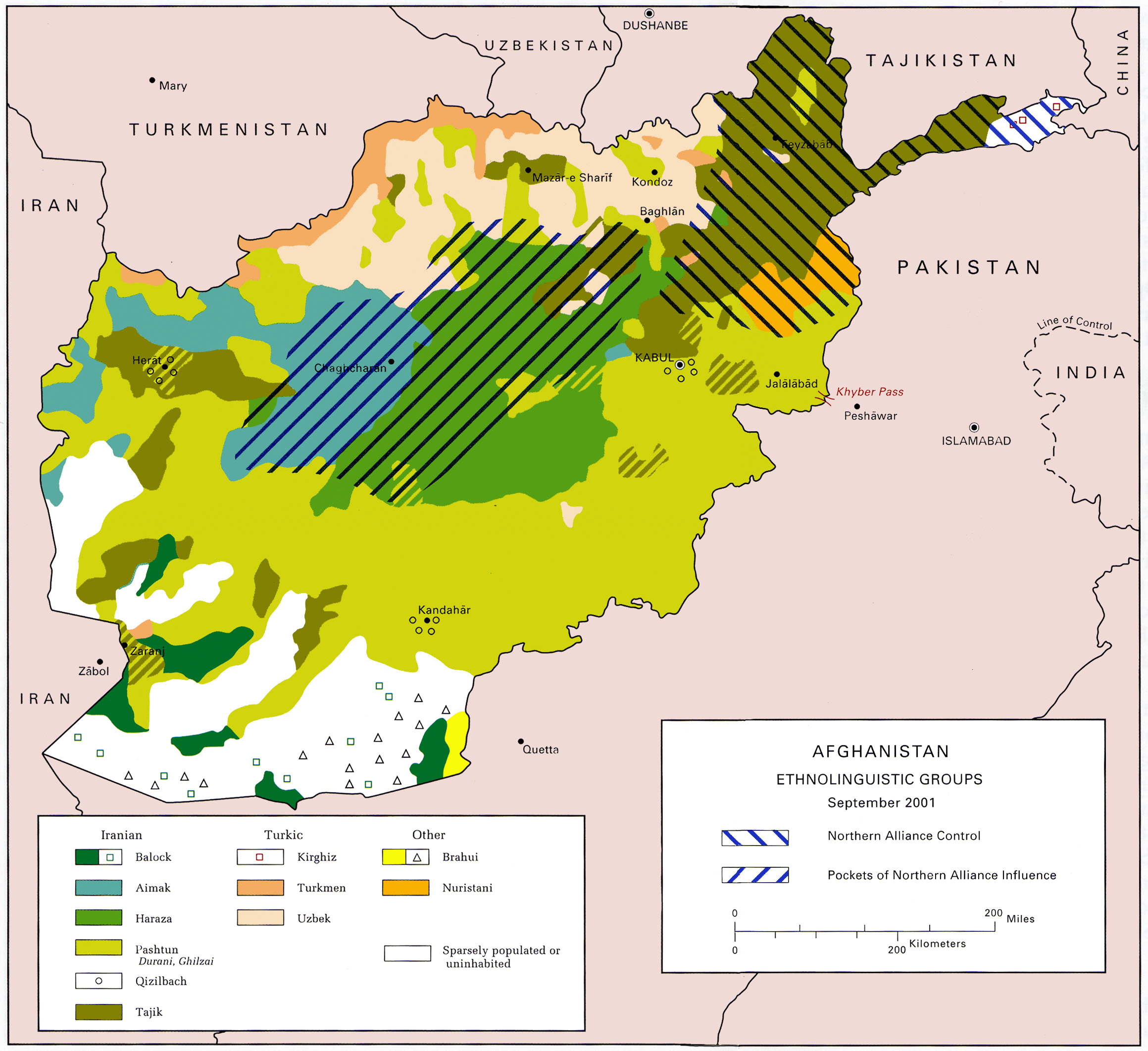
2001年のアフガニスタンの民族

アフガニスタンは多民族国家であり、最大の民族はイラン系のパシュトゥーン人で中部や南部に住み同国では支配的な地位にあり、元大統領のハーミド・カルザイやアシュラフ・ガニーもパシュトゥーン人である。ついで多いのが同じくイラン系のタジク人で両者で人口の8割弱を占めておりヘラートやマザーリシャリーフでは大半がタジク人である他、カーブルやガズニーの人口の半数近くを占めており、ブルハーヌッディーン・ラッバーニー元大統領がタジク人である。3番目に多いのがイラン系とテュルク系とモンゴル系の血を引くハザーラ人で、イスラム教シーア派信者が多く、中部のハザーラジャートに多く住む。同国では差別的な扱いを受けてきたため難民としてイランや欧州をはじめとした海外に流出している人も多い。そして、テュルク系のウズベク人、トルクメン人やイラン系のアイマーク人が主な民族となっている。そのほかにヌーリスターン人、バローチ人、キルギス人、パシャイー人、パミール人、ワハン人などがいる。
パシュトゥーン人はパキスタン、ウズベク人はウズベキスタン、タジク人はタジキスタンへの親近感が強く、ハザーラ人はシーア派を国教とするイランの庇護を求める傾向が強い。民族を超えて共有するアフガニスタン国民としての意識は弱く、アフガニスタン・イスラム共和国は欧米などの民間軍事会社から集めた約2万人の治安要員と米軍に依存しており、ターリバーンの攻勢で政府軍は簡単に崩壊した。
主要民族（2013年推計）
- パシュトゥーン人 42%、言語：パシュトー語（イラン語群）、宗教：ハナフィー派スンニー
- タジク人 27%、言語：ダリー語（イラン語群）、宗教：ハナフィー派スンニー、イスマイール派シーア（北部の若干）
- ハザーラ人 9%、言語：ハザラギ語（英語版）・ダリー語（イラン語群）、宗教：イマーム派シーア、イスマイール派シーア、スンニー（極少数）
- ウズベク人 9%、言語：ウズベク語（テュルク諸語）、宗教：ハナフィー派スンニー
- アイマーク人 4%、言語：ダリー語（イラン語群）、宗教：ハナフィー派スンニー
- トルクメン人 3%、言語：トルクメン語（テュルク諸語）、宗教：ハナフィー派スンニー

### 言語
公用語はパシュトー語（48%）とダリー語（77%）が制定されている。パシュトー語はパシュトゥーン人の母語で、歴史的に政治の場において国家語的地位にある中心言語であるが方言間の差異が大きい。政府の実用言語、国民の間の共通語としてはペルシア語のアフガン方言でありファールシー語とも言われるダリー語の方が主に使われており、アフガニスタンにおける中心言語の地位を担っている。これはアフガン王朝時代から宮廷の言語として使われてきたためであり、ダリーは宮廷の言語という意味である。ダリー語はタジク語、ペルシア語とは語彙にいくらかの違いがあるものの意思疎通に問題が無く、かつては単にペルシャ語と呼ばれていた。パシュトゥーン人やタジク人、ハザーラ人の多くが両言語話者であり、ウズベク人やトルクメン人などのテュルク系民族も母語に加えていずれかの言語を話すことができる。首都カーブルではダリー語が共通語であり、パシュトゥーン人もペルシャ語化している人も少なくない。その他、ウズベク語、トルクメン語、バローチー語、アイマク語、ヌーリスターン語、パシャイ語、キルギス語などが話されている。
地方言語
- ウズベク語
- トルクメン語
- バローチー語
- パシャイ語（英語版）
- ヌーリスターン語

その他
- ハザラギ語（英語版）
- アイマク語（英語版）
- キルギス語
- ブラーフーイー語
- パミール語
- ヒンドコ語
- アラビア語
- グジャール語

### 婚姻
アフガニスタンでは一夫多妻婚が法的に容認されている。ただし、現代においては一夫多妻婚が国内すべての男性に広く認められているわけではなく、多くのアフガン人男性は妻となる女性を迎え入れるだけの余裕を持ち合わせていないのが現状である。
アフガニスタンの民法では、女性に対して16歳での結婚が認められており、児童婚が横行している。この児童婚は同国において現在も大きな問題となっている。
アフガニスタンの国教であるイスラム教では児童婚が禁止されているにも関わらず、アフガニスタン本土では早期結婚や児童婚が強制されており、「幼な妻」の慣習が未だ根強い状況になっている。同国では、これらの結婚はカーブルなどの大都市よりも概して田舎の地域で行われており、その主な原因は貧困状態が続いていることが背景にある。また、国民の大半がイスラム教の道義や人権について知識がないことも原因の一部となっており、これが児童婚に益々拍車をかけている。
2016年のアフガニスタンにおける児童婚の比率は33%であった。
一方で、カーブルに拠点を置く女性会議が2000年6月に「強制結婚は犯罪と見なされるべきであり、強制結婚させられた女性は被害者の地位を与えられるべきである」との訴えを起こしている。

### 宗教
- スンナ派 85%（特にハナフィー学派）
- シーア派 14%
- その他 1%

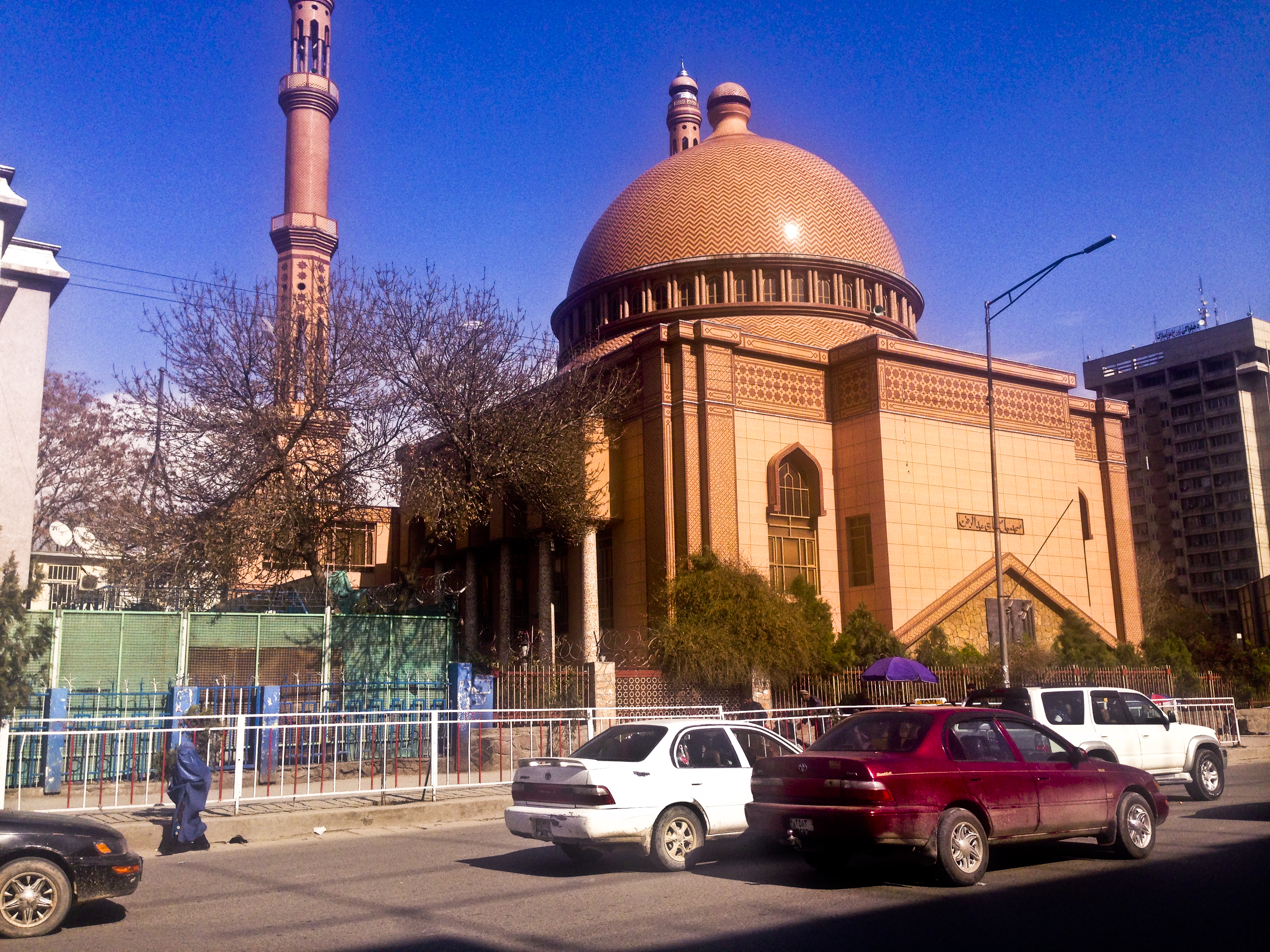
カーブルのアブドゥッラフマーン・モスク

その他には、シーク教徒、ヒンドゥー教徒、キリスト教徒が存在する。
イスラム教から他宗教への改宗には死刑が適用されたが、2006年、ドイツでキリスト教に改宗した人の死刑判決に対して国際的非難を浴びたことでこの法律は撤廃され、その後は布教活動も許されるようになった。2006年8月、ターリバーンは韓国人のキリスト教宣教師を拉致監禁し、キリスト教の宣教活動をやめるよう要求した事件があった。

### 教育
2021年ターリバーン攻勢による混乱で多くの学校が閉鎖された後、男子の通学は同年9月ごろに再び始まり、女子教育は初等教育と大学で再開されたが、ターリバーン政権は女子の中等教育を、イスラム法に則した学習環境が整っていないという理由で再開を延期している。このためターリバーンの弾圧を避けて女子教育を行なう秘密の学校が開設されている。
ターリバーン政権以前は、アフガニスタン教育省・高等教育省の下、K-12と高等教育が実施されていた。 生徒は約1000万人、教師は22万人いる。より多くの学校と教師が必要とされていた。義務教育は9年生までで、学校年度は3月から11月までである。
大学においては、カーブル大学、アフガニスタン・アメリカン大学、カールダーン大学、バルフ大学、ヘラート大学、ナンガルハール大学、シャイフ・ザーイド大学、カンダハール大学、カーテブ大学がある。
イスラム圏で、モスクに併設されるなどして広く開設されている学校「マドラサ」は、アフガニスタンの農村部においては、日本の江戸時代における寺子屋のような初等教育の役割を担っている。

### 保健
アフガニスタンの保健は着実に改善してはいるが国際基準に準ずれば劣悪状態にある。同国の環境問題と1978年より続く戦争、特に2001年からの紛争以降のターリバーンの活動によって悪影響を受けている。公衆衛生省が市民とその健康に関するすべてを所管する。
人間開発指数によると、アフガニスタンは世界で21番目に遅れた開発途上国である。ポリオ撲滅に至っていない3か国の内に入っている。2019年においては平均寿命は約64歳であり、妊婦死亡率は638人/10万人と推定されており、乳児死亡率は1000人あたり106人に上るとされる。 毎年約1万5000人が様々な癌が原因で死亡している。

#### 医療
アフガニスタンの医療は全土にある3000以上の保健施設によって提供される。すでに脆弱な医療制度ではあったが何十年も続く戦争と国際社会による怠慢が制度を崩壊させた。大半の医療専門家は1992年までに他の国に移住しすべての医療訓練プログラムは中止された。1999年から2002年にかけての干ばつがこれらの状況をますます悪化させたが、例を挙げると、最初の脳神経外科病院を含む1万7000以上の保健所が全土に設置され、医療制度が幾分改善された。

## 治安
アフガニスタンでは厳しい治安情勢が続いている。ターリバーンが政権を奪取・掌握してからも、ISKPなどの反政府武装勢力が依然として根強い勢力を保っており、国軍・外国軍や警察、政府関係機関を始め、国連機関や外交団、外国NGOなどへの攻撃・誘拐などを繰り返していて、現地は非常に危険な状況に陥っている。
また、武装した犯罪グループによる強盗や身代金目的の誘拐事件も多発しており、外国人は一般犯罪はもとよりテロ・誘拐の標的にされている為、滞在中の外出は予断を許さない状態となっている。
2021年2月の国連の年次報告書によると、2020年に発生した反政府武装勢力による民間人の誘拐件数は、前年比80名増となる1086名に達し、誘拐関連の死傷者数は前年から倍増し113名となっている。傍ら、一部の地域では、高い失業率と貧困から、犯罪者集団による身代金目的の誘拐がビジネス化している現状が挙げられ、主要なターゲットとして、外国人や政府関係者、治安部隊関係者、裕福なビジネスマン、ジャーナリスト、援助関係者、建設作業員などが狙われている。僅かな金額の身代金目的で、一般の子どもが誘拐されるケースも報告されている。
日本人の被害事例としては、2005年8月に南部カンダハール県のパキスタン国境付近で日本人旅行者男女2人が殺害された事件をはじめ、2008年8月に東部ナンガハール県ジャララバードにおいて日本人NGO職員が誘拐・殺害された事件、2010年4月に北部クンドゥーズ県において日本人ジャーナリストが誘拐・監禁され約5か月後に解放された事件が挙げられている。
現在、外務省からアフガニスタン全土に対して「レベル４（退避勧告）」が発出されており、渡航をしないよう注意が呼びかけられている。

### 法執行機関

#### 警察

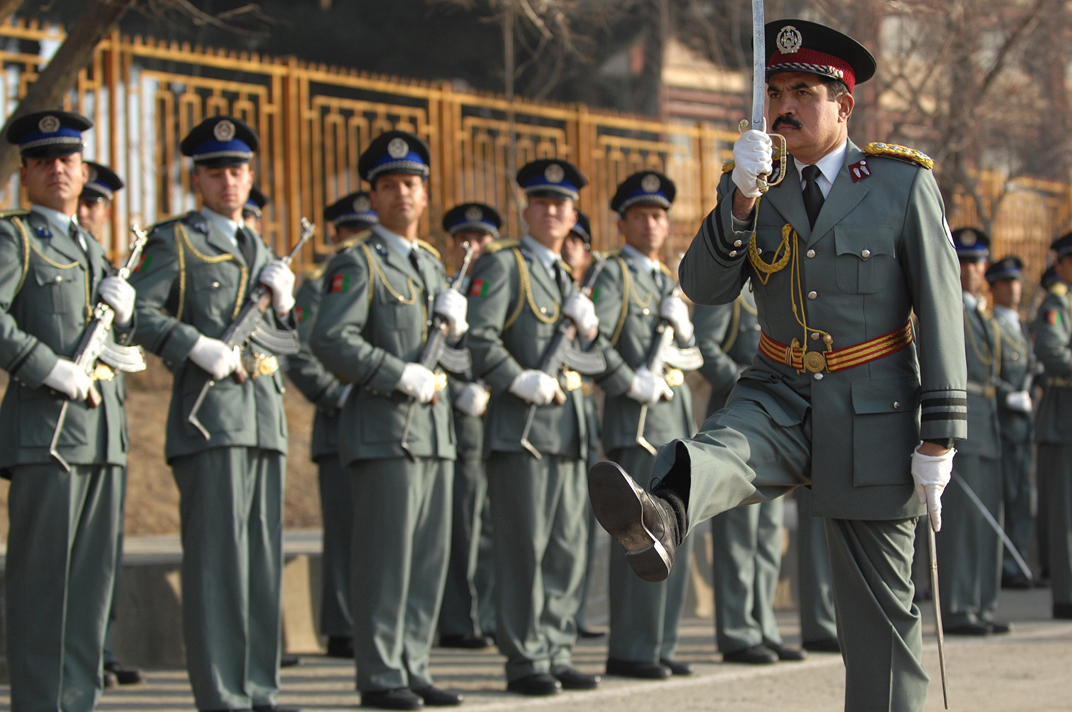
アフガニスタン国家警察学校（ANPA）で著名な訪問者を迎える為に行進する国家警察 (ANP) の司令官。
2010年撮影

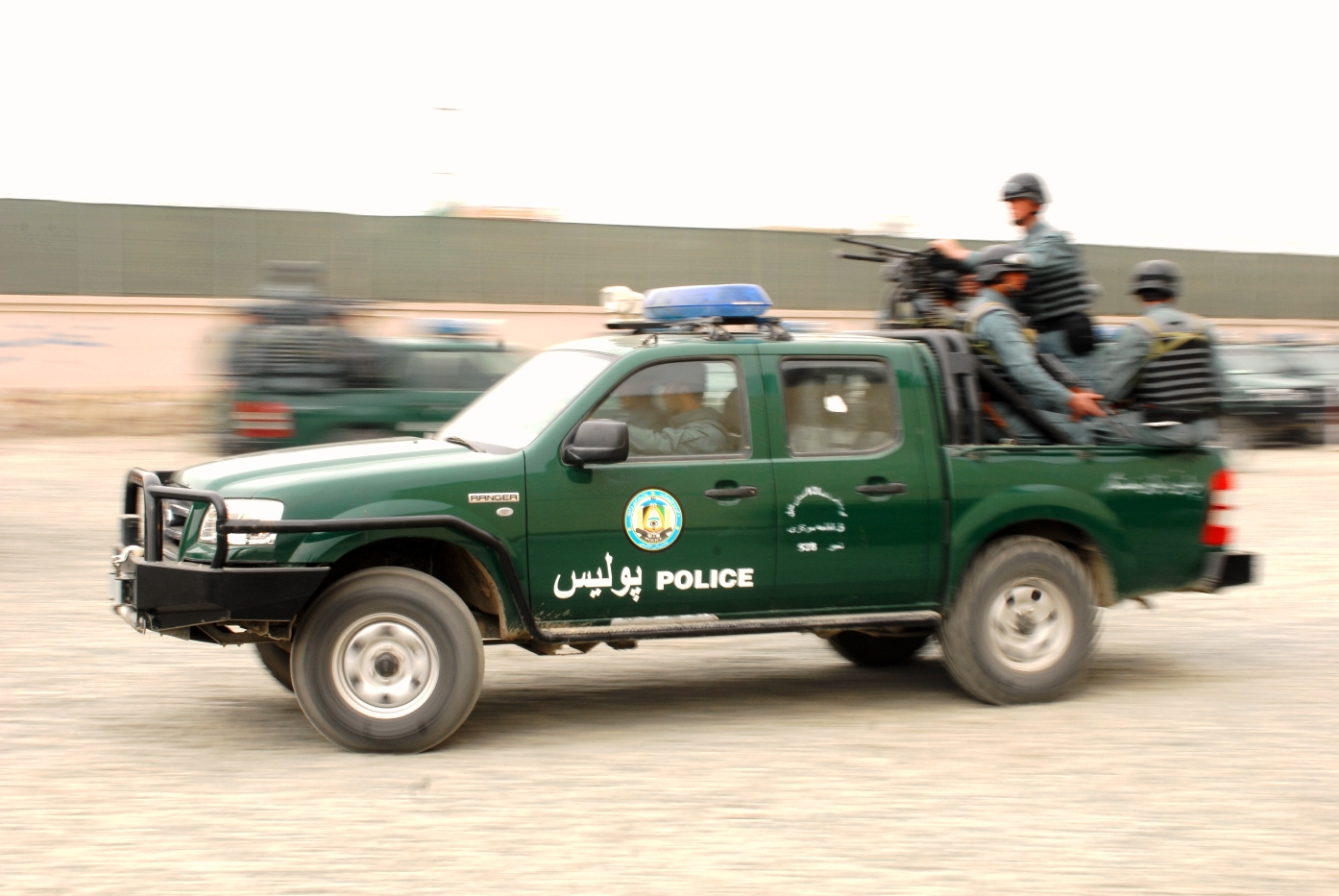
国家警察 (ANP)のパトカー。
ベースとなっている車両はフォード・レンジャーである

国家警察（ANP）が一般的な公安機関となっている。
この機関は内務省の管轄下にある。

### 人権
アフガニスタン王国時代の1964年に制定された憲法では男女平等が謳われ、その後1970年代の社会主義政権時代はよりいっそうの世俗化を推し進め、女性は洋服を着て教育を受けており、都市部ではヒジャブやスカーフを被る人も少なかった。
1978年には医者の4割が女性、カーブル大学の講師の60%が女性であった。しかし、農村部の世俗化は進まなかったことと、その後の社会主義政権の崩壊と共にムジャヒディーンの勝利を経て1990年代にイスラム主義に回帰。純然たるイスラム国家であったターリバーン政権時代には女性の人権が著しく制限された。ターリバーン政権が崩壊したあと、カルザイ政権下でアフガニスタンにおける世俗化は一定程度進んだとされるが、2018年時点でもいまだに女性の識字率は3割未満である。しかし、現在でもアフガニスタンはイスラーム法およびその強い影響下にある世俗法に基づく統治が行われ、イスラム国家としての色彩が強い。
そのため、信条の自由などが聖職者の定義するところのイスラーム法に反するものとされ、シャリーアに基づく背教罪や冒涜罪によって罪となることがある。
欧州での生活中にキリスト教に改宗した男性が、これを理由に死刑を宣告された。これに対しては西側世界からの批判が起こり、最終的に死刑判決は撤回されたが、男性は亡命を余儀なくされた。また、女性の権利について「クルアーンを根拠に女性差別を擁護する人々は預言者ムハンマドの見解を歪曲している」という趣旨の文書を読み、問題提起をしようとした学生に対し、宗教法廷により「冒涜」として死刑が宣告された。これに対しても西側世界は非難しているが、カルザイ政権も今回はムスリム保守層の国民から圧力を受け態度を硬化させており、上院では死刑判決を支持する決議が採択された。
2024年2月28日、国連（UN）は同国において最近行われた公開処刑を非難し、ターリーバーン政権へ死刑の執行停止を求めている。
なお、クルアーンを冒涜したものについては信仰を問わず、発覚した場合は即日のシャリーアにより裁かれる可能性がある。

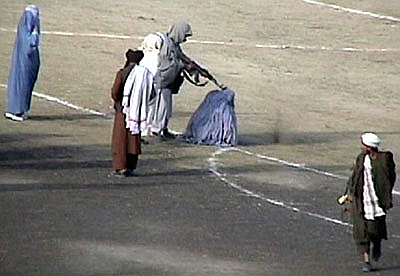
ターリバーンにより日常的に行われている公開処刑

アフガニスタンの地方では部族の伝統が根強く、たとえば、姦通を犯した女性がその家族の手で処刑される、いわゆる「名誉殺人」も行われているという。2014年2月には被告の家族一員の女性だけでなく、女性の弁護士、女医、女の子供など、女性に区分される人々が裁判の証人として出廷することも禁止する法改正が行われようとしていると報じられた。
ターリバーン政権崩壊後に一度は廃止された勧善懲悪省（宗教警察）が、同政権時代と比較して幾分穏健化しているものの巡礼・宗教問題省の名で復活。2021年のターリバーンの政権奪還に伴い勧善懲悪省が復活した。一方でアフガニスタン・イスラム共和国の前身である暫定政府によって2001年後半に設立された女性問題省（MOWA）も勧善懲悪省の復活に伴い廃止されている。
第二次ターリバーン政権では女性がテレビに出演でき、街中でもブルカでなくともヒジャブを被れば許されるように変化した。

## メディアと娯楽
アフガニスタンには約350のラジオ局と200以上のテレビ局がある。ラジオ・テレビジョン・アフガニスタンは1925年に始まった国営公共放送局である。テレビ番組は1970年代に放送され始め、TOLO、シャムシャッドTVなどの多くの民間放送局も存在する。最初の新聞は1873年に発行され、今日では何百もの印刷所がある。1920年代までに、ラジオ・カーブルは地元のラジオ放送を放送していた。 ボイス・オブ・アメリカ、BBC、ラジオ・フリー・ヨーロッパ/ラジオ・リバティー(RFE/RL)はアフガニスタンの公用語の両方でラジオで放送された。2002年以降、報道規制は徐々に緩和され、民間メディアは厳しい統制が20年以上続いたが多様化している。
アフガニスタン人は長い間、インド映画の観賞や、映画の歌を聴いたりすることに親しんできた。アフガニスタンはヒンディー語映画産業にとって最大の市場の一つであるとされる。アフガニスタン系インド人のステレオタイプ（カブリワラまたはパターニ）は、俳優によっていくつかのボリウッド映画でも表現されている。多くのボリウッド映画スターはアフガニスタンにルーツを持つといわれる。

## 文化
アフガニスタンの文化は3000年以上にわたって生き続け、少なくとも紀元前500年のアケメネス朝まで遡ることができ、文化の多様性を包括してきた。中央アジア、南アジア、西アジアの交差点に位置し、歴史的に多様性の中心地である。ある歴史家によれば「古代世界の環状交差点」と呼称している。
アフガニスタンは主に部族社会であり、さまざまな地域に独自のサブカルチャーが存在する。それにもかかわらず、ほとんどすべてのアフガニスタン人はイスラム教の伝統に習って、同じ休日を祝い、同じ服を着用し、同じ料理を食し、同じ音楽を聴き、ある程度多言語である。その文化は、言語、料理、クラシック音楽などに見られるトルコ・ペルシア文化、インド・ペルシャ文化の要素と強い結び付きがある。
アフガニスタンの文化は学術的観点において、学術研究の分野は次第に活発化しつつある。1978年より断続的に続く紛争によってアフガニスタンの文化は、脅かされ破壊されている。

### 食文化
小麦で練ったナーンやビリヤニなどが有名。飲料としては隣国同様にチャイがよく飲まれる。

### 文学
アフガニスタンは文学の歴史が長い国の一つとして知られる。また、世界的な詩や諺の宝庫としても認知されている。

### 映画
アフガニスタンにおける映画技術は20世紀初頭に導入されたものが基盤となっている。

### 建築
アフガニスタンにおける建築文化は過去2000年間に亘って広大な範囲の帝国に属していた点から、様々な民族文化の影響を広く受け続けている面を持つ。
また数世紀の間、時間の経過とともにギリシャからペルシャ、インド、中国、ヨーロッパに至るまで幾多もの国や地域からの建築文化の影響を強く受けており、自国の建築物や建築遺跡には多様性が存在する。それに伴い、様々な宗教的影響も反映されている点が最大の特徴ともなっている。

### 被服・装飾

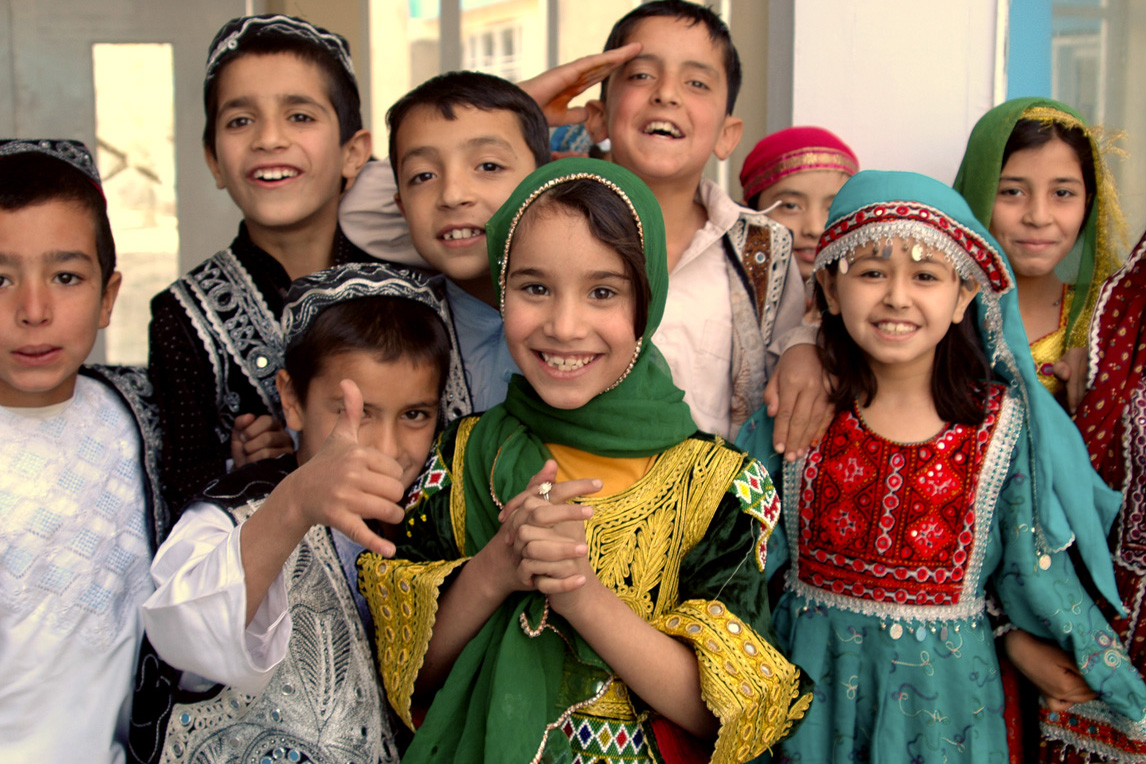
アフガニスタンの伝統的な衣装を着た現地の学校の子供たち。カーブルにて撮影

アフガニスタンの民族衣装は、同国地域における様々な民族グループの服飾文化が融合したものとして知られている。

### 世界遺産
アフガニスタンには多くの貴重な遺跡が残っており、以下の2つがユネスコの世界遺産に登録されている。

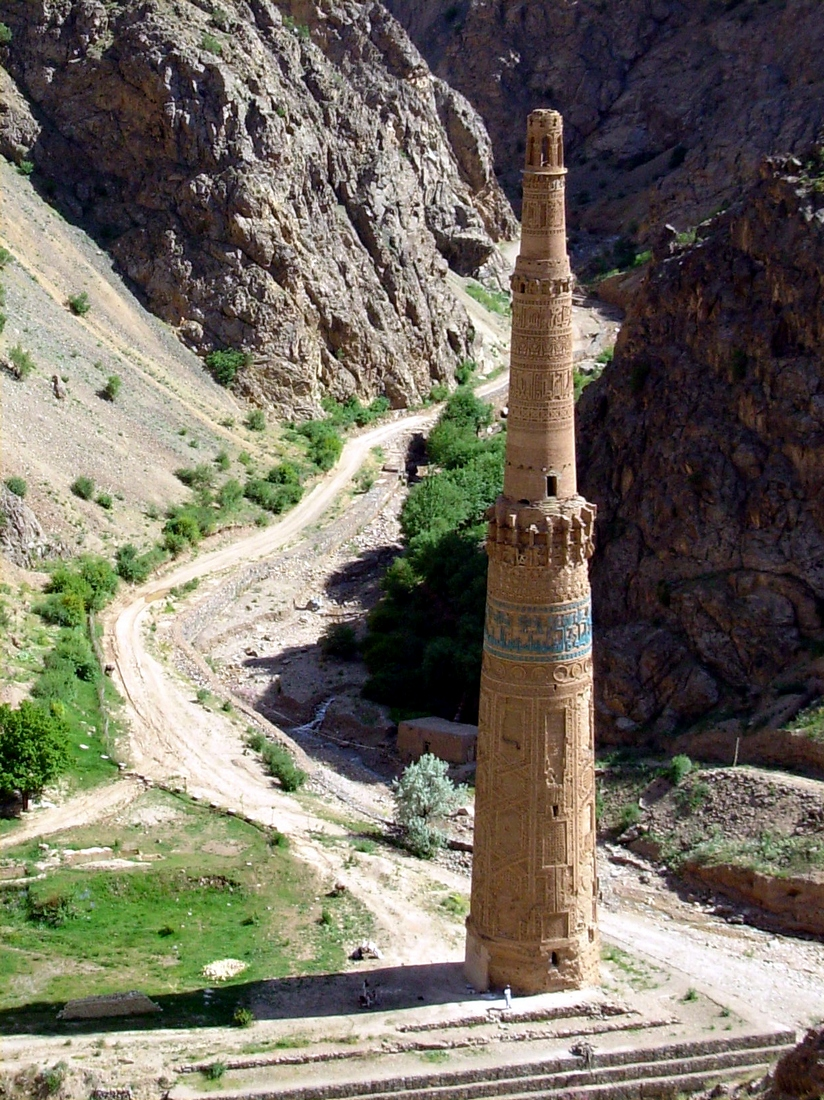
ジャームのミナレットと考古遺跡群（2002年）
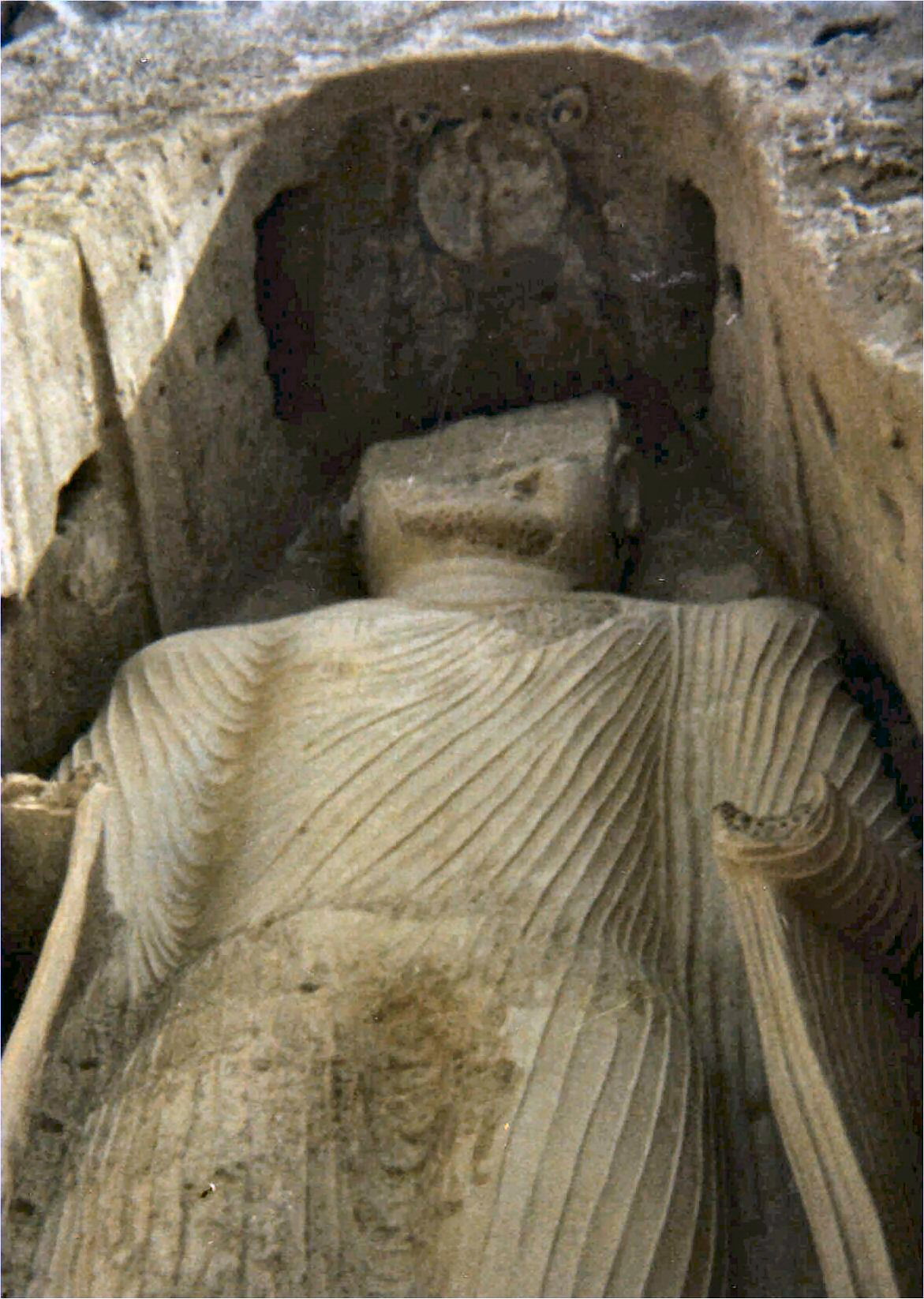
バーミヤーン渓谷の文化的景観と古代遺跡群（2003年）

バーミヤーン渓谷には大仏と多くの壁画が残されていたが、紛争により破壊され続け、殊に2体の大仏は破壊されつつ持ちこたえ立ち続けていたが、2001年にターリバーンによって完全に破壊された。

### 祝祭日
※2024年時点の基本的な祝祭日を以下に述べる。
| 祝祭日  |                                            |            | |
| 日付    | 日本語表記                                 | 現地語表記 | 備考 |
| 2月15日 | 解放の日                                   |            | 1989年にソビエト連邦がアフガニスタンから撤退したことを記念したもの                                                                     |
| 3月21日 | ノウルーズ                                 | نوروز      | イラン暦の元日 |
| 4月28日 | ムジャヒディン戦勝記念日                   |            | 1992年にムジャヒディン反乱軍が共産主義政権を打倒した日であり、政治的な祝日として制定されている                                         |
| 5月1日  | メーデー                                   |            | |
| 8月15日 | アフガニスタンジハード戦勝記念日           |            | 2021年にアフガニスタンイスラム首長国(タリバン政権)がアフガニスタンイスラム共和国を打倒した日であり、国家的な祝日として制定されている。 |
| 8月19日 | 独立記念日                                 | آزادی      | |
| 9月9日  | 国民的英雄：アフマド・シャー・マスードの日 |            | アフマド・シャー・マスードが暗殺された日であるが、これまで同国の為に殉職した全ての人々を讃える目的を兼ねて制定された                   |

この他には、イスラム暦に基づいた移動祝祭日が存在する。

### スポーツ
クリケット

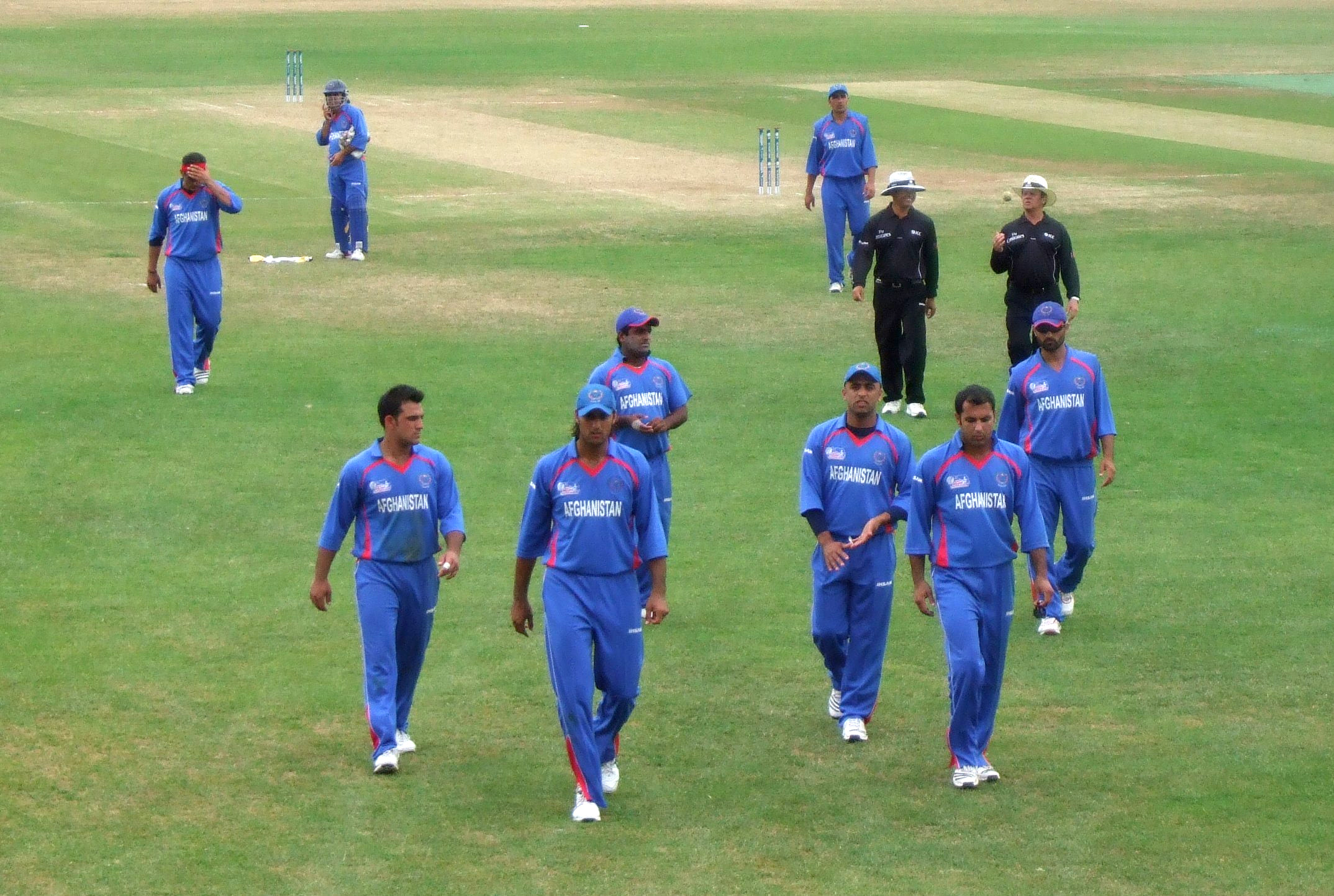
クリケットアフガニスタン代表

アフガニスタン国内ではクリケットが最も人気のスポーツである。1839年のイギリスとのアフガン戦争中にカーブルでプレーされたという報告がある。1990年代にアフガニスタン人の間でクリケット人気が高まり、1995年にアフガニスタン・クリケット連盟が設立された。国際競技連盟の国際クリケット評議会には2001年に加盟し、2017年に正会員に昇格した。アフガニスタン代表チームの国際舞台での急速な進歩があり、国際クリケット界での「ライジングスター」と呼ばれた。2018年にトゥエンティ20方式のクリケットリーグである「アフガニスタン・プレミアリーグ」が創設された。
サッカー
サッカーアフガニスタン代表は1922年に、アフガニスタンサッカー連盟（AFF）は1933年に設立され、1948年に国際サッカー連盟（FIFA）に、1954年にはアジアサッカー連盟（AFC）に加盟した。なお、1984年から2003年まではアフガニスタン紛争のため国際大会には出場していなかった。また、サッカーアフガニスタン女子代表は2010年に設立され、FIFA女子ワールドカップおよびAFC女子アジアカップには未出場である。2012年に「アフガン・プレミアリーグ」が創設された。同年の優勝決定戦では、スタジアムが満員となる4000人を超える観客が集まった。
その他
セパタクローの人気も高いとされている。

## 関連作品
映画
- モフセン・マフマルバフ 『サイクリスト』『カンダハール』『アフガン・アルファベット』
- サミラ・マフマルバフ『午後の五時』
- ハナ・マフマルバフ『ハナのアフガンノート』『子供の情景』
- セディク・バルマク『アフガン零年』
- マーク・フォースター『君のためなら千回でも』
- ティモー・ベクマムベトフ『エスケープ・フロム・アフガン』
- マイク・ニコルズ『チャーリー・ウィルソンズ・ウォー』
- ピーター・マクドナルド『ランボー3/怒りのアフガン』
- ジョン・フランケンハイマー『ホースメン（英語版）』

評論
- 『アフガニスタンの仏像は破壊されたのではない恥辱のあまり崩れ落ちたのだ』モフセン・マフマルバフ

小説
- 『きみのためなら千回でも』カーレド・ホッセイニ
- 『カブールの燕たち』ヤスミナ・カドラ

ボードゲーム
- Joseph Miranda【Holy war, Afghanistan】, Strategy & Tactics No.147,Decision Games
※1978年に始まったソビエトの軍事介入に対する聖戦。
- Joseph Miranda【Asia Crossroads】, Strategy & Tactics No.216,Decision Games
※19世紀のロシア、ペルシャ、中国、アフガニスタン周辺でのイギリスとロシアの覇権争い。
- Joseph Miranda【Operation Aaconda】, Strategy & Tactics No.276,Decision Games
※2002年に実施された多国籍軍のアナコンダ作戦。
- Brian Train, Volko Ruhnke【A distant plain】, GMT games
※同社の非正規戦マルチプレイヤーズゲームCOINシリーズ第3作、1990年代以降の現代紛争。
- Joseph Miranda【The sun never sets II】, Strategy & Tactics No.274,Decision Games
※イギリスの植民地戦争のクワドリゲームで、その一つが1878年からの第二次アフガン戦争。
- Joseph Miranda【Khyber rifles】, Decision Games
※1842年にアフガンが大英帝国に勝利した戦い（第一次アフガン戦争の末期）。
- Joseph Miranda【First Afghan war】, Strategy & Tactics No.179,Decision Games
※タイトルの通り第一次アフガン戦争（1838年 - 1842年）の全体を描いた戦役級ゲーム。
- Joseph Miranda【Invasion Afghanistan】, Modern War No.26,Decision Games
※タイトルの通りソビエトのアフガン侵攻（18793894全体を描いたソロプレイゲーム。

ビデオゲーム
- メダル・オブ・オナー (2010年のゲーム) - 2010年10月12日発売のFPS。舞台が911後のアフガニスタン。
- メタルギアソリッドV - 2015年9月2日発売のゲーム。舞台が1984年のアフガニスタン。

漫画
- 『あふがにすタン』ちまきing